# Peinture en Inde
L’article présente l’histoire de la peinture en Inde depuis près de 30 000 ans.

## Introduction
L'art de l'Inde, d'inspiration avant tout religieuse et régi par des textes précis, ne laisse, pratiquement, que peu de place à la créativité. Son but essentiel est de matérialiser la présence d'une forme divine, de favoriser l'accès au divin. La connaissance des qualités uniques de l'art indien se fait à travers la compréhension de la pensée philosophique, de la riche histoire culturelle, sociale et religieuse ainsi que par la mise en perspective politique des œuvres d'art.
À l’époque moderne, la peinture indienne a subi des influences culturelles, ainsi que des influences religieuses telles que l'hindouisme, le bouddhisme, le jaïnisme, le sikhisme et l'islam. En dépit de ce mélange complexe de traditions religieuses, l’art a toujours été dominé par les principaux groupes religieux.
Les trois religions indiennes, le bouddhisme, l'hindouisme et le jaïnisme ont même leur propre école de peinture pour soutenir leurs traditions religieuses : 

La peinture Mandala (à partir du Ier siècle apr. J.-C.), est utilisée pour évoquer les dieux et pour la méditation.
La peinture préhistorique comme les peintures rupestres trouvées à Bhimbetka qui datent pour certaines de - 30 000 ans.
La peinture corporelle était utilisée à l'aube de l'humanité pour impressionner l'ennemi sous forme de peinture de guerre ou de signe de reconnaissance au sein d'une tribu. Cette technique primitive était également utilisée comme camouflage pour la chasse ou simplement comme ornement.
La peinture sur rouleau (à partir du Ve siècle apr. J.-C.), avec l'école de Patta Chitra la plus connue, se présente sous la forme de feuilles de papier cousues ensemble et parfois collées sur une toile. Leur largeur varie de 10 à 35 cm et leur longueur est rarement inférieure à 1 m et peut dépasser 5 m.
La peinture murale (à partir du IIe siècle) se présente sous forme de grandes œuvres exécutées sur des murs, comme dans les grottes d’Ajanta ou et le temple de Kailashnath.
La peinture miniature (à partir du Xe siècle) est exécutée à très petite échelle pour des livres ou des albums sur des matériaux périssables tels que le papier et le tissu.
Toutes les religions en Inde s’impliquent dans les miniatures, malgré l'iconoclasme islamique dans le XIe siècle.
Les Palas bouddhistes du Bengale ont été les pionniers. L'art de la peinture miniature a atteint son apogée à l'époque moghole islamique et a été conservée par les peintres de différentes écoles de peinture du Rajasthan.
Le Bengale et Calcutta a eu un rôle majeur dans le développement de l'art moderne et de l'art contemporain en Inde, avec des écoles d’art et des mouvements comme le « Kalighat », « l'École du Bengale », « Santiniketan », « Calcutta Group », « Society of Contemporary Artists » et « Calcutta Painters' Group».
La peinture moderne s'oppose à la peinture coloniale. Au lendemain de l'indépendance de l'Inde, de nombreux genres d'art nouveaux se développent.
La peinture métropolitaine contemporaine a subi de nombreux changements grâce aux progrès de l'économie, les formes et les styles d'art. Dans les années 1990, l’économie indienne a été libéralisée et intégrée à l’économie mondiale, ce qui a permis la libre circulation de l’art et de l’information culturelle à l’intérieur et à l’extérieur du pays.
La peinture vernaculaire contemporaine est des écoles de peinture ancrée en dehors de grandes métropoles. Il existe des traditions de peinture chez plusieurs tribus, les écoles tribales. Certains sont anciennes, voire très anciennes (comme chez les Bhil et les Warli), autres récents (comme chez les Gond). Leurs artistes, qui sont normalement animistes, illustrent les traditions tribales et les dieux incarnés dans la nature et dans la vie quotidienne. Les autres écoles rurales ont plutôt leur base dans les traditions rurales et régionales.

### Vocabulaire
- La peinture murale existe sous le nom hindi Bhitti Chitra (Bhitti = mur, Chitra = peinture)[2].
- La peinture sur sol s'appelle Bhumi Chitra ou Rangoli
- La peinture sur tissus s'appelle Patta Chitra ou Potchitro (Pot = rouleau)
- La peinture sur les corps s'appelle Deh Chitra ou Gudna
- La peinture sur manuscrit (miniature) s'appelle Chitra Bhagwat ou enluminure
- La peinture méditative s'appelle mandala
- Kalam désigne stylo, pinceau ou « école de... »

### Shadanga: Six principes de la peinture indienne
Au Ier siècle av. J.-C., l'art de l'Inde a été introduit aux six principes principaux de l'art, connus sous le nom de «Shadanga» ou six membres de la peinture. Ces membres étaient en fait six points différents qui mettaient l'accent sur ce que tous les artistes avaient besoin d'infuser dans leurs œuvres pour obtenir plus d'effet et d'attrait,.
Ces six membres ont été traduits comme suit:
1. Roopa-Bheda : La connaissance des apparences (Roopa = forme, Bheda = mystère). La beauté de la forme.
2. Pramanami : La connaissance, et l'application harmonique, des proportions. La beauté de l'harmonie.
3. Bhava : L'expression des sentiments. La beauté émotionnelle.
4. Lavanya-Yojnam : L'infusion de grâce. La beauté esthétique.
5. Sadradhyam : La connaissance et l'application de similitude. La beauté du réel.
6. Varnika-Bhanga : La connaissance et l'application des couleurs. La beauté des couleurs.

Voir aussi : Les huit principes de Abanindranath Tagore.

### Les images et les Dieux

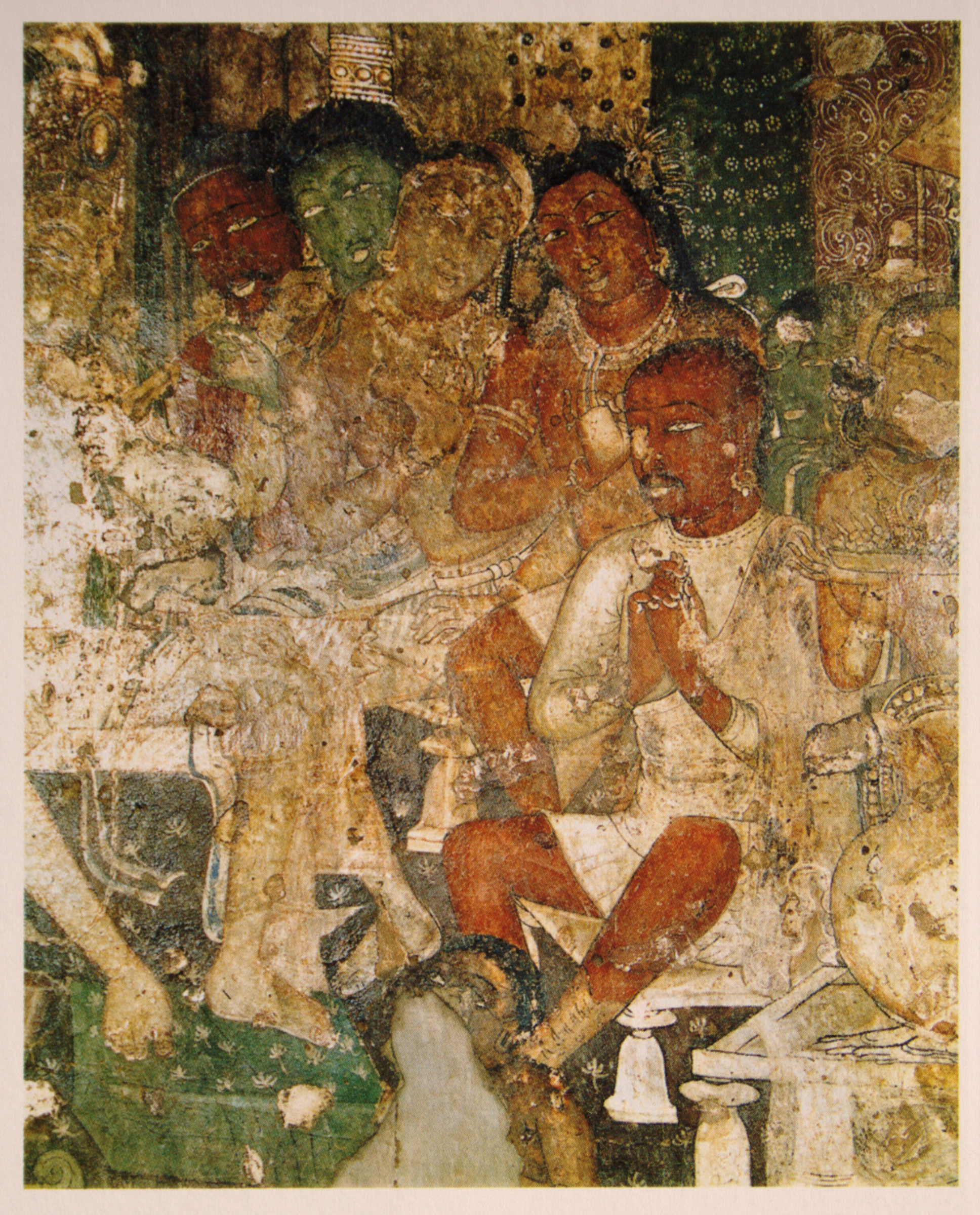
Ajanta grotte 17. Cette peinture illustre probablement l'une des vies antérieures du Bouddha.

Pendant l’époque préhistorique (à partir de 26 000 av. J.-C.) les peintures rupestres étaient sans signification religieuse. Pendant toute la période védique (vers XVe siècle av. J.-C. au Ve siècle av. J.-C.) l’Inde semble se passer d’images.
Les débuts du bouddhisme (Ve siècle av. J.-C. au IIIe siècle av. J.-C.) révèlent la même réticence à l’égard des représentations. Dans le premier art bouddhique (IIIe siècle av. J.-C. au Ier siècle av. J.-C.) le Buddha n’est encore évoqué qu’à travers des symboles. La plus ancienne iconographie bouddhique sculptée en pierre à notre disposition aujourd’hui (IIIe siècle av. J.-C. au IIe siècle av. J.-C.) ne montre pas le Bouddha, mais l’absence même du maître, par exemple sous la forme d’un trône vide. C'est seulement vers le Ier siècle av. J.-C. qu’apparaissent les premières représentations anthropomorphiques du Bouddha.
C’est d’abord par le biais d’effigies liées à des cultes locaux de la fécondité sur lesquels les textes restent extrêmement elliptiques que la figure humaine s’est peu à peu imposée dans l’art.
L’évolution qui s’amorce à cet égard au commencement de notre ère n’en est que plus frappante. Elle touche à peu près au même moment, entre le Ier siècle et le IIIe siècle, les trois grandes religions nées en Inde, bouddhisme, hindouisme, jaïnisme, sans doute sous l’effet du courant dévotionnel qui imprègne à des degrés variables tous les milieux religieux. À partir de cette époque se fait sentir la nécessité d’incarner sous une forme tangible le Buddha, le Jina ou les dieux hindous. Cette affirmation de la dimension incarnée, « manifestée », inséparable du caractère transcendant des « Grands êtres » ou des dieux va permettre à l’art indien de donner libre cours à toutes ses possibilités expressives.
La Supériorité du bouddhisme jusqu’au Ve siècle va de pair avec le progrès de l’art narratif. À Sânchî, sur les stûpa du
Gandhâra (maintenant au Pakistan) ou de l’Ândhra Pradesh, dans les grottes d’Ajantâ, la succession des scènes restitue dans sa dimension temporelle la vie historique du Buddha ainsi que ses existences antérieures : autant qu’au Buddha lui-même, ces œuvres font place à la communauté des fidèles, hommes et dieux confondus. Si elles retracent les étapes d’une carrière érigée en modèle, elles renvoient aussi le reflet d’une réalité souvent étonnamment familière, à peine transfigurée par la légende. Dès le VIIIe siècle, en partie sous l’influence de l’hindouisme, l’art bouddhique se détourne des cycles narratifs pour s’attacher de plus en plus au monde des représentations mythiques. Le Buddha n’apparaît presque plus désormais que dans sa dimension intemporelle, à travers l’image de culte, englobée dans le panthéon des Bouddhas et des Bodhisattvas cosmiques. L'art bouddhique laisse sa marque sur l'ensemble de l'art hindou jusqu'à la quasi-disparition du bouddhisme au Xe siècle devant l'expansion de l'hindouisme et de l'islam.

Voir aussi : Art bouddhique.
Dans L’hindouisme védique (XVe siècle av. J.-C. au Ve siècle av. J.-C.), les divinités hindoues n'étaient probablement pas vénérées sous forme d'images ou d'icônes, mais déjà imaginées et même représentées sous une forme humaine, comme tend à le démontrer la mention d'une représentation peinte de Rudra, dans le Rig-Veda.L’hindouisme trouve sa source dans l’animisme, c’est l’Inde védique ou brahmanique, où tous les aspects cosmiques sont divinisés, l’homme projetant son image sur le monde et s’en expliquant le fonctionnement. Les discussions proprement théologiques et celles qui concernent les images religieuses concrètes sont rares dans la période ancienne des écoles philosophiques hindoues. La notion de dieu est absente ou secondaire avant la fin du IIIe siècle. Au VIe siècle on accepte la notion d’un dieu créateur. La progression de l’hindouisme à partir du Ve siècle stimule cet essor de l’imaginaire. L’art hindou illustre les grands mythes fixés vers le début de notre ère. Il leur doit son unité, par-delà les divisions régionales et la multiplicité des écoles, comme en témoigne la diffusion des formes de la divinité dans l’ensemble du sous-continent.
 Voir aussi : Mythologie hindoue.
La civilisation islamique, généralement aniconiste, semble s’être laissée insensiblement imprégner par la perspective indienne : la peinture moghole (entre le XVIe siècle et le XIXe siècle) fait une large place à la figure humaine, qu’elle aborde dans certaines œuvres avec une subtilité et une vérité psychologiques qui renouvellent l’art de la miniature,.

Voir aussi : Arts de l'Islam.
À la fin du IXe siècle le monde chrétien sort de la crise iconoclaste qui a vu le retour du culte des icônes dans le christianisme byzantin. Le christianisme est très présent dans l’Inde du Sud à partir du XVIe siècle avec l'arrivée des Portugais. Les façades des bâtiments affichent souvent les proverbes bibliques, des représentations colorées de Jésus trônent sur les murs et les églises sont omniprésentes dans le paysage urbain. Ici on peut découvrir une représentation riche et colorée, étonnant mélange alliant l’exubérance de la culture indienne et l’iconographie chrétienne. Les nombreuses représentations de Marie, Jésus et d’autres saints de la Bible prennent alors des traits inattendus, loin de la sobriété des représentations que l’on trouve en Europe.

Voir aussi : Représentation de Dieu dans le christianisme et judaïsme et représentation de Jésus-Christ dans l'art chrétien.
Chez les tribus animistes, par exemple chez les Gond, Bhil et Warli, on trouve souvent des images de leurs dieux.
Voir aussi : Idolâtrie.
Voir également les peintures rituelles et méditatives : Les Mandala (ou en:Mandala).

## Mandala: Peintures rituelles et méditatives

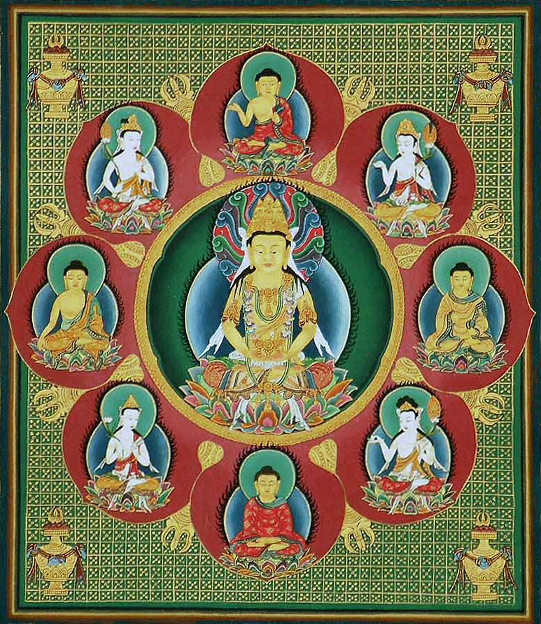
Lotus central du mandala Shingon de la matrice, le Garbhadhatu, représentant Mahavairochana, entouré de quatre Adibuddhas (dorés) et de quatre Bodhisattvas (blancs).

Mandala est un terme sanskrit signifiant cercle, et par extension, sphère, environnement, communauté. Le mandala représentent l'univers.
En Inde le mandala est un outil qui sert pour les trois grandes religions nées en Inde : le bouddhisme, l’hindouisme et le jaïnisme. Un outil politique, vénératif et méditatif.
Le mandala comme modèle politique (en) est un diagramme qui explique les structures dans les états. Le Raja-mandala (cercle d'États) a été formulé par l'auteur indien Kautilya dans son travail sur la politique, l'Arthashastra (autour du IIIe siècle av. J.-C.). Il décrit des cercles d'États amis et ennemis entourant l'État du roi. Selon les idées de O. W. Wolters « la carte de l'Asie du Sud-est antérieure, issue des réseaux préhistoriques de petites colonies, était une mosaïque de mandalas souvent imbriqués ».
Dans l'hindouisme les mandalas sont des aires rituelles utilisées pour évoquer leurs dieux. Le mandala religieux dans l'hindouisme est un outil de plusieurs rituels quotidiens sous sa forme de yantra.
Dans le bouddhisme tantrique (vajrayāna), il existe différentes formes de mandala (à partir du Ier siècle av. J.-C.), structure complexe peinte ou sculptée en ronde bosse utilisée pour la progression initiatique, ou bien encore diagramme fait de sable coloré, il est utilisé surtout pour la méditation. Le diagramme est dans tous les cas rempli de symboles; il peut être associé à une divinité. Certains mandalas, très élaborés et codifiés, en deviennent semi-figuratifs, semi-abstraits.
Dans le jaïnisme, une roue à huit pétales dénommée siddhachakra est utilisée lors de certains rituels. Elle est symétrique et contient des cercles, et, est entourée d'un carré. Elle est proche, bien que plus simpliste, des mandalas de l'hindouisme et du bouddhisme.
Voir plus : en:mandala.
Voir aussi : Thangka bouddhique.

## La peinture corporelle
À l'aube de l'humanité, les humains découvrent la terre colorée, le charbon de bois, la craie, le jus des baies colorées, le sang des animaux et bien d'autres couleurs qui servent peut-être à impressionner l'ennemi, sous forme de peinture de guerre, ou de signe reconnaissance à l'intérieur d'une tribu. Cette technique de maquillage primitif a pu aussi servir de camouflage pour la chasse.
Probablement même avant que la première pierre ne soit gravée, l’homme applique ainsi des pigments sur son corps pour affirmer son identité, l'appartenance à son groupe et se situer par rapport à son entourage. Les dessins et les couleurs permettent de changer d'identité, de marquer l'entrée dans un nouvel état ou groupe social, de définir une position rituelle ou de réaffirmer l'appartenance à une communauté déterminée, ou servent tout simplement de parure.

### La peinture corporelle permanente: le tatouage

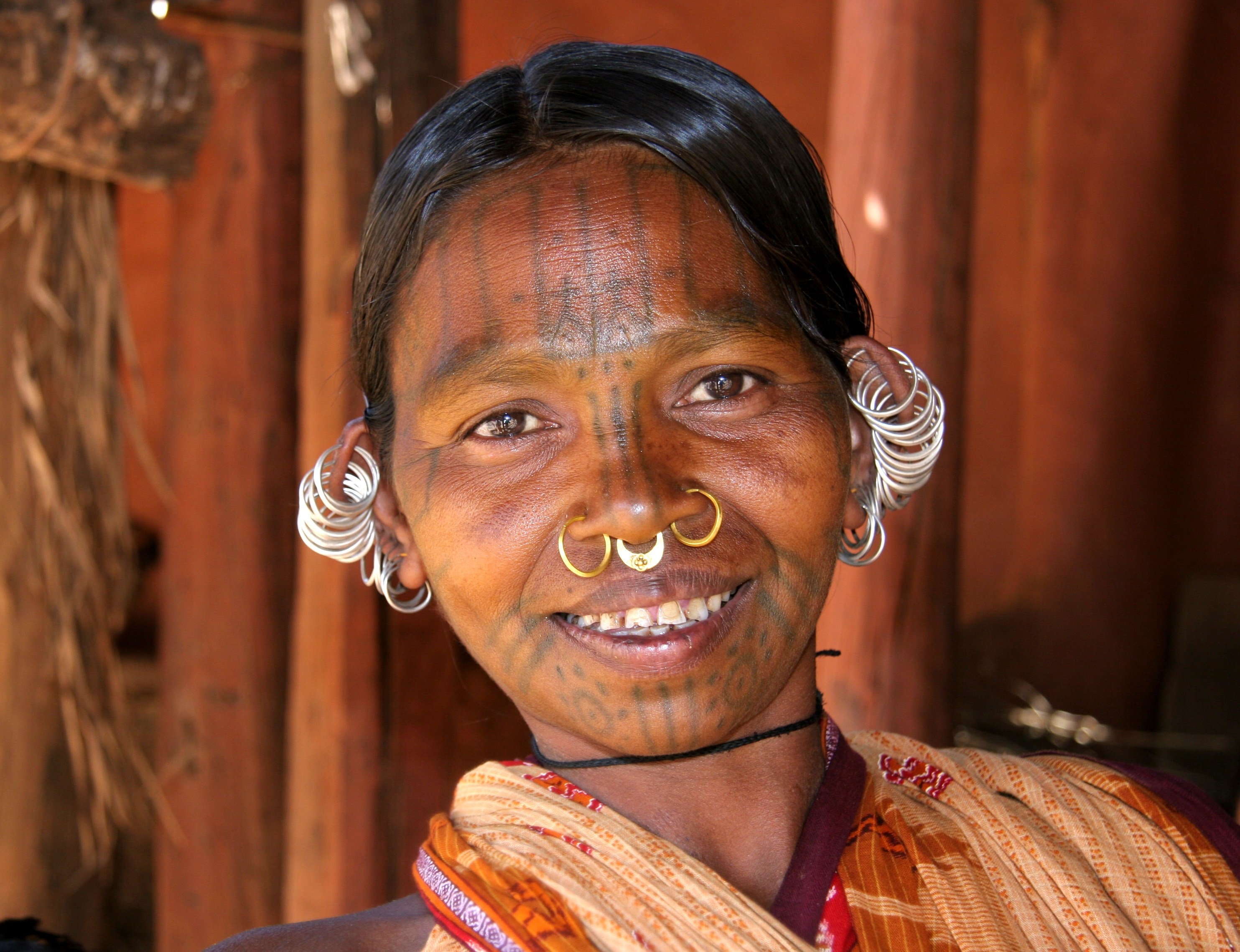
Kutia Kondh woman

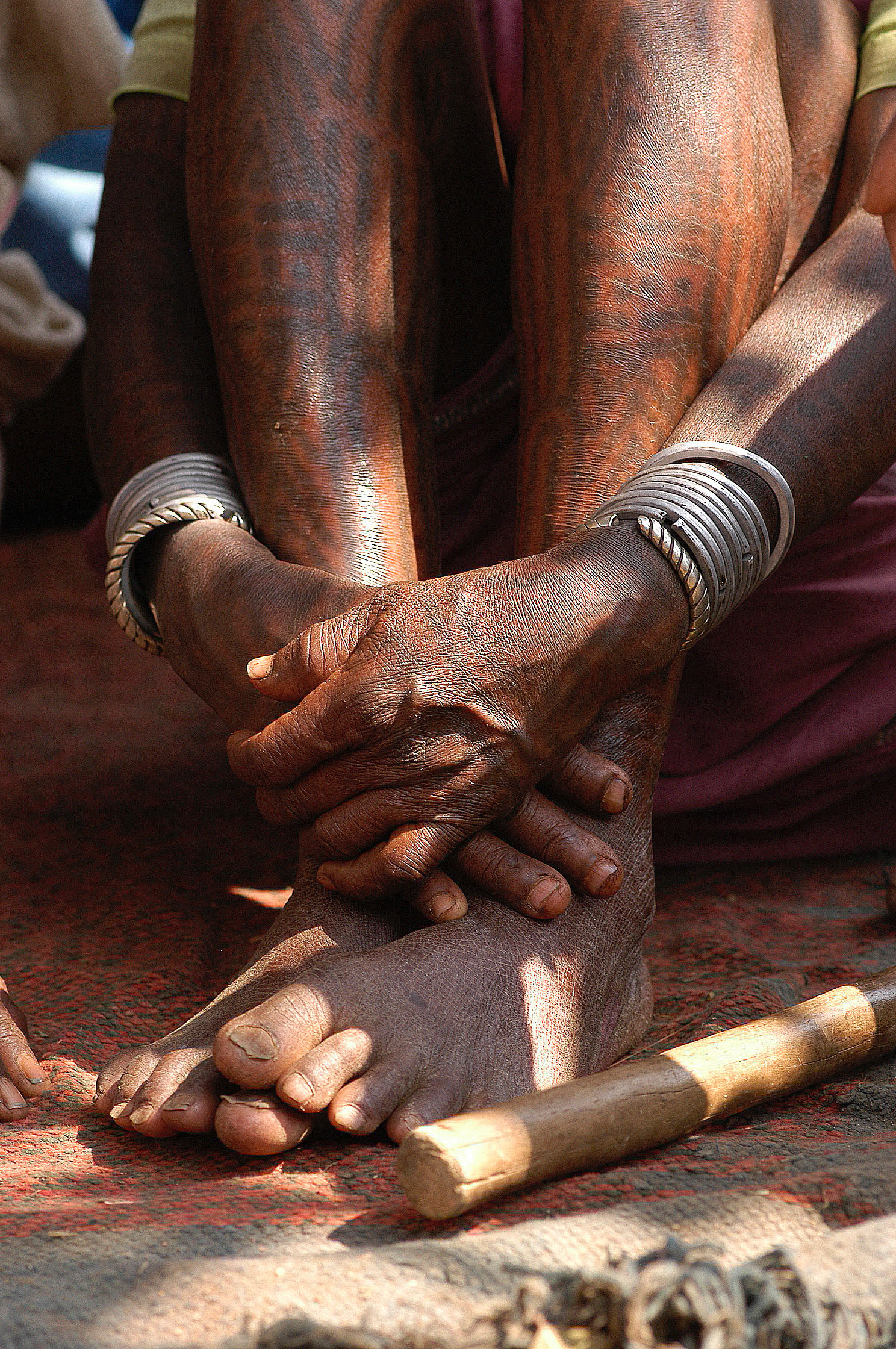
Baiga tatouage

Les tatouages sont utilisés en Inde depuis les temps les plus anciens, surtout chez les populations tribales. Pendant des centaines d'années, la tradition du tatouage a été vénérée dans la campagne profonde. Les anciennes sculptures en forme de labyrinthe sur les roches préhistoriques ont été copiées par les communautés tribales sur leurs corps. Ils ont appelé le processus gudna. Ces tatouages ont une relation avec leur religion, leur sexe et leur voisinage, mais les tatouages remplacent souvent les bijoux, trop chers à acquérir. Pour certaines populations le tatouage est une nécessité pour leur groupe, pour d’autres c’est une façon d’habiller le corps nu. Dans la tribu Apatani d’Arunachal Pradesh, des fillettes ont été tatouées pour les rendre moins attirantes pour les tribus rivales.
Depuis quelques années, les tatouages sont devenus à la mode auprès quelques jeunes indiens vivants dans les métropoles .

### La peinture corporelle temporaire

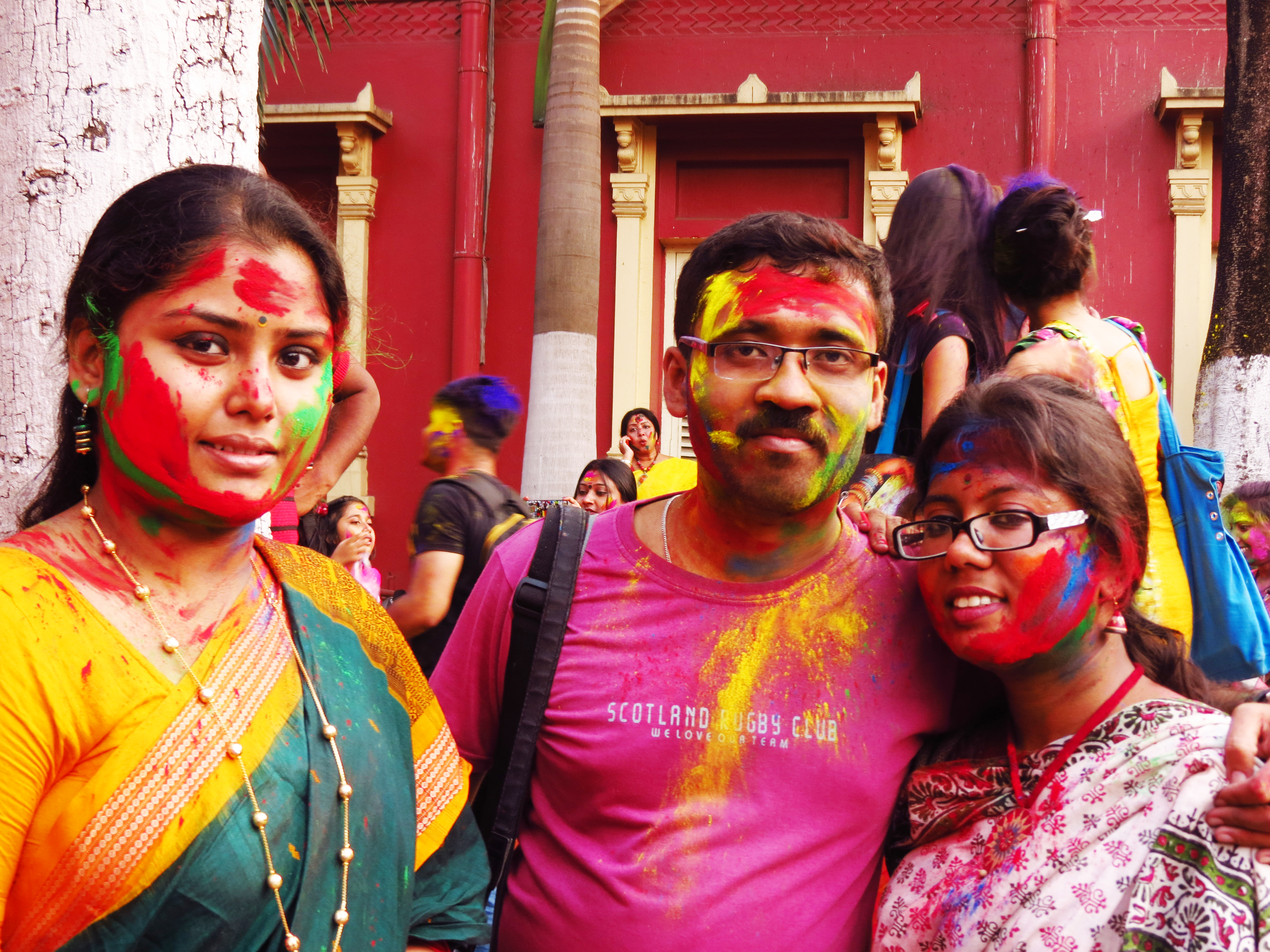
Dol Khela à Calcutta (Kolkata)

Les couleurs utilisées pour la fête de Holi ont chacune une signification particulière : le vert représente l’harmonie, l'orange l’optimisme, le bleu la vitalité et le rouge la joie et l’amour. La Holi, ou la fête des couleurs, est une fête hindouiste qui célèbre à la fois le printemps et la fertilité. Les jeunes préparent leurs couleurs et leurs « armes » plusieurs jours à l’avance. Ballons remplis de poudre, litres d’eau colorée, seringues, pistolets et fusils à eau, pour Holi, tout est bon.
Les femmes pratiquent une forme de peinture corporelle plus durable (une à trois semaines) à l'aide de henné, souvent lors de fêtes religieuses ou de mariages. Les décors au henné produisent des tons de l'orangé au noir. Il est utilisé à la fois pour les soins et la parure corporelle. Les motifs représentés ont tous une symbolique relative aux croyances populaires.
Voir aussi : Peinture corporelle

## La peinture murale
Depuis des dizaines de milliers d’années les hommes (et les femmes!) ont eu envie de décorer les murs pour illustrer leur quotidien, pour embellir leur lieu d'habitation, pour vénérer leurs dieux, pour chasser les maux, pour des événements, pour raconter une histoire, pour sauvegarder une légende...
La peinture murale en Inde est une partie de la mémoire collective.

### Peinture préhistorique, à partir de 26 000 av. J.-C.

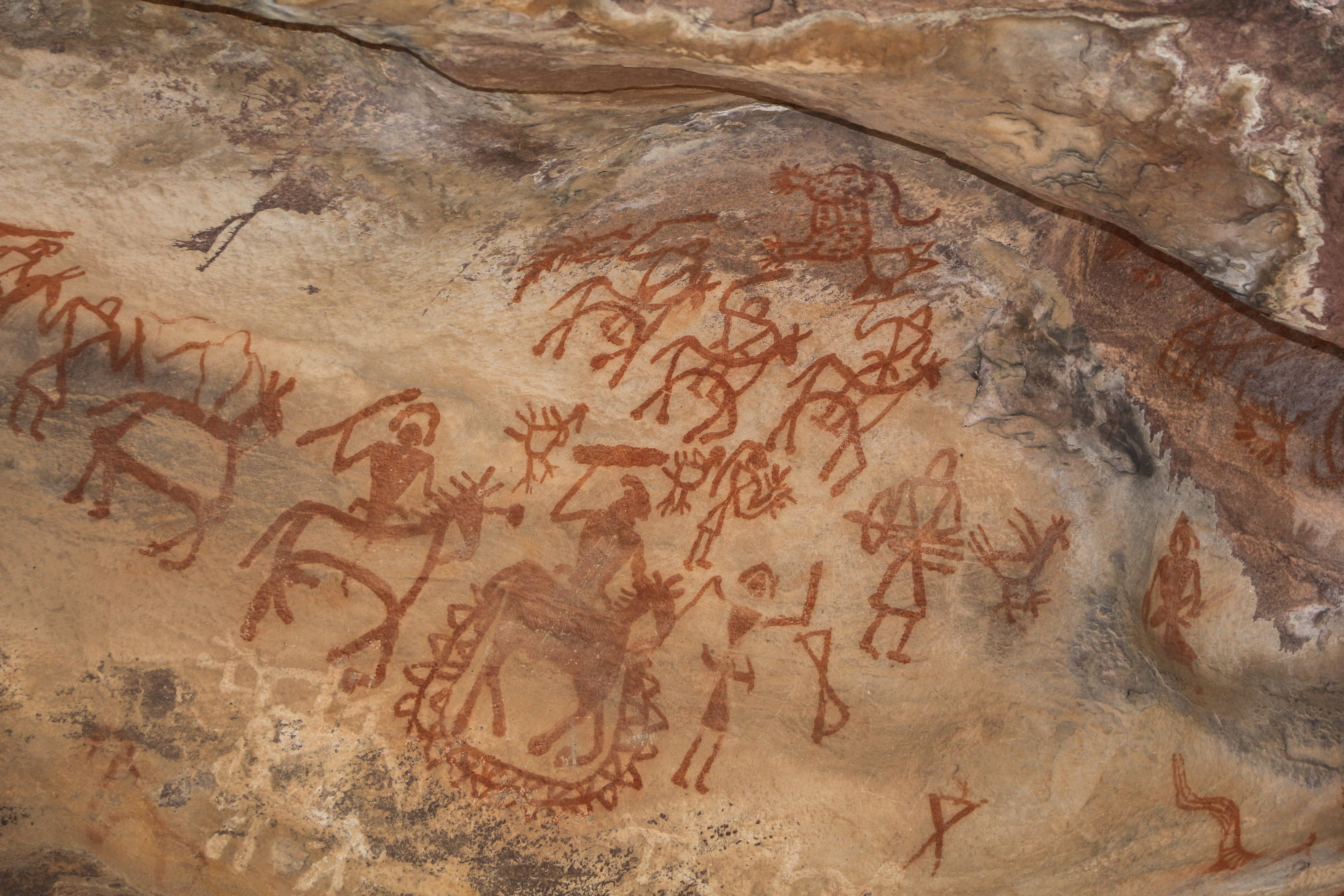
Peinture de Bhimbetka, abri n°8

Depuis les temps anciens les Hommes ont dessiné dans les abris sous-roche,,,, sur les murs et sur les sols, pour parler de leur vie et laisser leur trace, mais sans signification religieuse. Le sous-continent indien est après l’Australie et l’Afrique, le pays qui compte le plus grand nombre de sites rupestres situés principalement dans le centre (Madhya Pradesh et Chhattisgarh).
On ne peut pas dater avec précision l'ancienneté de cet art et les phases de son évolution. En effet, il comprend essentiellement des images peintes en rouge avec des oxydes de fer (hématite), pour lesquelles il n'est pas possible de faire appel aux analyses par la méthode du radiocarbone, puisque celle-ci ne peut s'appliquer qu'à des pigments d'origine organique (charbons par exemple). Si certains de ces pigments ont été employés, ils ne se sont pas conservés, car il s'agit d'un art d'extérieur, exposé à la lumière et aux éléments, contrairement à l'art des cavernes européennes. Les plus anciennes peintures indiennes sont des pétroglyphes âgés entre 10 000 ans et 28 000 ans selon les sources, comme ceux que l'on a trouvés à Bhimbetka dans les monts Vindhya au nord de la rivière Narmada dans l'État de Madhya Pradesh et à Jogimara (Sarguja) près de Narmada dans l'État de Chhattisgarh. La peinture sur roche a perduré jusqu'au IIIe millénaire avant notre ère (Pachmarhi (monts Vindhya, Madhya Pradesh).
La première découverte mondiale de l'art rupestre a eu lieu en Inde en 1867 par l'archéologue A.C.L. Carlleyle
L'art rupestre en Inde comprend une majorité écrasante de figures humaines, une grande diversité d'animaux et quelques signes géométriques, symboles souvent impossibles à interpréter lorsque les traditions millénaires se sont éteintes.
Deux activités sont représentées à toutes les périodes : la chasse et la danse. Les hommes chassent à l'arc ou parfois armés d'une hache, par exemple pour affronter un tigre. Leurs proies sont majoritairement des cerfs, mais aussi des bisons, des tigres, des singes ou des oiseaux. La danse joue un rôle figuratif important dans l'art rupestre, et cette activité reste présente de nos jours dans les tribus. Parfois, un danseur isolé agite les bras et le corps. Ailleurs, ce sera un couple. Le plus souvent, les danseurs sont en groupe, jusqu'à une quinzaine de personnes, en une longue file ou en cercle, les corps suivant le rythme, les bras joints ou levés, sans que l'on puisse généralement identifier leur sexe. Les instruments de musique comprennent des tambours, des flûtes, des harpes et des cymbales.
Les dessins d'animaux font preuve d'une variété surprenante. Pour faire une seule comparaison : sur environ un millier de représentations animales à Pachmarhi, on identifie 26 espèces différentes, alors qu'à Lascaux, sur un nombre équivalent, on n'en reconnaît que 9.
La plupart des peintures sous-roche ont été exécutées en utilisant des pigments rouges et blancs, plus rarement verts et jaunes, mais a Bhimbetka on trouve 20 couleurs différentes. Les peintures rupestres dans les abris de Bhimbetka étaient probablement à l'origine des œuvres des tribus Warli et Saura.
Voir : Cave paintings in India

Voir aussi : Art rupestre

### Peinture bouddhique, duIIIesiècleav. J.-C.auXIIesiècle

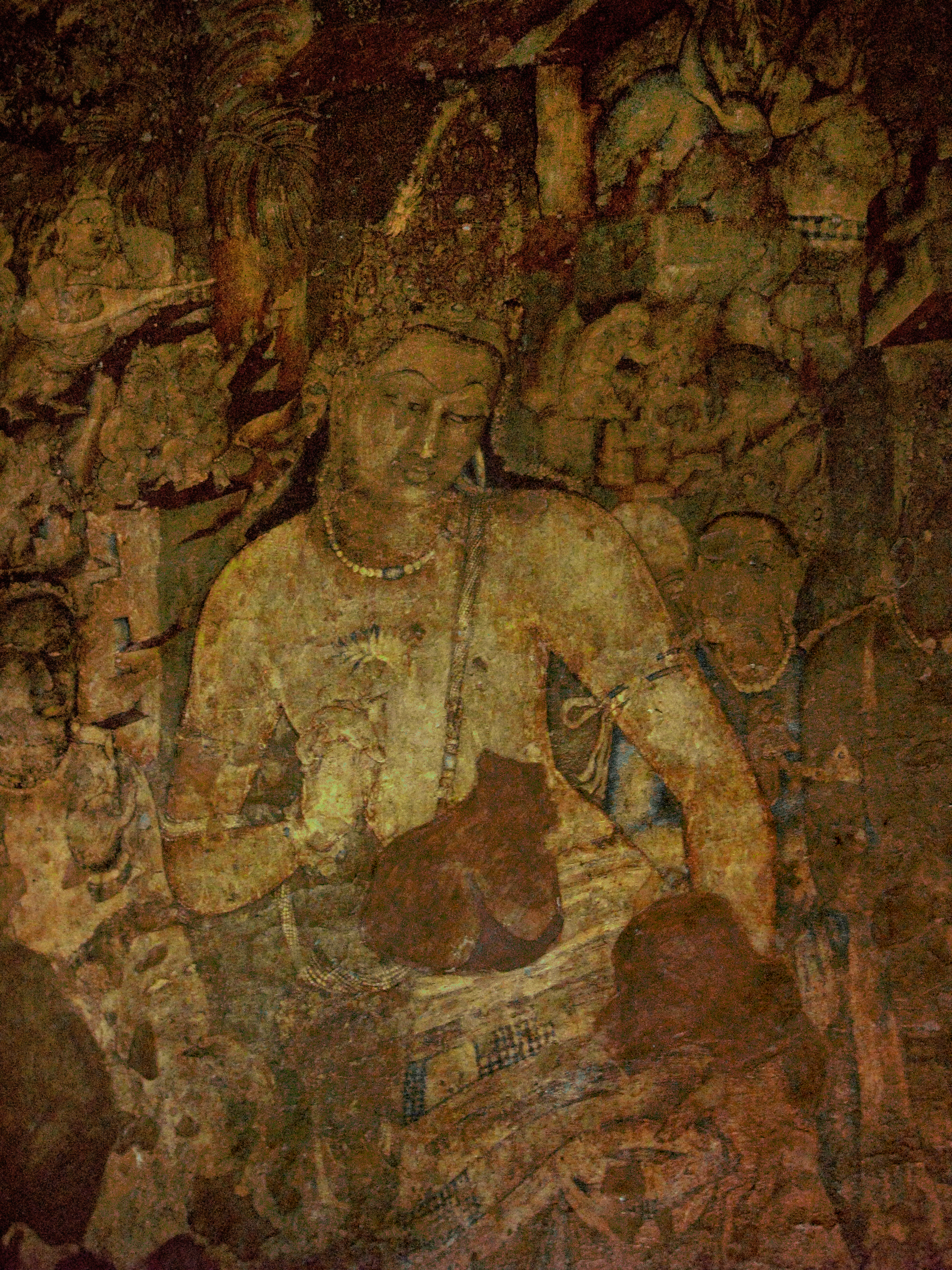
Le Bodhisattva Padmapani. Peinture à l'eau sur enduit. Vestibule du vihâra, caverne 1. Ajanta, fin Ve siècle

L'art bouddhique naît dans le sous-continent indien, probablement durant les siècles suivant la mort du Bouddha historique ou Gautama Bouddha (VIe siècle av. J.-C. et Ve siècle av. J.-C.), bien que ses premières manifestations attestées par des découvertes archéologiques semblent dater du règne d'Ashoka (304-232 av. J.-C.). Une première phase, essentiellement indienne, appelée « phase aniconique », durant laquelle la personne du Bouddha est évoquée par des symboles, est suivie vers le Ier siècle d'une « phase iconique » durant laquelle apparaissent des représentations anthropomorphiques du Bouddha.
En Inde, l'art bouddhique connait un grand développement et laisse sa marque sur l'ensemble de l'art hindou jusqu'à la quasi-disparition du bouddhisme au Xe siècle devant l'expansion de l'hindouisme et de l'islam, mais on trouve les enluminures bouddhiques sur feuilles de palmier réalisées aux XIe siècle et XIIe siècle au Bihâr et au Bengale.
On trouve des exemples de fresques bouddhistes dans les 30 grottes artificielles bouddhistes d'Ajanta, peintes à partir du IIe siècle av. J.-C. jusqu’au VIIIe siècle, et dans les 12 grottes bouddhistes d’Ellorâ datant des VIe et VIIe siècles
.
Les peintures Thangka, qu'on trouve au Sikkim et en Arunachal Pradesh, représentent généralement des diagrammes mystiques symboliques (Mandala), des divinités du bouddhisme tibétain ou de la religion bön, ou encore des portraits du dalaï-lama. Ils sont destinés le plus souvent à servir de support à la méditation. Le diagramme est dans tous les cas rempli de symboles; il peut être associé à une divinité. Certains mandalas, très élaborés et codifiés, en deviennent semi-figuratifs, semi-abstraits.
Voir aussi : 1) les Thangka de Sikkim, 2) la tribu Monpa de l'Arunachal Pradesh, 3) les miniatures bouddhiques.
Voir également les peintures rituelles et méditatives : Les Mandala (ou en:Mandala).

### Les peintures iconiques Jaïn, duVIIIesiècleauXIIIesiècle

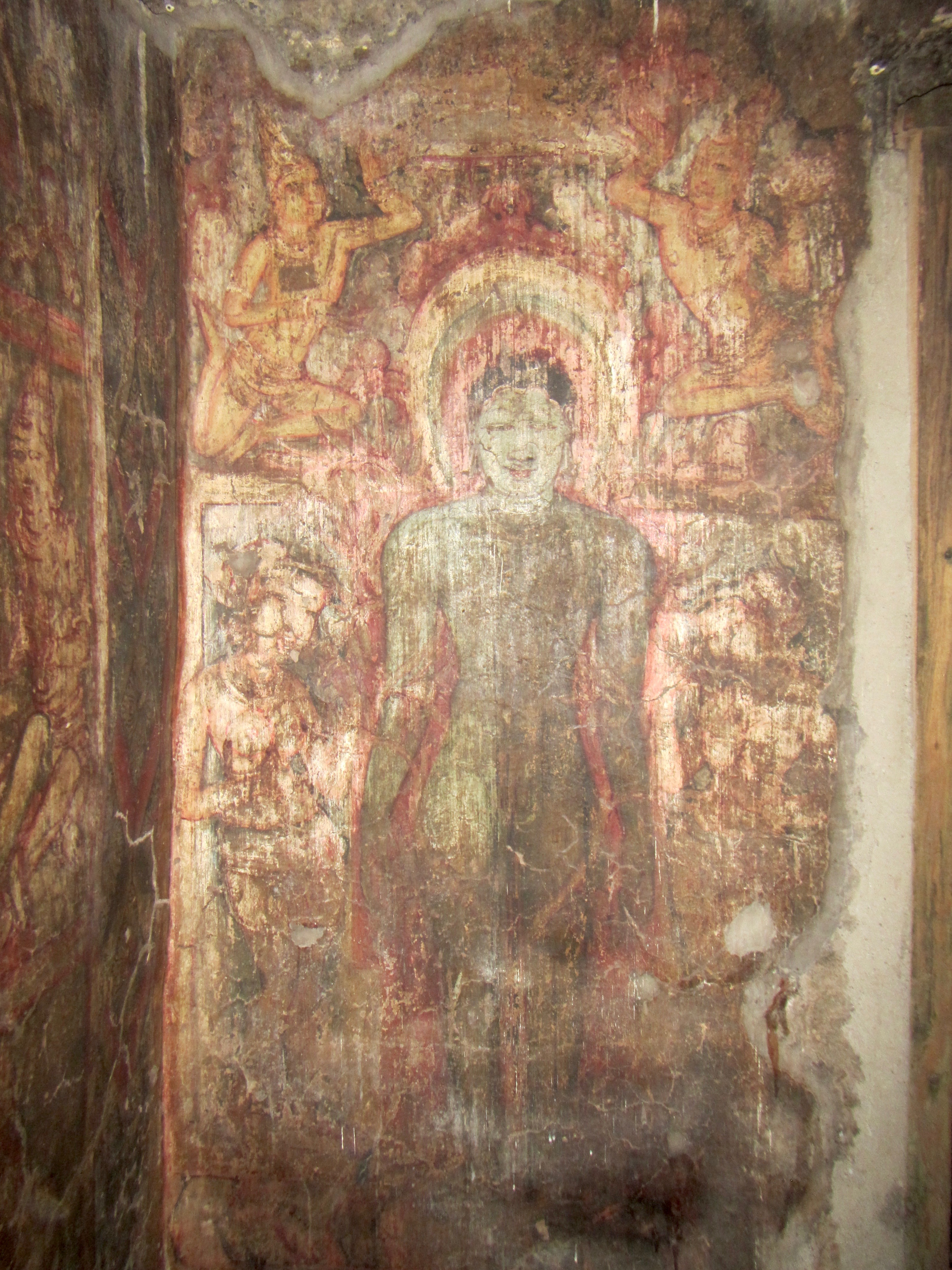
Peinture dans grotte 32, Ellora

Les jaïns ont, comme pour l'architecture et la sculpture, contribué, dans une large mesure, au développement de l'art pictural en Inde. Leur tradition en la matière est aussi ancienne que celle de la peinture bouddhique. On peut trouver une quantité innombrable de leurs œuvres, d'une qualité extraordinaire, sur des murs, sur des feuilles de palmier, sur du tissu, sur du bois, etc.
Les grottes jaïns (30-34) à Ellorâ ont des dimensions qui révèlent bien les conceptions du jaïnisme. Celles-ci reflètent en effet le sens poussé de l'ascétisme. C'est pour cela que leurs dimensions sont plus restreintes. Néanmoins les grottes sont sculptées tout aussi finement que leurs homologues hindouistes et bouddhistes. Ces grottes se différencient aussi des autres puisque leurs plafonds étaient à l'origine richement peints. Des fragments de peinture sont toujours visibles aujourd'hui.
Voir aussi : Influence du jaïnisme en Inde

Voir également : Influence du jaïnisme dans les arts et l'architecture

Voir également les peintures rituelles et méditatives : Les Mandala (ou en:Mandala).

### Les peintures puraniques du Kerala, duVIIIesiècleauXIXesiècle

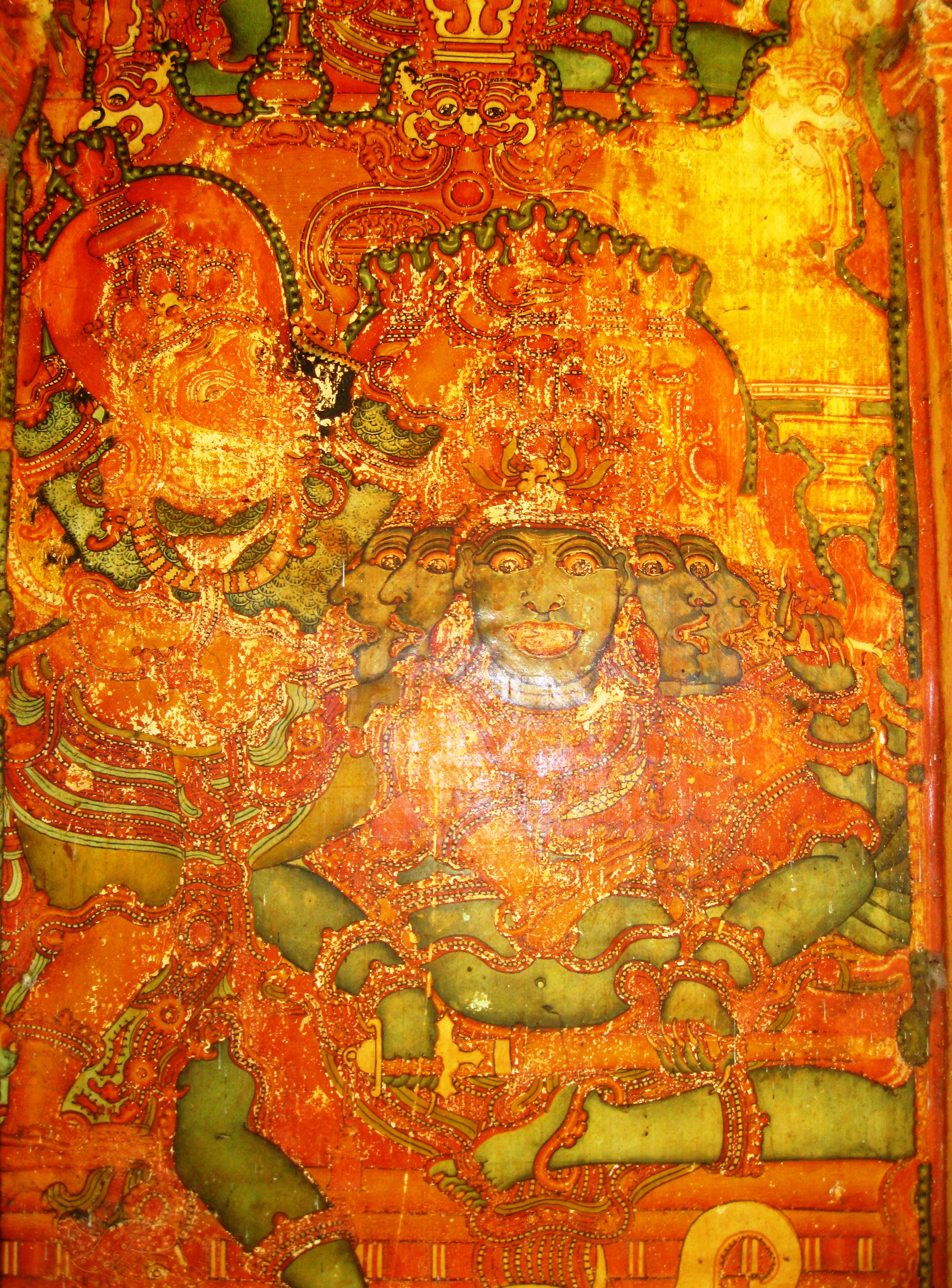
Thodeekkalam Shiva Temple, Kannur district

Le Kerala est connu, étant en cela proche du Rajasthan, pour avoir la plus grande collection de peintures murales basées sur des thèmes puraniques (ancienne mythologie indienne). La plupart de ces peintures a été réalisée entre le XVe siècle et le XIXe siècle, beaucoup remontent même au VIIIe siècle.
Les temples et palais du Kerala sont d’invariables sagas des Dieux et Déesses hindous ainsi que des poèmes visuels de leurs faits héroïques. Les pigments, la colle, les pinceaux etc. ont tous été fabriqués à partir de plantes et de minéraux naturels.
Les plus anciennes peintures murales du Kerala ont été trouvées dans la grotte temple de Thirunandikkara appartenant maintenant à l’État du Tamil Nadu. Le plus grand panneau mural du Kerala – le Gajendra Moksha – se trouve au Palais de Krishnapuram près de Kayamkulam dans le quartier d’Alappuzha. Les vastes peintures murales représentant des scènes des épopées hindoues, le Ramayana et la Bhâgavata, sont conservées au Palais de Mattancherry, dans le quartier d’Ernakulam. Les peintures murales du Temple de Shiva à Ettumanoor fournissent les formes les plus anciennes d’art mural dravidien.
Voir plus : Kerala mural painting
Voir également les peintures rituelles et méditatives : Les Mandala (ou en:Mandala).

### Les Fresques Chola du Tamil Nadu, duIXesiècleauXIIIesiècle

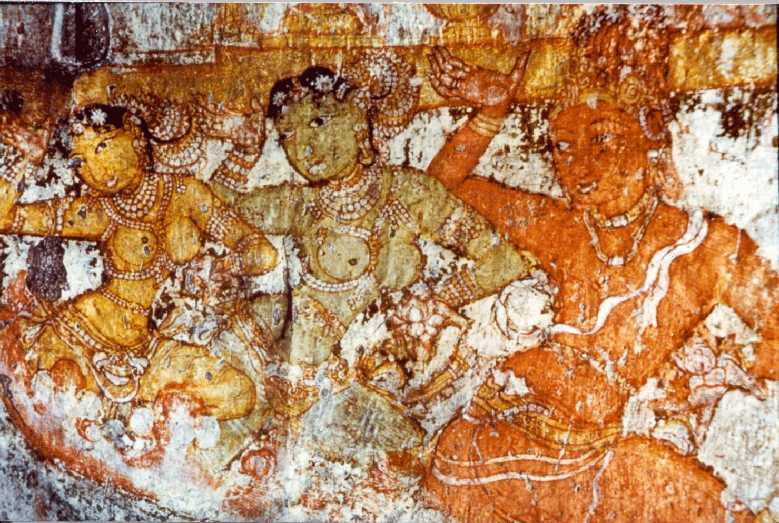
Chola Fresco of Dancing girls. Brihadisvara Temple c. 1100 C.E.

La Dynastie Chola du sud de l'Inde est très ancienne. Mentionnée dans le Mahābhārata, elle a donné son nom à la côte de Coromandel (d'après Chola mandalam, « le pays des Chola ») au Tamil Nadu.
On a découvert des fresques Cholas de la deuxième période de leur régime (850-1250) sous des peintures plus récentes. Pendant le règne des Nayak (1529-1736) on a recouvert des fresques Chola avec des peintures style Tanjore.
La première des fresques Chola à être découverte en 1931 dans le temple de Brihadisvara,.
Voir aussi : École Tanjore

### École Mysore du Karnataka, à partir duXIVesiècle

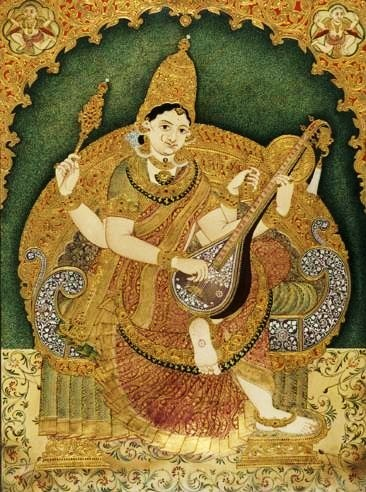
École de Mysore

La peinture de Mysore est une forme importante de peinture classique de l’Inde du Sud qui a vu le jour dans la ville de Mysore au Karnataka et dans ses environs. Encouragée et nourrie par les dirigeants de Mysore, la peinture au Karnataka remonte à l’époque d’Ajanta IIe siècle av. J.-C. au VIIe siècle.
L’école de peinture de Mysore est née sous la régné du royaume de Vijayanagara (1336-1565). Avec la chute de l’empire Vijayanagar en 1565 après la bataille de Talikota, les artistes qui étaient jusque-là sous le patronage royal ont émigré vers divers endroits comme Mysore, Tanjore, Surpur, etc. Absorbant les traditions et coutumes artistiques locales, l’ancienne école de peinture Vijayanagar a évolué vers les nombreux styles de peinture du sud de l’Inde, y compris vers les écoles de peinture de Mysore et Tanjore.
Le roi Raja Wodeyar I (1578-1617) a rendu un service essentiel à la cause de la peinture en réhabilitant plusieurs familles de peintres de l’école de Vijayanagara.
Les successeurs de Raja Wodeyar ont continué à fréquenter l’art de la peinture en chargeant les temples et les palais de peindre des scènes mythologiques. Cependant, aucune de ces peintures n’a survécu à cause des ravages de la guerre entre les Britanniques d’un côté et Haidar Alî et son fils Tipû Sâhib de l’autre. Haider et Tipû qui ont battu les Wodeyars ont repris les rênes de Mysore pendant une brève période. Cependant, les artistes Chitrakar ont continué à prospérer sous le règne de Tipû et Haider.
Après la mort de Tipû Sâhib en 1799, le Maharaja Krishnaraja Wadiyar III (1799-1868) a inauguré une nouvelle ère en faisant revivre les anciennes traditions de Mysore. Il fait revivre la musique, la sculpture, la danse et la littérature. La plupart des peintures traditionnelles de l’école Mysore, qui ont survécu, appartiennent à ce règne.
Les peintures de Mysore sont connues pour leur élégance, leurs couleurs douces et la finesse des détails. Les thèmes de la plupart de ces peintures sont les dieux, les déesses, et la mythologie hindoue.
Il y a des écoles contemporaines qui enseignent dans le style Mysore à Mysore, Bangalore, Narasipura, Tumkur, Sravanabelagola et Nanjangud.
Voir aussi : La dynastie des Wodeyar

### École Tanjore du Tamil Nadu, à partir duXVIesiècle

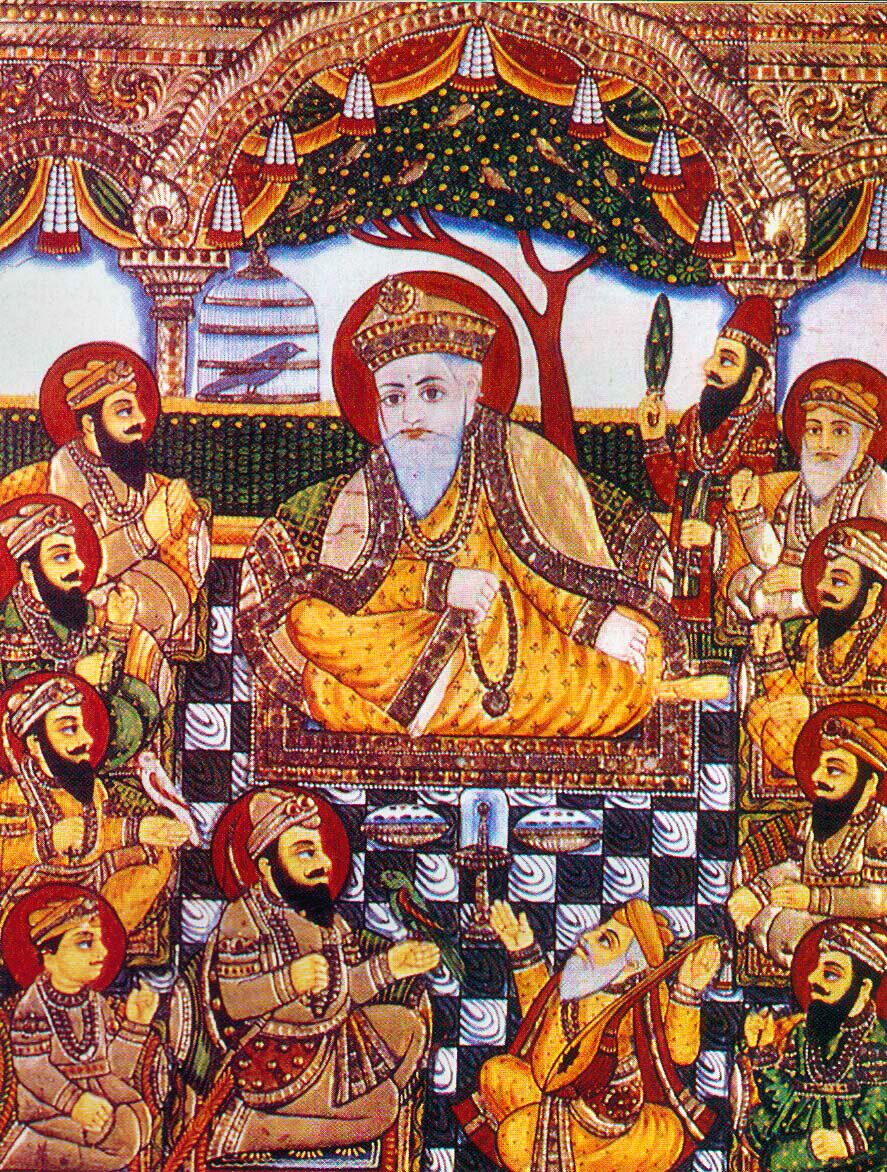
Une peinture Tanjore de la fin du XIXe siècle

La ville de Tanjore ou Thanjavur occupe une place unique dans l’histoire de la peinture indienne. Les peintres émigrés à Tanjore après la chute du royaume de Vijayanagar en 1565 ont recouvert les fresques Chola de peintures de style Tanjore.
Sous le règne des Nayaks les artistes de Tanjore commencent à décorer les temples, les principaux bâtiments et les palais et résidences des rois et de la noblesse Marathe.
« Des peintures religieuses avec un héritage royal » voici ce qu’on peut dire des peintures de Tanjore.
Autrefois fief de la dynastie Chola (IIIe siècle av. J.-C. jusqu'à la fin du XIIIe siècle), Tanjore est, plus tard, gouvernée par la dynastie Nayaks (1532–1673). Sous le règne des Nayaks les artistes de Tanjore commencent à décorer les temples, les principaux bâtiments et les palais et résidences des rois et de la noblesse Marathe. Les Nayaks ont encouragé l'art, principalement la danse, la musique classique ainsi que la littérature. La chute de royaume de Vijayanagar et le sac de Hampi lors de la bataille de Talikota en 1565 provoquèrent la migration de peintres qui dépendaient du patronage de l'empire Vijayanagar.
Les peintures de Tanjore sont connues pour leur richesse, leurs couleurs vives. Les compositions de petits portraits en ivoire étaient très populaires. Ils étaient généralement portés comme pendentifs appelés rajaharam.
Les peintures sur tissus collées sur bois représentent essentiellement les divinités de la mythologie hindoue, essentiellement Krishna et Ganesh, Laxmi, Parvati, Sarasvati. C'est pourtant Krishna qui a la première place car il est représenté à travers différents épisodes de son enfance puis par les péripéties de son adolescence, jouant de la flute pour séduire les jeunes filles ou encore en compagnie de Radha, son épouse préférée.
Les musées et galeries à Chennai abritent de superbes collections de peintures de Tanjore. Dans certains musées britanniques, tels que le Victoria & Albert en Angleterre on peut voir une vaste collection de peintures de Tanjore du style Company Paintings (voir p. 80). Le Musée national de Copenhague abrite également une belle collection de peintures de Tanjore du XVIIe siècle. Le roi Christian IV de Danemark avait reçu l'autorisation de construire un fort à Tranquebar, le Dansborg, et d'y établir un comptoir ; d’où une relation entre le Danemark et Tanjore, et cette collection à Copenhague.
De nombreux artistes réalisent encore des œuvres selon ces techniques traditionnelles.
Voir aussi : École Tanjore
Voir également : Fresques Chola

### Peinture murale Rajput, duXVIesiècleauXIXesiècle

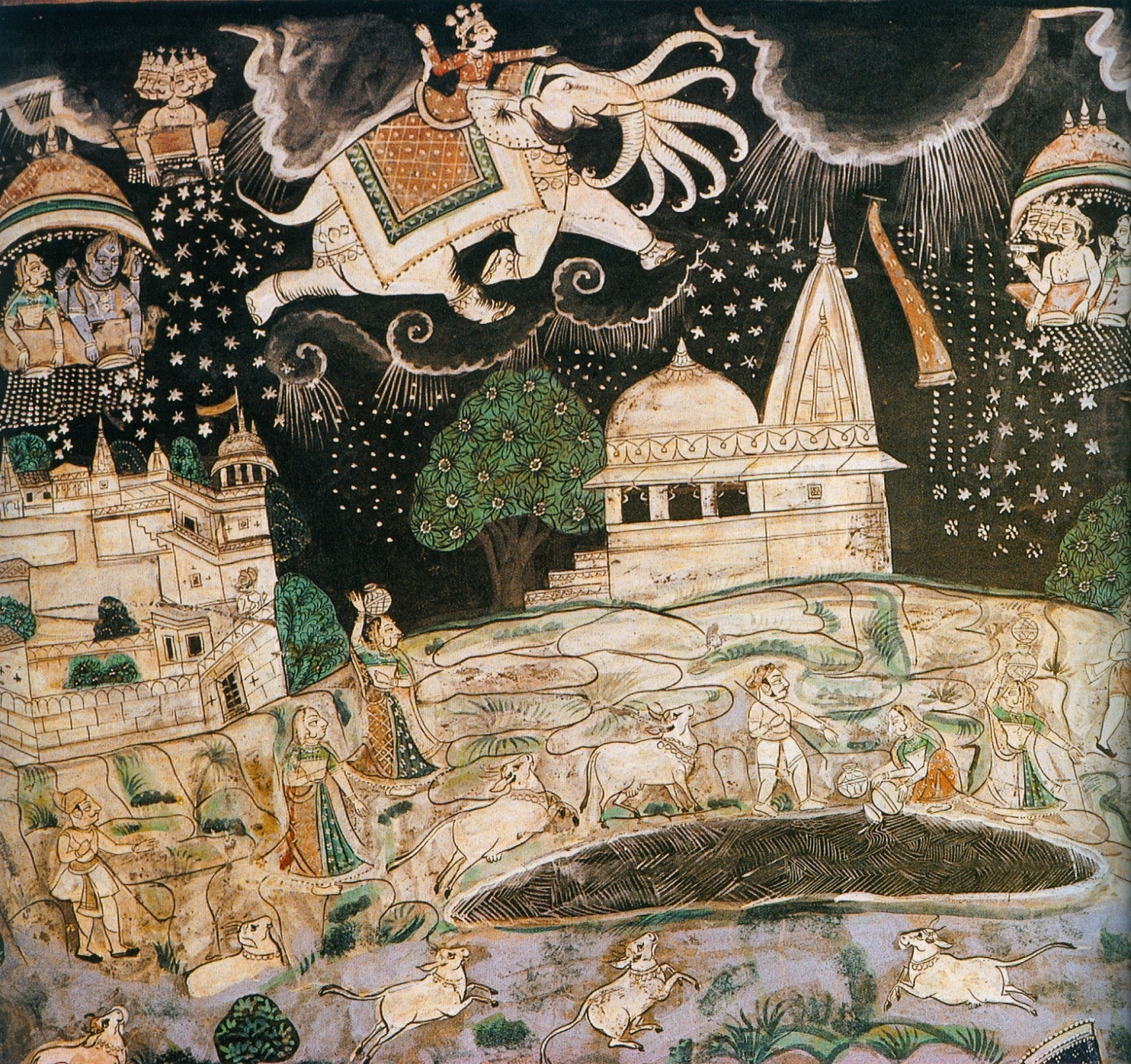
Le mariage de Rāma et Sītā. Peinture murale du Palais de Bundi.

La peinture rajput (ou râjpoute) désigne diverses écoles de peinture indienne qui sont apparues au XVIe siècle ou au début du XVIIe siècle et se sont développées au cours du XVIIIe siècle à la cour royale du Rajasthan.
Des nombreuses peintures murales ont été réalisées dans les palais, à l'intérieur des forteresses et des havelîs, en particulier celles de la région du Shekhawati.
Voir aussi : Miniatures Rajput.

### L'art urbain, à partir duXXesiècle
Dans les grandes villes en Inde on voit l'art urbain ou street art, un art contemporain souvent subventionné par des organisations et les villes.
Voir aussi : Street Art en Inde.

## La peinture sur rouleau
Les rouleaux* se présentent sous la forme de feuilles de papier cousues les unes aux autres et parfois marouflées sur toile. Leur largeur va de 10 à 35 cm et leur longueur, rarement au-dessous de 1 m, peut aller jusqu’à 5 m ou plus (les Thangas peuvent atteindre plusieurs dizaines de mètres). À chaque extrémité de ces rouleaux, un bambou (parfois orné de motifs gravés) sert à enrouler et à dérouler la peinture. Cette peinture est réalisée, par un ou plusieurs peintres, à l'aide de couleurs végétales. Le noir est ainsi obtenu avec du charbon de bois ou du riz brûlé, le rouge avec du bétel, le bleu avec le fruit d'un arbre appelé nilmoni, etc. Afin de fixer ces couleurs, on ajoute une résine d'arbre que l'on a préalablement fait fondre.
C’est l'école de Patta Chitra qui est la plus connue pour ces peintures sur rouleau. Mais d’autres écoles ont suivi, comme Company Paintings, célèbre aussi pour ses miniatures.

### Patta Chitra de l'Orissa et du West Bengal, à partir duVesiècleav. J.-C.

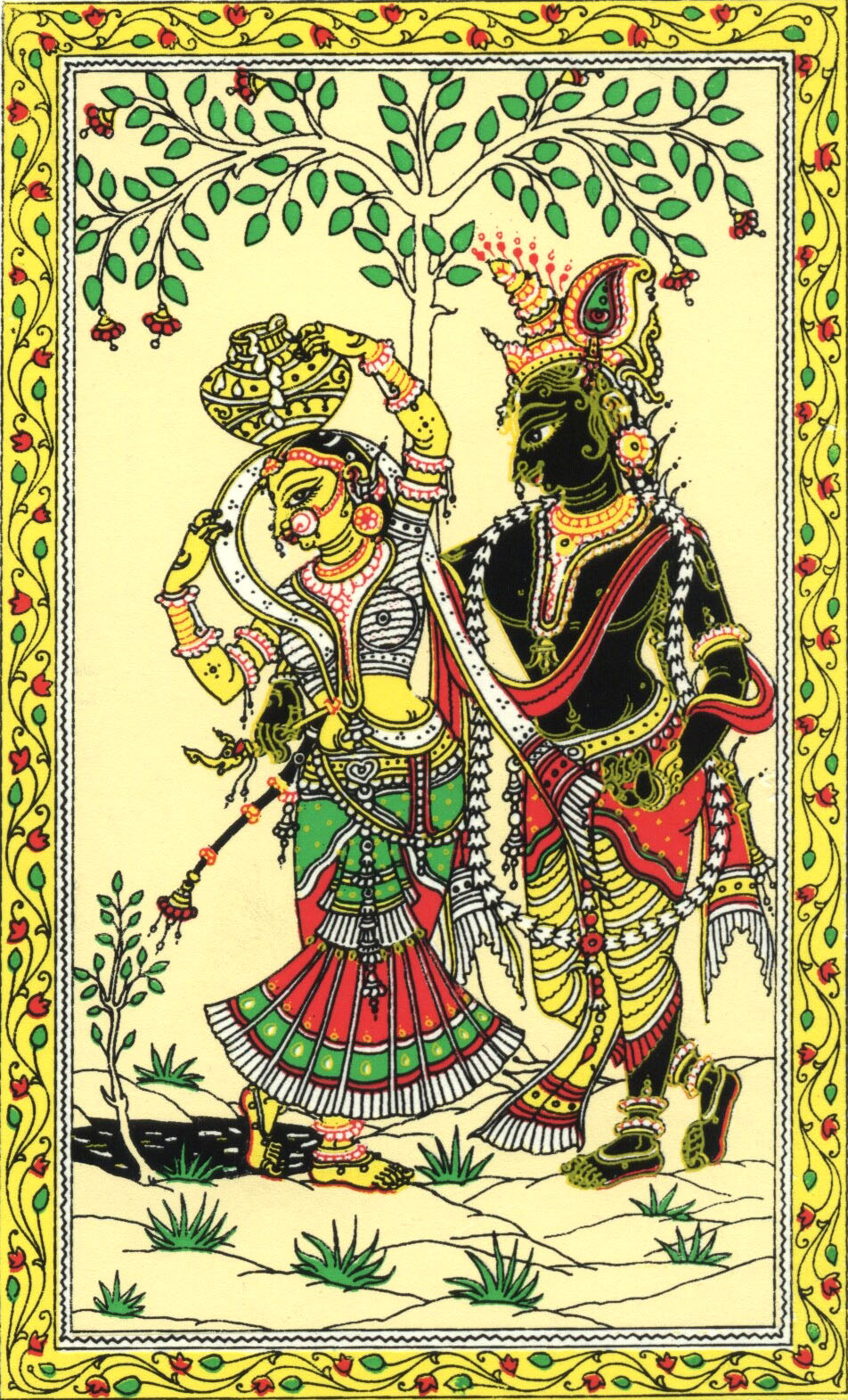
Peinture Patta Chitra représentant Krishna et Râdhâ

L'art de Patta Chitra s’exerce principalement en Orissa et au Bengale. Il est originaire de l'État de l'Orissa. Son style très particulier aux lignes appuyées et aux couleurs vives indique qu'il pourrait être influencé par l'art des tribus aborigènes voisines.
La peinture religieuse est intimement liée au culte de Jagannâtha, neuvième avatar de Krishna, particulièrement vénéré à Puri. Les œuvres représentent essentiellement des scènes de la mythologie indienne et les deux grandes épopées du Râmâyana et du Mahābhārata ainsi que des légendes du folklore local.
Dans le Bengale, le peintre est aussi chanteur. Les conteurs, appelés patua ou chitrakar, qui sont aussi des peintres exceptionnels, reproduisent selon une tradition qui leur est propre, des figurations fabuleuses héritées de leurs ancêtres. Les sujets peints par les patuas du Bengale sont extrêmement variés.
Leur auditoire est essentiellement de religion hindoue ou musulmane, parfois catholique. Certains patuas évoquent aussi bien la Révolution française que le désastre nucléaire d'Hiroshima ou des thèmes d'information générale (ainsi un cyclone qui dévasta le district de Midnapur ou plus récemment le décès de Mère Teresa).
À l'origine, les peintures étaient réalisées sur des feuilles de palme séchées (le Tala Patta Chitra : Tala = palmier, Patta = feuille, Chitra = illustration)*, mais avec le temps, les feuilles de palme ont souvent été remplacées par de la soie ou du coton enduit d'un mélange de gomme, de pâte de graines de tamarin et de craie. Ce support, appelé « patta », est ensuite légèrement poncé afin d'obtenir une surface complètement lisse. Les peintres-chanteurs vont de village en village présenter leurs peintures sur rouleaux (support de tissu ou de papier), relatant les épopées hindoues ou les grands mythes santals. Les illustrations ont pour principaux thèmes l’histoire du monde à travers les 10 « avatars » de Vishnu, la vie de Krishna ou celle de Ganesh,,,,,.
Voir aussi : Tala Patta Chitra de l'Orissa

### Nakashi (Cheriyal) Patta Chitra du Telangana, à partir duIIesiècleav. J.-C.

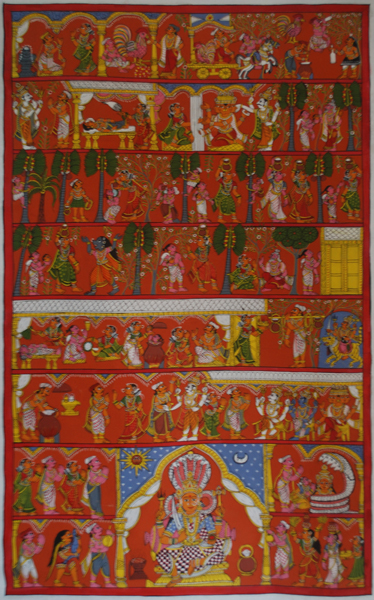
Rouleau Cheriyal

À Cheriyal se trouvent les rouleaux (de coton) historiés que les conteurs emmenaient dans leurs tournées pour raconter les épopées aux villageois. C'est une peinture stylisée de l'art Nakashi, riche en motifs qui est caractéristique de l'État de Telangana.
Seules quelques familles exercent encore cette tradition. Les thèmes sont très villageois (scènes de danses de mariage, bergers menant leurs troupeaux, femmes dans leurs activités quotidiennes). Les couleurs sont surtout rouge et bleu.

### Thangka bouddhique du Sikkim et de l’Arunachal Pradesh, à partir duVIIIesiècle

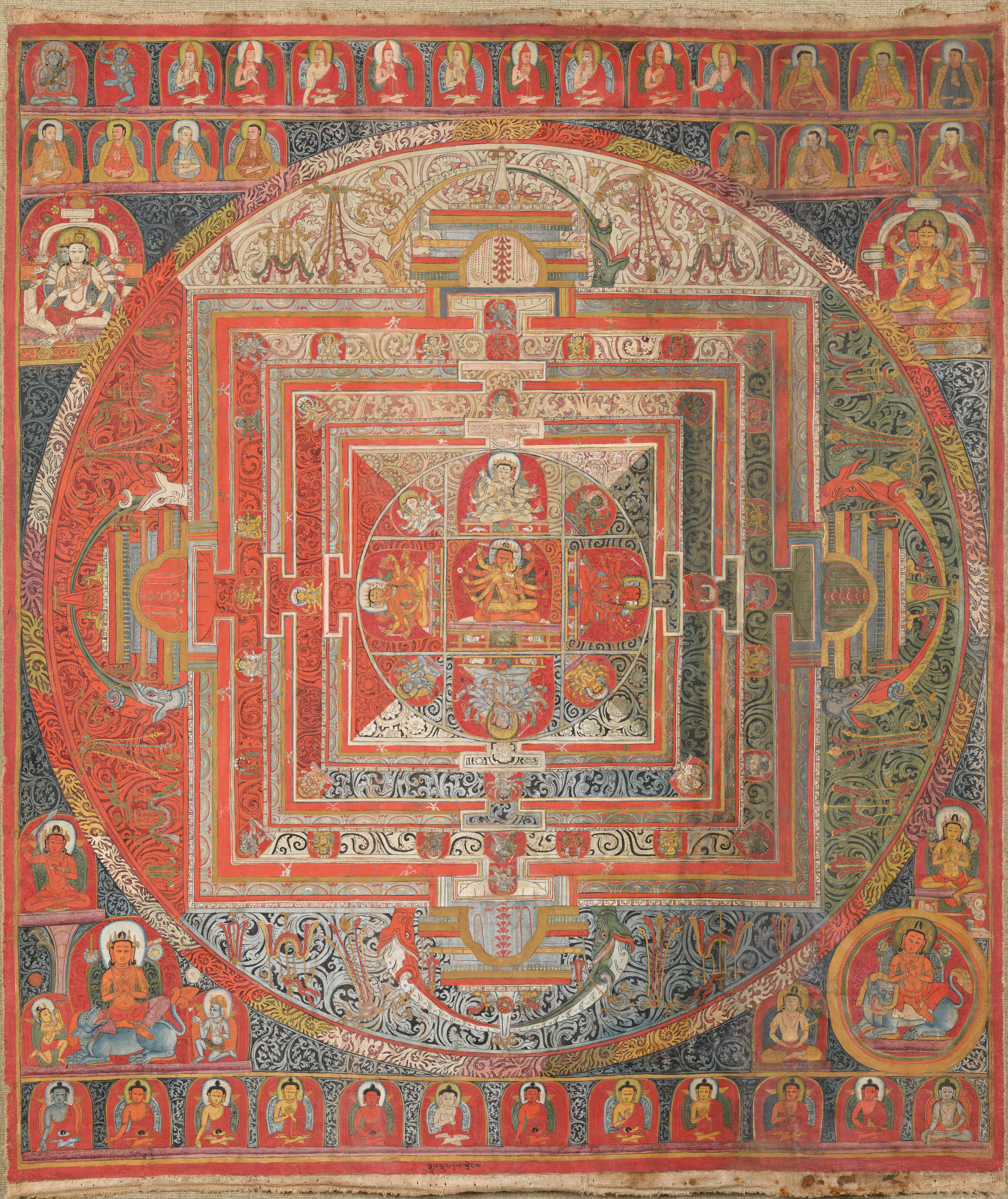
Thangka painting of Manjuvajra mandala

Un Thangka, littéralement « chose que l'on déroule », « rouleau », est une peinture, un dessin, ou un tissu sur toile caractéristique de la culture bouddhisme au Tibet, au Nepal, dans le Bhutan, au Sikkim et dans l’Arunachal Pradesh. On en trouve de toutes les tailles, depuis les thangkas portatifs que l'on peut enrouler et dérouler grâce à deux baguettes passées dans leurs ourlets, jusqu'aux thangkas monumentaux destinés à être déroulés le long d'une pente ou d'un mur et qui peuvent atteindre plusieurs dizaines de mètres.
Les plus anciens Thangkas connus proviennent de quelques sites en Inde, dont les grottes d'Ajantâ (IIe siècle à Ve siècle).
Les plus anciens Thangkas sur tissus sont du VIIIe siècle.
Les peintures Thangka, qu'on trouve au Sikkim et dans l’Arunachal Pradesh, représentent généralement des diagrammes mystiques symboliques, des divinités du bouddhisme tibétain ou de la religion bön, ou encore des portraits du dalaï-lama. Ils sont destinés le plus souvent à servir de support à la méditation. Le diagramme est dans tous les cas rempli de symboles; il peut être associé à une divinité. Certains mandalas, très élaborés et codifiés, deviennent semi-figuratifs, semi-abstraits.
Voir aussi : la tribu bouddhiste Monpa de l'Arunachal Pradesh
Voir aussi : le Mandala
Voir aussi : le Tantrisme
Voir également les peintures rituelles et méditatives : en:Mandala.

### Phad du Rajasthan, à partir duXIVesiècle

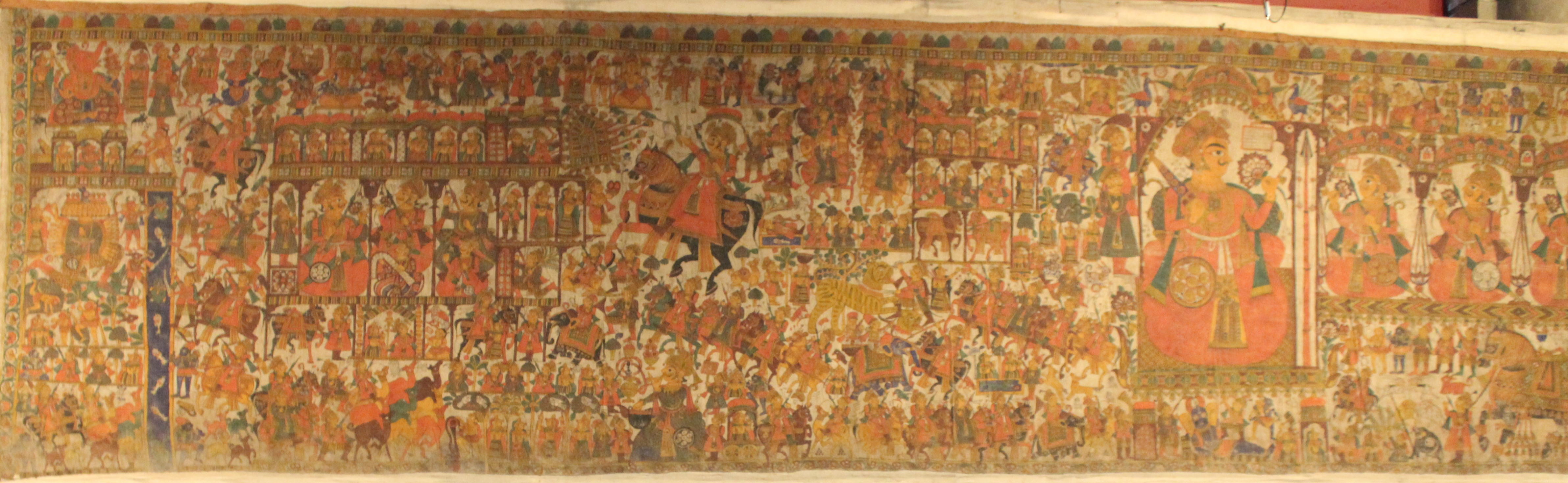
Folk-deity Pabuji in Pabuji Ki Phad, a Phad painting scroll at National Museum, New Delhi

Le Phad est exercé au Rajasthan depuis XIVe siècle, surtout dans le désert du Thar (Jaisalmer, Bikaner). Les peintures Phad se présentent généralement sous la forme de longs rouleaux, de tissus ou canvas, colorés où prédominent le jaune, le rouge et le vert et qui sont transportés par les Bhopa, ces prêtres baladins, originaire de la tribu Nayakas. Ils chantent la légende de Pabuji, un héros et dieu local, vénéré par la tribu Rabari.
Les Bhopa chantent également la légende de Devnarayan (un guerrier qui est une incarnation de Vishnu),. Les rouleaux Phad ont une longueur de 5 à 10 mètres. La présentation de chaque épopée dure toute la nuit. Les maîtres de l'école Phad sont des hommes des familles Joshi du district Bhilwara qui étaient les seuls à exercer cette peinture jusqu'au milieu du XXe siècle.
Dans les années 1960 Joshiji créa une école - Institut Chitrashala - pour enseigner la peinture Rajasthani et surtout la peinture Phad.
Il n'y a plus que 13 artistes qui exercent cet art.

### Jain Vastrapatas, à partir duXVesiècle

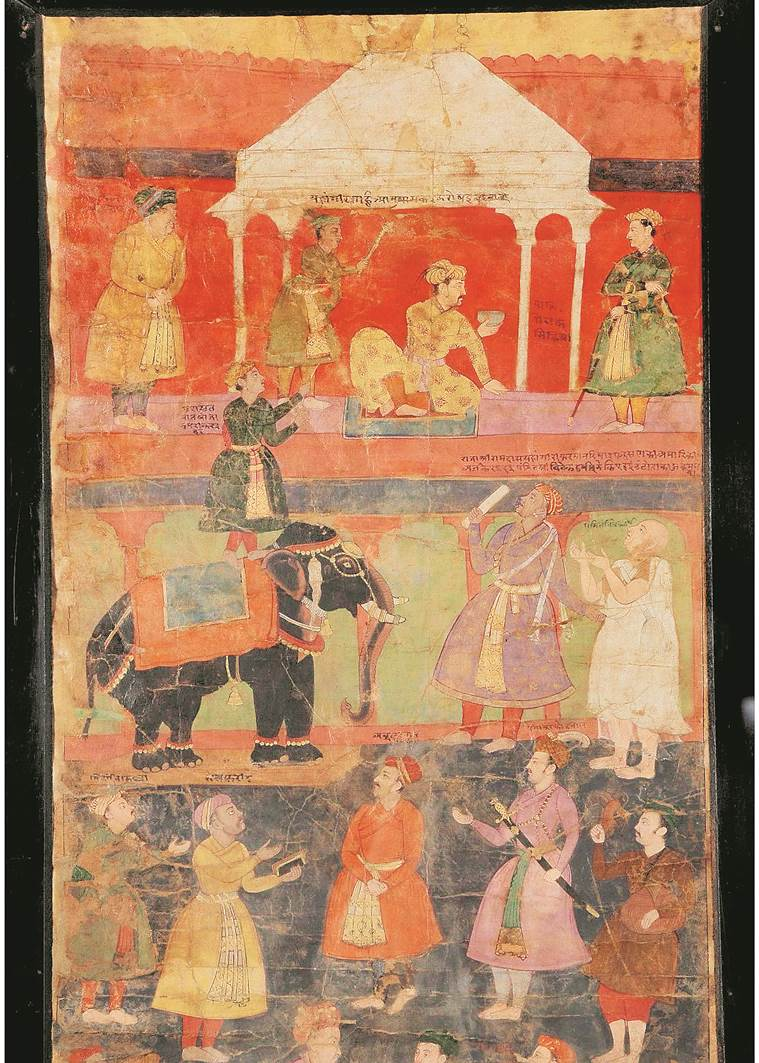
Jain-artiste : Jehangir meat ban, 1610

Les peintures Jain sur papier et tissus (« vastrapatas »), racontent les traditions des Jains. L'œuvre la plus connue est une peinture sur rouleau (longueur 210 cm) de 1610 (voir photo) ou l'empereur Jehangir interdit la consommation de viande pendant le festival Jain « Paryushan ». Le rouleau est préservé dans le musée « Lalbhai Dalpatbhai » à Ahmedabad,.
Voir aussi : Miniatures Jain
Voir également les peintures rituelles et meditatives : Les Mandala (ou en:Mandala).

### Le Chitrakathi du Maharashtra et de l’Andhra Pradesh duXVIIesiècleetXVIIIesiècle
Le Chitrakathi, Chitra (image) - Kathi ou Katha (histoire), est un style de peinture normalement utilisé par les conteurs du Maharashtra et de l’Andhra Pradesh. En montrant des images de grande taille au public, le conteur présente l’événement avec un seul instrument de musique. Cette pratique a joué un rôle très important dans le XVIIe siècle et le XVIIIe siècle. Ces images sont toujours présentes à Kudal, dans le district de Sindhudurga, et dans l’État du Maharashtra.
Les peintures Chitrakathi sont représentées sur du papier fait main à l'aide de couleurs naturelles. C’est un art presque éteint pratiqué par la communauté tribale Thakkar du Maharashtra. Les artistes chitrakathi sont une communauté de conteurs émigrés.
Une collection importante se trouve dans le musée Raja Dinkar Kelkar de Pune.

### Jadupatua du Bengale et de l'Orissa, à partir duXIXesiècle
Les Santhals sont connus pour leurs peintures sur rouleau, qui a la même expression que dans l'art de Patta Chitra.
Voir : Tribu Santhal du Bengale, de l'Orissa... : la peinture Jadupatua

### Kalighat du Calcutta au milieu duXIXesiècle
Les premiers Kalighat au milieu du XIXe siècle étaient des peintures sur rouleau.
Les peintres étaient à la fois conteurs et chanteurs.
Voir : Kalighat du Calcutta

## La miniature
Les miniatures indiennes sont des peintures de petit format, le plus souvent réalisées sur support papier, parfois sur bois ou ivoire, développées à partir des miniatures persanes.
Les plus anciennes miniatures sont bouddhiques réalisées du VIIIe siècle au XIIe siècle et jaïns du XIe siècle au XVIe siècle.
La spécificité de l’art de la miniature indienne réside dans la richesse du chromatisme, le naturalisme poétique et l'amour de la nature, de la flore comme de la faune.
Chaque région a un style de miniature distinct. Il y avait les traditions Pahari, Rajasthani, Deccani et l’École Moghole.
Au Rajasthan, les miniatures sont grandement inspirées de leur environnement : le désert, la tradition chevaleresque, les hommes héroïques et les belles femmes, une culture riche et des vêtements colorés juxtaposés à un arrière-plan morne et désolé.
Les Rajputs, guerriers nobles du Rajasthan fondèrent divers royaumes qui rivalisèrent pour gagner la suprématie dans les arts. ce chauvinisme culturel engendra un haut degré de sophistication. Les maisons royales patronnèrent les écoles de miniatures. Chaque principauté et presque chaque ville développa un style distinct.
Le Victoria and Albert Museum à Londres dispose d'une grande collection de peintures miniatures, ainsi que la Bibliothèque nationale de France à Paris (2500 images).

### Éclairage sur les techniques de la miniature indienne
Dans un atelier de peintre, plusieurs fonctions peuvent cohabiter : calligraphe, dessinateur, coloriste ou relieur. Avant d’être consacré peintre, l’apprenti doit d’abord copier les modèles classiques à l’aide de calques (exécutés sur de minces peaux de chèvre ou de gazelle) ou de poncifs. Les modèles sont utilisés jusqu’à ce qu’ils puissent être reproduits de mémoire. Sur le fond blanc uni, une première esquisse en rouge met en place les éléments principaux puis les masses colorées sont appliquées et un contour définitif plus foncé achève le travail. Les fins détails (traits des visages, bijoux) sont peints en dernier lieu.
Le peintre indien travaille assis par terre, la feuille fixée sur une planchette ; son matériel se compose d’un assortiment de pinceaux en poils de chèvre ou d’écureuil et de valves de coquillages pour contenir les couleurs. Un pinceau composé d’un poil unique peut servir à tracer les lignes imperceptibles de la chevelure et des yeux. Le papier, en fibres végétales (bambou, jute, chanvre) ou de chiffons de coton, de lin, parfois de soie (Deccan), peut être teinté avec des décoctions de safran, de henné ou de feuilles d’indigotier. Pour les rendre résistantes, les feuilles sont encollées d’amidon, de gomme ou de glucose et, après séchage, lustrées avec une pierre dure pour que le pinceau glisse facilement.
L’infinie variété des pigments est d’origine naturelle. Le noir par exemple se fabrique avec du carbone (noir de fumée) ou est d’origine métallo-gallique (sel métallique et tannin). Le jaune et l’orange s’obtiennent à partir de safran, de minium, de soufre ou d’écorce de henné, mais le jaune orpiment, typiquement indien, provient de concrétion d’urine de vache nourrie de feuilles de manguier et se trouve à l’état pur dans le sol. Les pigments d’origine minérale sont le vert de malachite, le rare bleu de lapis-lazuli, ou l’azurite, qui est un carbonate de cuivre. Toute la gamme des ocres et des bruns, du rouge au marron, provient des terres, tandis que le rouge laque est extrait de la cochenille. La miniature achevée, posée sur une plaque de marbre, subit un ultime polissage au verso, ce qui confère à ses couleurs cet éclat quasi émaillé. Les marges (hashiya), constituent un élément non négligeable des miniatures mogholes : filets de couleurs, lavis ou guirlande dorée bordent la miniature, puis une marge, sablée d’or ou d’argent ou de papier marbré ou encore décorée au pochoir, encadre la page peinte.

### Miniatures bouddhiques et les dynasties Pala et Sena, duVIIIesiècleauXIIIesiècle

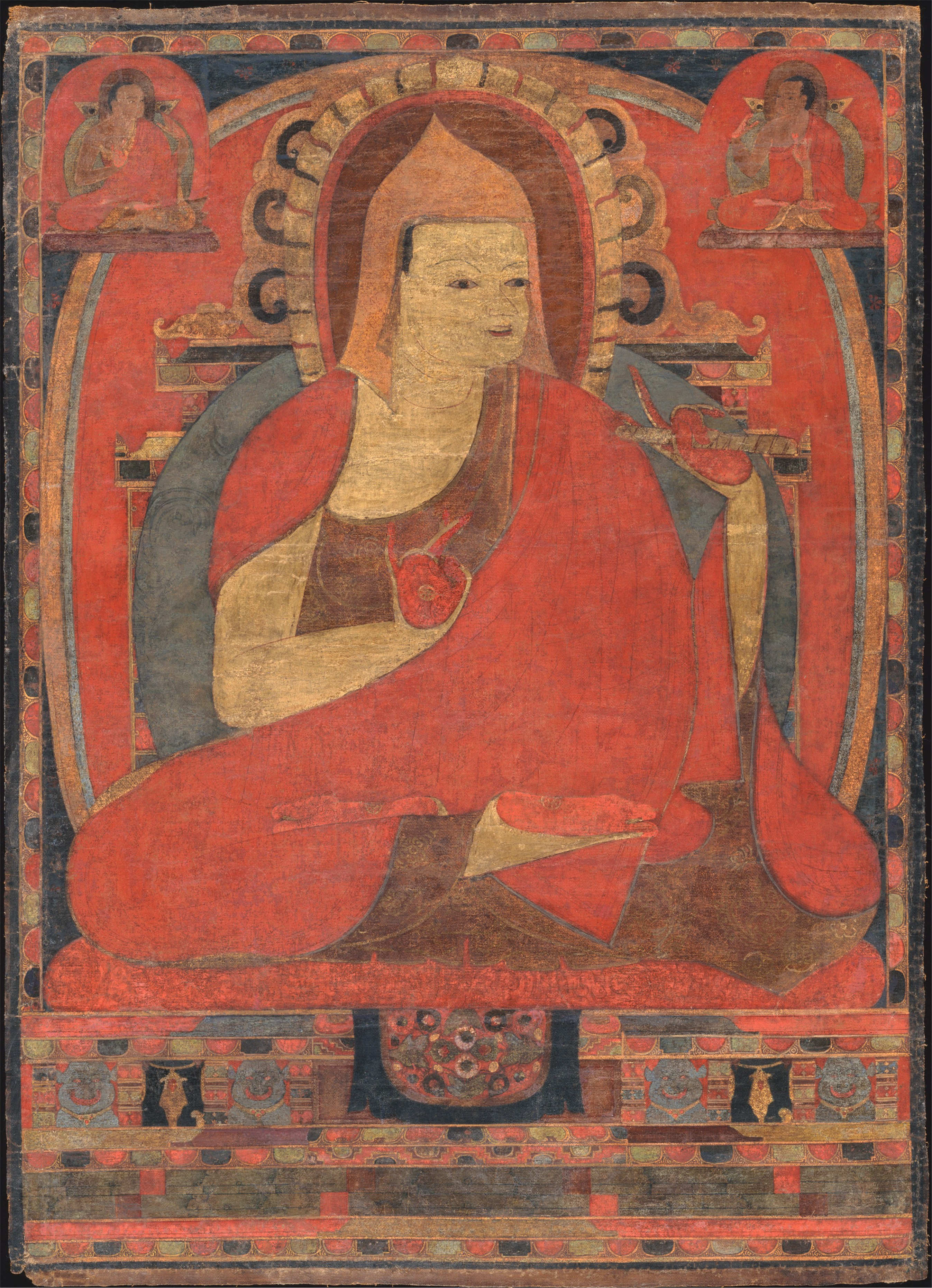
Atisha was a Buddhist (Pala) teacher, who helped establish the Sarma lineages of Tibetan Buddhism.

L’histoire de la miniature commence à l’Est de l’Inde (Bengale et Népal) dans les monastères bouddhistes aux environs du VIIIe siècle. Les règles iconographiques étaient strictes et illustraient généralement la vie de Bouddha.
Malheureusement, bon nombre de librairies de ces monastères furent détruites lors des invasions turques en 1192 et les moines bouddhistes ainsi que les peintres furent contraints de se réfugier dans les régions de l’Himalaya et au Népal.
On trouve des miniatures bouddhiques sur feuilles de palmier réalisées aux XIe siècle et XIIe siècle au Bihâr et au Bengale.
Les dynasties Pala et Sena régnèrent sur le Bengale-Bihar du VIIIe siècle au XIIIe siècle.
Les Pala sont une dynastie indienne bouddhiste qui a régné du VIIIe siècle au XIe siècle. La dynastie a été fondée vers 750 par Go Pala, élu roi pour mettre fin à un demi-siècle de désordres.
Après les invasions musulmanes menées par Muhammad Khilji vers la fin du XIe siècle, les Pala disparaissent et sont remplacés dans la région par leurs anciens alliés, les Sena.
Avec l'arrivée des Sena, l'hindouisme patronné par les rois côtoie le bouddhisme jusqu'à fusionner : Bouddha devient un avatar de Vishnou. Les Sena règne alors du XIIe siècle au XIIIe siècle.
Originaire du sud de la région, la dynastie a été fondée en 1070 par Hemanta Sena, à l'origine vassal de la dynastie Pala, qui prend le pouvoir et se déclare indépendant en 1095. En 1202, la capitale Nadiya est évacuée devant l'arrivée du général Bakhtiyar Khalji de la tribu (persane) Ghuride. Les Ghurides s'emparent de la partie ouest du Bengale en 1204. Lakshman Sena meurt peu après et ses successeurs règnent quelque temps encore sur la partie est du Bengale, mais le pouvoir politique passe aux mains du sultanat de Delhi avec le mort de Keshab Sena en 1230.
Voir aussi : Les peintures bouddhiques
Voir également les peintures rituelles et méditatives : Les Mandala (ou en:Mandala).

### Tala Patta Chitra de l'Orissa, à partir duVIIIesiècle
Le Tala Patta Chitra est un style miniature de l'Orissa, dont les premières représentations datent du VIIIe siècle.
Les peintures étaient à l'origine réalisées sur des feuilles de palme séchées, coupées en rectangles de taille égale cousus entre eux à l'aide de fil noir ou blanc. Les dessins étaient gravés à l'aide d'une sorte de stylet et les gravures obtenues remplies d'une encre. Une fois les lignes définies, on utilisait des teintures végétales pour donner de la couleur aux dessins. Cependant, la plupart du temps ces peintures étaient dichromatiques (noir et blanc).
La peinture est intimement liée au culte de Jagannâtha, neuvième avatar de Krishna tout particulièrement vénéré à Purî. Les œuvres représentent essentiellement des scènes de la mythologie indienne et des deux grandes épopées que sont le Rāmāyana et le Mahābhārata mais aussi des légendes du folklore local.
Voir aussi : Patta Chitra de l'Orissa et du West Bengal

### Miniatures Jains, duXIesiècleauXVIesiècle

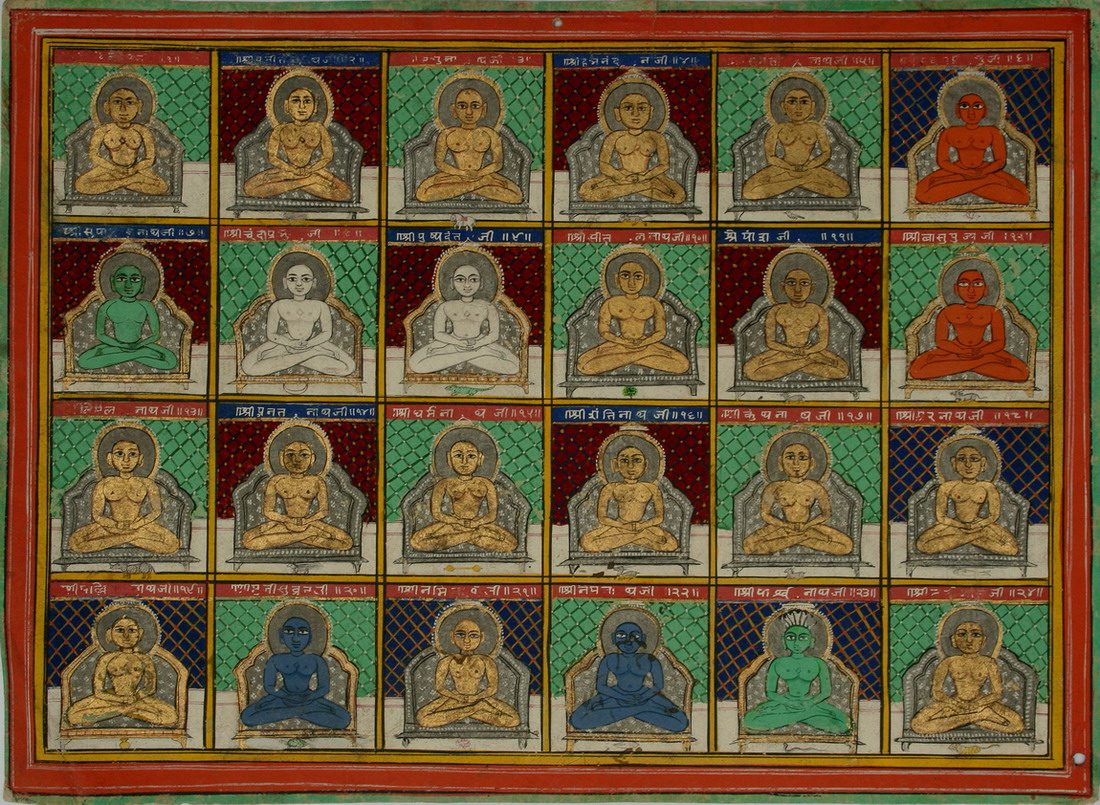
Les 24 Maîtres éveillés.

Pour les Jaïns, le temps existe dans des cycles éternels. « Utsarpini » est un cycle positif dans laquelle la morale humaine et les conditions naturelles s'améliorent avec le temps. Après d'Utsarpini, commence Avasarpini, qui est un cycle négatif où la morale et les vertus humaines se dégradent.
Au milieu de chaque cycle montant et déclinant, 24 âmes deviennent Tirthankaras. Les Tîrthankaras sont les maîtres jaïns qui enseignent aux disciples, la voie de l'illumination. Au nombre de 720, seuls les 24 derniers sont vénérés. Les 24 âmes accumulent un karma (le destin) spécial appelé Tirthankar Nam Karma. C’est un karma qui apparaît dans le dernier tiers de leur vie.
Les jaïns ont, comme pour l'architecture et la sculpture, contribué, dans une large mesure, au développement de l'art pictural en Inde. On peut trouver une quantité innombrable de leurs œuvres, d'une qualité extraordinaire, sur des murs, sur des feuilles de palmier, sur du tissu, sur du bois et sur des manuscrits. On trouve à Ellorâ des peintures de plafond très riches dans des grottes jaïns.
La miniature jaïn s'appelle « style du Gujarat » ou plus spécifiquement « style jaïna ».
À l’Ouest de l’Inde, dans le Gujarat et le Rajasthan, la miniature jaïne apparut vers le XIe siècle et s’éteignit avec l’iconoclasme des musulmans.
Les scribes copiaient à l’encre dorée des psaumes, des légendes, des fables et des biographies. Le texte le plus illustré fut le Kalpasûtra.
Les miniatures étaient uniquement présentes à l’introduction et à la conclusion afin de préserver le caractère ésotérique du texte.
La calligraphie était faite à l’encre d’or ou d’argent sur des fonds vermillon, pourpres ou bleus.
Le scribe était celui qui visualisait l’ensemble et définissait l’espace réservé au peintre.
Les formats n’étaient pas très larges (dû à la forme de la feuille de palme) ce qui obligeait l’artiste à peindre de manière narrative.
Les personnages sont très stylisés, sur un fond bleu ou rouge monochrome avec des yeux peints à l’extérieur d’un visage plutôt austère. De petite stature, ils ont des costumes très richement ornés avec des couleurs vives et beaucoup d'or.
Voir aussi : Jain Vastrapatas
Voir également les peintures rituelles et méditatives : Les Mandala (ou en:Mandala).

### École Nirmal du Telangana, à partir duXIVesiècle
Les Peintures
Nirmal (en), sur bois, meubles, jouets et miniatures, dans le district de l’Adilabad Telangana, constituent une industrie à une petite échelle en ville. Les artisans forment une communauté et séjournent à Nirmal. Les peintures ont des nuances dorées.
L’évolution de l’art du Nirmal remonte à la dynasty des Kakatiya. Cet art était pratiqué au XIVe siècle par un groupe d’artisans connus sous le nom de Naqash. Les Moghols aimaient et subventionnait cet art.
C'est dans les années 1950 que Lady Hyderi (Amina Hydari, épouse de Sir Akbar Hydari, Premier ministre de l'État d'Hyderabad) a amené ces artisans dans l'état princier d'Hyderabad et a fait la promotion de leur artisanat.
Les couleurs de ces peintures sont extraites des minéraux des herbes et d’autres plantes. Les thèmes sont inspirés d’Ajanta et d’autres arts moghols.
Les miniatures de Nirmal sont réalisées sur du bois blanc doux appelé Ponniki, qui est durci en le badigeonnant de pâte de graine de tamarin et en le recouvrant de fine mousseline et terre à pipe. Les couleurs utilisées sont des extraits de plantes et de minéraux. Sur un fond sombre, les peintures sont surlignées dans une couleur dorée dérivée du jus à base de plantes.

### Miniatures Deccan, duXVIesiècleauXVIIesiècle

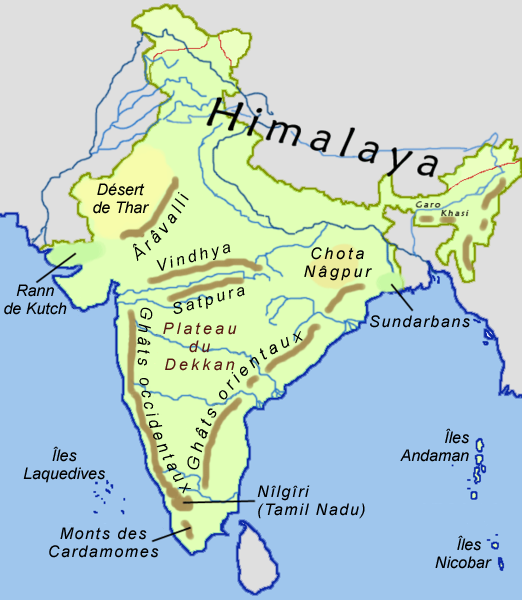
Plateau du Deccan et reliefs

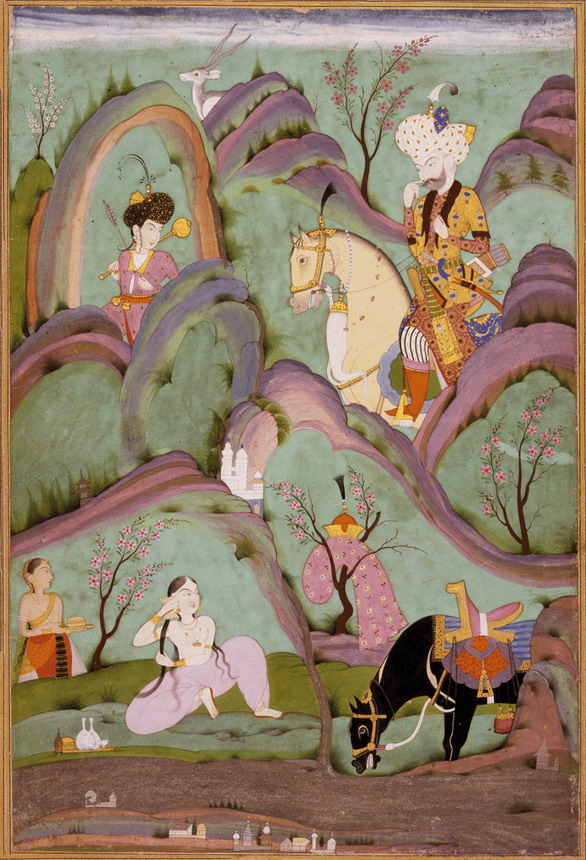
Khusraw Beholding Shirin Bathing India, Deccan, Hyderabad; c. 1720-1740

Le style de la peinture Deccan a prospéré aux XVIe et XVIIe siècles, passant par de multiples phases de maturation soudaine et de stagnation prolongée, plus tard aux XVIIIe siècle au XIXe siècle après la conquête moghole du Deccan, dans la région du Deccan, en particulier dans le territoire de Nizam. La plupart des couleurs des peintures Deccan sont des traditions islamiques turques et persanes, en particulier les arabesques, mais celles-ci sont surmontées d’un feuillage de Deccan pur .
Le plateau du Deccan couvre des parties de plusieurs États dans le centre de l'Inde, le Maharashtra au nord, le Chhattisgarh au nord-est, l'Andhra Pradesh à l'est, le Karnataka à l'ouest, la partie la plus méridionale s'étendant dans le Tamil Nadu. La ville la plus importante du Deccan est Hyderâbâd, la capitale de Telangana. Parmi les autres cités importantes, on compte Bangalore, la capitale du Karnataka, ainsi que Nagpur, Pune et Sholapur dans le Maharashtra. Trois grands fleuves drainent avec leurs affluents les eaux du plateau, la Godâvarî au nord, la Krishnâ au centre et la Cauvery au sud.
Au XVIe siècle, dans le Deccan, des dynasties musulmanes succédèrent au sultanat des Bahmanides, antérieur aux invasions mogholes. Ces royaumes d’Ahmadnagar, Bijapur, Golconde et plus tard Hyderabad, qui étaient en partie chiites, alors que les Moghols étaient sunnites, possédèrent leur style propre (dekkani kalam). L’apport indien provenait du dernier grand royaume hindou de Vijayanagara, tandis que les contacts étrangers provenaient d’Afrique, d’Arabie, de Perse ou d’Anatolie. L’influence moghole est perceptible dans le style propre à ces écoles du Deccan, notamment dans l’art du portrait, mais on y discerne un goût prononcé pour le luxe, les étoffes, l’or et le décor. La palette des couleurs est étendue et les compositions, plus élaborées, sont souvent ponctuées de fleurs géantes.
Le territoire d’Ahmadnagar fut annexé par Akbar, et Bijapur et Golconde furent anéantis, en 1686 et en 1687, par les armées d’Aurangzeb et de ses fils. C’est de cette période que datent pour l’essentiel les miniatures originaires du Deccan. L’art de Golconde y est le mieux représenté. De nombreuses suites de portraits furent réalisées, représentant les sultans de Golconde, leurs généraux et courtisans, mais aussi les souverains de Bijapur, les empereurs moghols et leurs vassaux. Ces effigies furent exécutées par des artistes qui travaillaient dans le cercle de l’occupant moghol, par exemple l’auteur de l’album Manucci. Plus tard, lorsque le Nizam d’Hyderabad succéda aux sultans de Golconde, les peintres Decani n’eurent plus guère de commandes princières. Ils se dispersèrent ou s’adaptèrent à de nouveaux commanditaires. Leur style perdit de son caractère et les œuvres devinrent stéréotypées. Beaucoup de ces suites reliées en album, véritables galeries historiques, furent réalisées pour des voyageurs européens et il n’est pas rare de trouver ces copies en Occident.

### Miniatures Rajput, duXVIesiècleauXIXesiècle
Du XVIe siècle au XIXe siècle dans les royaumes du Rajasthan, les écoles rajput désigne diverses écoles de peinture indienne qui sont apparues au XVIe siècle ou au début du XVIIe siècle et se sont développées au cours du XVIIIe siècle à la cour royale du grand Rajasthan (ancien Rajputana). Certaines sont issues de la peinture moghole qui provient elle-même du métissage de l'art des miniatures persanes, du naturalisme indien et des miniatures et gravures occidentales.
Chaque royaume rajput développe son propre style, ce qui donne naissance à plusieurs écoles. Les plus célèbres sont les écoles de la province rājasthāni : Mewar, Marwar, Bûndî, Jaipur, Bikaner, Kishangarh, Alwar, Kota et Jodhpur, mais aussi dans les anciens royaumes rajputs des contreforts de l'Himalaya et alors dénommée peinture Pahari.
Les miniatures rajput sont essentiellement sur papier, sous forme de miniatures dans des manuscrits. En revanche de nombreuses peintures murales ont également été réalisées dans les palais et les havelis.
Les peintures râjput abordent un certain nombre de thèmes notamment les épopées comme le Râmâyana et le Mahâbhârata, la vie de Krishna ou encore de beaux paysages. La peinture râjput s'est principalement exprimée à travers les enluminures mais aussi sur les murs des palais, des forts et des havelîs, en particulier celles du Shekhavatî. Beaucoup conservent l'efficacité du trait elliptique et de l'à-plat qui caractérise le miniature pré moghol et les arts populaires du Rajasthan.
L'arrivée des Moghols a entraîné une renaissance de la peinture, qui a duré jusqu'au XIXe siècle. S'est alors développé un style de miniatures d'inspiration indienne, persane et européenne. De là naquirent deux styles remarquables dans la peinture indienne : la peinture Pahari avec le style Kangra de Himachal Pradesh (par exemple dans l'ancien état de Guler (en)
) et le style
Basholi de Jammu & Kashmir. Le style Kangra se caractérise par sa délicatesse, sa féminité, tandis que le style Basholi est plein de force.
Cette tradition est toujours en vigueur en Inde, elle se transmet de père en fils. La tradition Rajput a même une relative renaissance grâce à l'école de « Chitera Art School » à Kangra (Himachal Pradesh) qui enseigne la peinture Pahari.
À Dharamsala se trouve le « Museum of Kangra Art ».

### Miniatures mogholes, duXVIesiècleauXIXesiècle

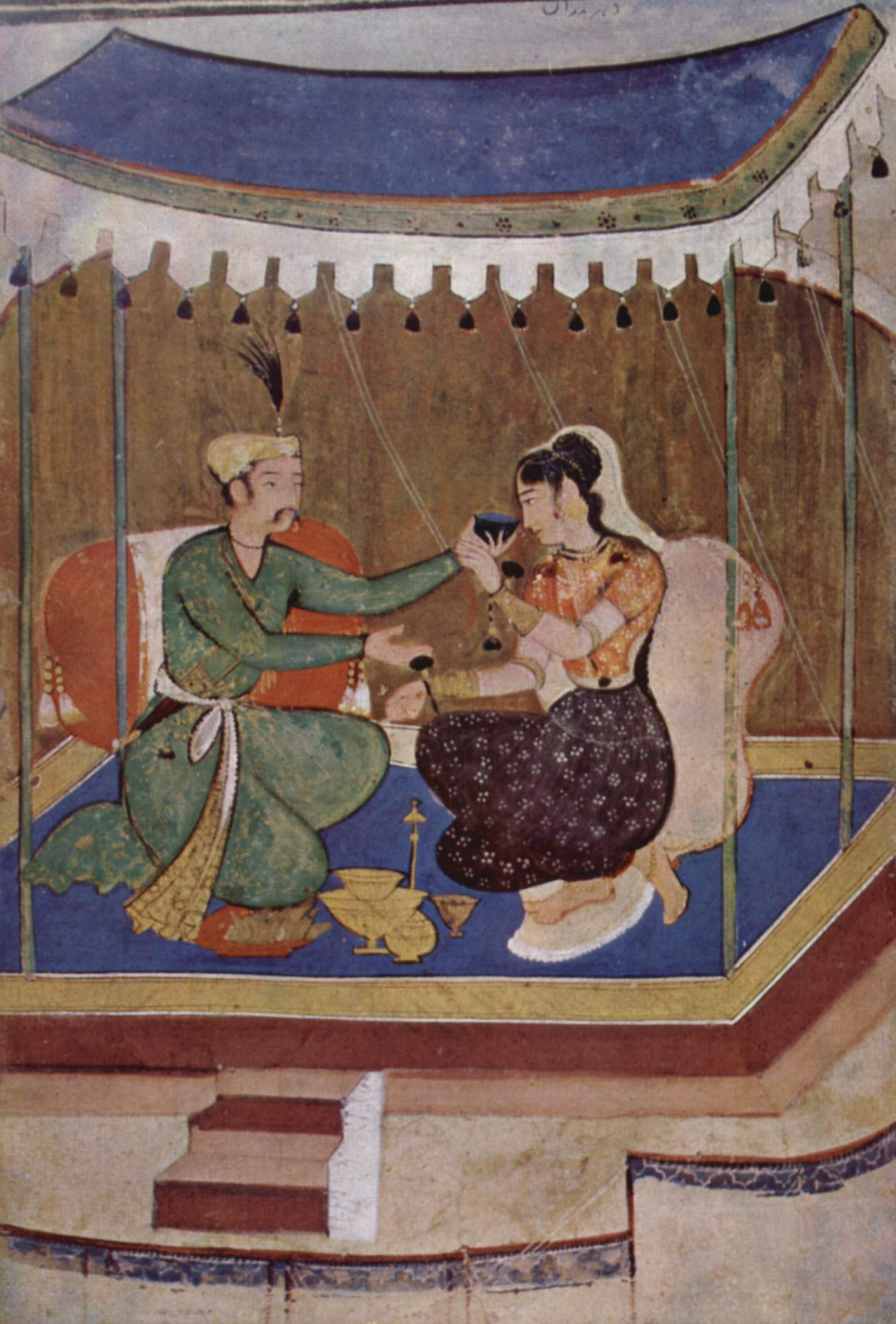
Peinture moghole du XVIIe siècle

L’Empire moghol fut fondé par Babur (1483-1530). Son fils, Humayun, un temps réfugié en Perse à la cour de Shah Tahmasp, fut sensible à l’art des manuscrits peints
et, de cet exil, revint à Delhi accompagné de deux maîtres de la miniature. Il mourut l’année suivante et l’on considère que l’âge d’or de l’art moghol appartient aux règnes de ses successeurs, trois des Grands Moghols : Akbar, Jahangir et Shah Jahan.
Akbar, monté sur le trône très jeune (1556 à 14 ans), fut l’un des souverains les plus éclairés de l’Islam. La même tendance au syncrétisme qui poussa l’empereur vers une religion universelle s’appliqua dans l’art de la miniature moghole, où coexistèrent des influences diverses.
Dans l’atelier impérial, miniaturistes et calligraphes musulmans émigrés de la cour Séfévide se mêlaient à la caste des peintres d’origine hindoue, la composante européenne se diffusant, grâce aux ouvrages illustrés de gravures qu’amenèrent les missionnaires jésuites. Ainsi, en l’espace de quelques années, s’épanouit une véritable « école moghole ».
Avec Jahangir, grand amateur d’art, la miniature atteignit un équilibre inégalé, l’apport naturaliste indien fusionnant avec des éléments occidentaux comme le clair-obscur et la perspective. Son successeur, Shah Jahan, plus connu comme bâtisseur, fit construire le Taj Mahal, mausolée à la mémoire de son épouse Muntaz Mahal. Sous son règne, la peinture atteignit une perfection toute classique.
En 1658, Aurangzeb (1658-1707), nommé vice-roi du Dekkan dès 1636, emprisonne son père Shah Jahan dans le fort rouge d'Āgrā et prend le pouvoir. Il est le sixième et dernier des Grands Moghols et resta assez indifférent aux arts.
Sous ses successeurs, et notamment durant le règne mouvementé de son arrière-petit-fils Muhammad Shah, l’art de la miniature connut son chant du cygne avec de belles pages, quasi « académiques ». Bientôt l’empire vacilla sous les invasions extérieures comme intérieures.
En 1739, le persan Nadir Shah ordonna le pillage de la capitale moghole et emporta ses fabuleuses richesses : trônes d’or, somptueux bijoux, mais aussi précieux manuscrits impériaux. L’Empire moghol ne connut plus qu’une longue agonie jusqu’à la mort en exil en 1862 du dernier Timouride, Bahadur Shah II, détrôné par les Britanniques.

### Miniatures mogholes provinciales, duXVIIIesiècle

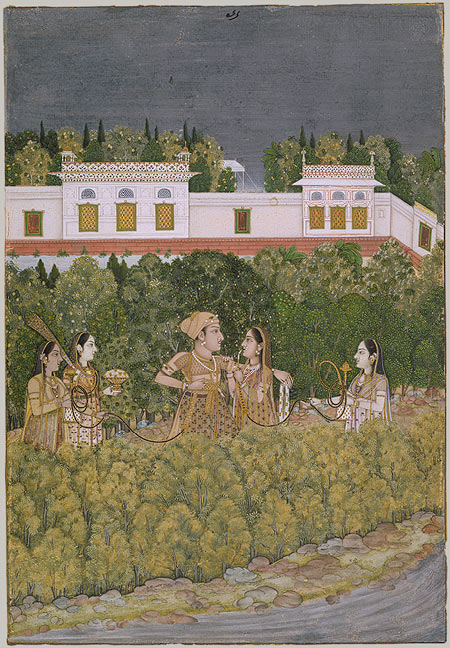
A Mughal prince and ladies in a garden.

À la suite de l’effondrement du pouvoir impérial, nombre de familles d’artistes se réfugièrent auprès d’autres mécènes, souverains rajput ou nabab (nawab) qui gouvernait les provinces de l’empire. Chez ces derniers, des écoles — dites mogholes provinciales (à Faizabad, Murshidabad, et Farrukhabad) — d’un nouveau style, s’épanouirent. Un peu à l’image de la peinture troubadour, la miniature moghole tardive privilégia les représentations de zenana (appartement des dames), les sujets romanesques ou poétiques issus de la littérature. À la bravoure du seigneur de guerre succéda le héros amoureux et malheureux et les thèmes romantiques récurrents (comme la rencontre de Shirin et Khosrow, ou de Sahib et Wafa au puits par exemple). Le sujet religieux quasi féerique d’Ibrahim Sultan de Balkh servi par les anges fut également fréquent, ainsi que le pittoresque chasse des Bhils (aborigènes du nord du Deccan) ou les femmes visitant un sadhu (ascète hindou). Enfin, les ragamala (« guirlande de raga »), illustrant des thèmes musicaux d’origine indienne.

### Miniatures hindoues de l’Inde du Sud, duXVIesiècleauXVIIIesiècle
La pointe méridionale de la péninsule indienne est formée aujourd’hui de quatre États de langues dravidiennes (tamil, malayalam, kannada et telugu). Le tamil, langue vivante largement parlée au Tamil Nadu
et jusqu’au sud de l’Andhra Pradesh, a engendré dès le début de notre ère une très riche littérature classique. Les principaux textes historiques, poétiques et mystiques d’origine sanscrite, ont été réécrits en tamil avec nombre de variantes et dénotent un pays fortement brahmanique. La religion et la mythologie imprègnent la vie quotidienne ; les très nombreux temples donnent lieu à des pèlerinages, à des fêtes dédiées aux multiples divinités et à leurs innombrables légendes. Le syncrétisme inhérent à la religion hindoue multiplie à l’infini les variantes sectaires, régionales, voire locales.
En 1565, après la défaite de Talikota, Vijayanagara, dernier et vaste royaume hindou de l’Inde méridionale, fut démembré par les forces coalisées musulmanes. Certaines familles d’artistes s’exilèrent plus à l’est, dans l’Andhra Pradesh, où leur tradition s’est maintenue avec les kalamkari, des tissus peints de récits mythologiques que des narrateurs explicitent aux abords des temples. Au sud, vers les provinces des Nayakas, les peintres sur papier restèrent aussi fidèles à ces prototypes conventionnels.
Au XVIIIe siècle, beaucoup de peintres sont installés dans l’ancienne « Présidence de Madras (Chennai) ». De langue telugu. Ils produisirent une imagerie populaire, très synthétique et de couleurs vives, destinée aux pèlerins qui se rendaient en grand nombre dans les villes saintes. Ces peintures, d’une admirable fraîcheur sont une mine documentaire exceptionnelle sur la mythologie et l’ethnographie indiennes. Elles composent un incomparable répertoire de formes. On y trouve le récit des épopées et des grands mythes, ainsi que les multiples divinités hindoues dotées d’attributs symboliques et figurées dans des postures précises selon une rigoureuse codification iconographique. On reconnait les dieux à leur gestuelle, aux attributs et aux armes qui rappellent leurs exploits. Ils peuvent posséder de nombreux bras pour affirmer leur puissance ou leur colère.
Voir également les peintures rituelles et méditatives : Les Mandala (ou en:Mandala).

### Miniatures de l'Assam, duXVIesiècleauXIXesiècle
Les plupart des Assamais sont de religion hindouiste (65 %) et musulmane (31 %). Les différentes communautés parlent 44 langues mais surtout Assamais (49 %) et Bengali (28 %).
L'Assam est connu pour les peintures miniatures dans les manuscrits du XVIe siècle au XIXe siècle, financé par les monastères (les Sattras) ou les rois du peuple Âhom. Les manuscrits religieux sur les contes de Bhagavata, Puranas, Ramayana, Mahabharata et les épics étaient ainsi illustrés avec des miniatures (enluminures). Depuis des années 1930 des artistes contemporains ont repris le style miniature sur leurs toiles.

### Company Paintings, duXVIIIesiècleauXXesiècle

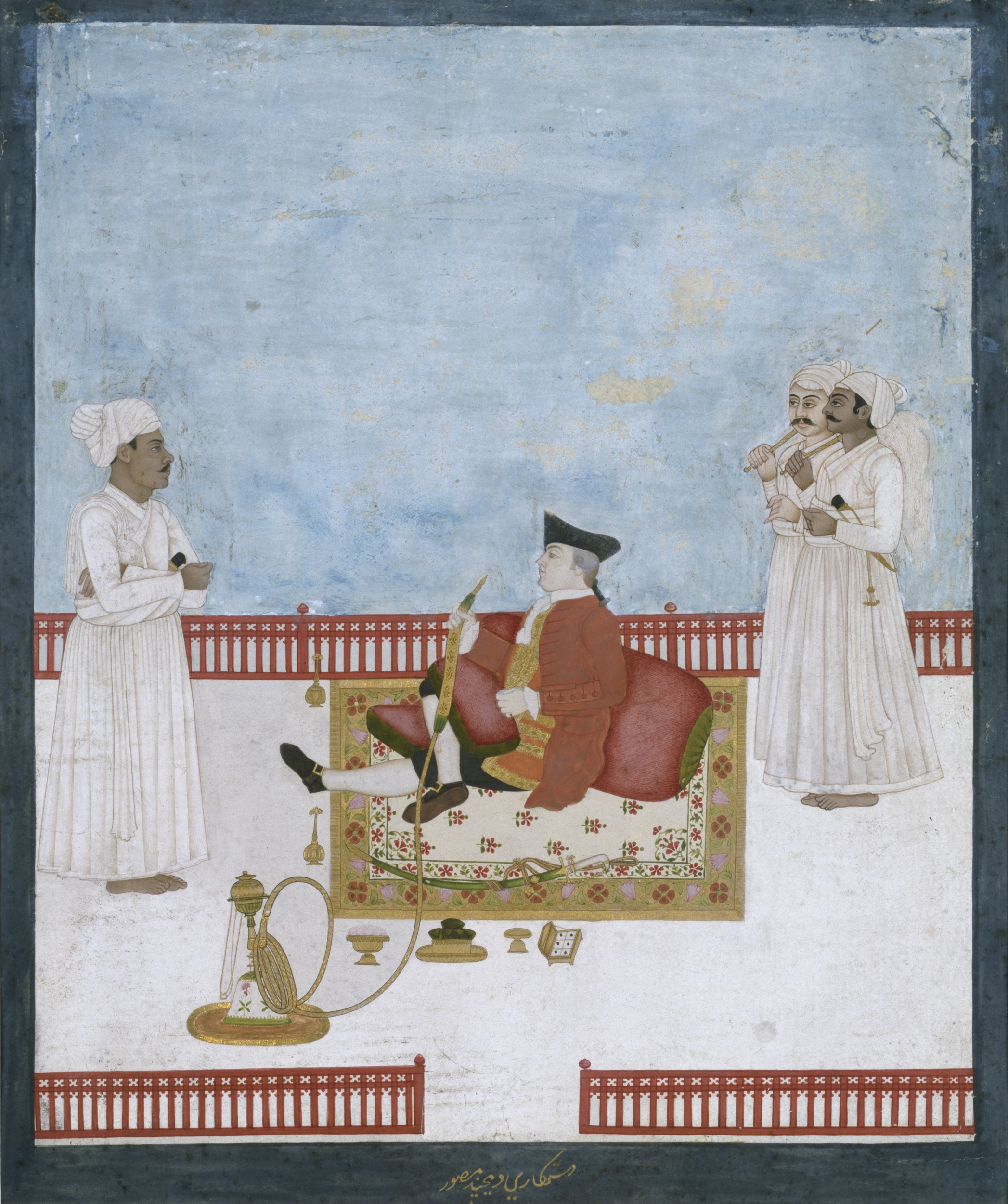
Dip Chand. Portrait of an East India Company Official, 1760-64.

Sous le terme de « Company Paintings » (ou Patna Kalam, ou Kampani Kalam), on désigne les peintures réalisées par des artistes
indiens pour le compte des Britanniques, agents de la « Company » anglaise des Indes et, par extension, des Européens, avec des centres à Patna, Calcutta, Chennai, Delhi, Lucknow....
Datant de XVIIIe siècle au XXe siècle, ces pièces imitent souvent le style européen. En général, ces œuvres se caractérisent par leur technique,
bien différente de la miniature (mais majoritairement avec des formats miniature et occasionnellement sur rouleau), car elles sont peintes de manière plus large, à la gouache, souvent diluée pour imiter l’aquarelle. Cependant, cette appellation reste ambiguë car on y inclut également tout un ensemble de peintures de facture autochtone mais qui pouvaient parfois être destinées aux Européens ou expressément réalisées à leur demande. C’est le cas d’un certain nombre de peintures de l’Inde du Sud.
Une autre distinction essentielle pour les Company Paintings est qu’elles sont le plus souvent exécutées sur des papiers européens. Des styles originaux se dessinèrent, variant selon les régions et les villes où séjournaient les commanditaires. Ces derniers furent curieux des populations si diverses qu’ils côtoyaient. L’usage se répandit alors de représenter les métiers, les castes, les costumes en des suites reliées en albums pour les voyageurs,.

### Miniatures Surpur de Karnakata, duXVIIIesiècleauXXIesiècle
L'art miniature de Surpur a prospéré sous le souverain de Surpur, Raja Venkatappa Naik, entre 1773 et 1858, décrit comme l'âge d'or de Surpur. C'est durant ette période que des artistes de la famille Garudadri, pratiquant la peinture miniature, ont émigré d'Andhra Pradesh à
Surpur (en) (maintenant dans le district de Yadgir à Karnataka).
Les artistes de la famille Garudadri sont influencés par les miniatures Golconde de Deccan. Alors que les peintures Garudadri se concentraient sur des récits de la mythologie, les miniatures de Golconde se concentraient sur le mode de vie des rois et des soufis.
Dans le XXe siècle et XXIe siècle la tradition Surpur continue avec l'artiste et collectionneur Vijay Hagargundgi ,.

## Peinture moderne
La peinture moderne* en Inde a commencé à Calcutta à la fin du XIXe siècle. Les anciennes traditions de la peinture avaient plus ou moins disparu au Bengale et les écoles d'art ont été créées par les Britanniques.
Au début, les protagonistes de l'art indien comme Raja Ravi Varma s'inspiraient des traditions et des techniques occidentales, y compris de celles de la peinture à l'huile et de la peinture de chevalet.
Mais les artistes de la « renaissance du Bengale », en particulier Abanindranath Tagore et Nandalal Bose, critiquent sévèrement le style « occidentalisant » de Ravi Varma, qu'ils jugent vulgaire et sentimental, dépourvu de valeur et de signification. Plus tard, en 1962, le Group 1890, avec Jagdish Swaminathan, rejoint la critique, mais critique également l’idéalisme pastoral de l'école du Bengale de Tagore et Bose.
Une réaction à l'influence occidentale a conduit à un renouveau du primitivisme, appelé « l'école du Bengale », qui a puisé dans le riche héritage culturel de l'Inde. Il a été remplacé par l'école de Santiniketan, dirigée par Rabindranath Tagore qui revient sur la vie rurale idyllique. Malgré son influence à travers le pays dans les premières années, l'importance de l'école a diminué dans les années 1940 jusqu’à disparaître de nos jours.

### L'Influence de la famille Tagore

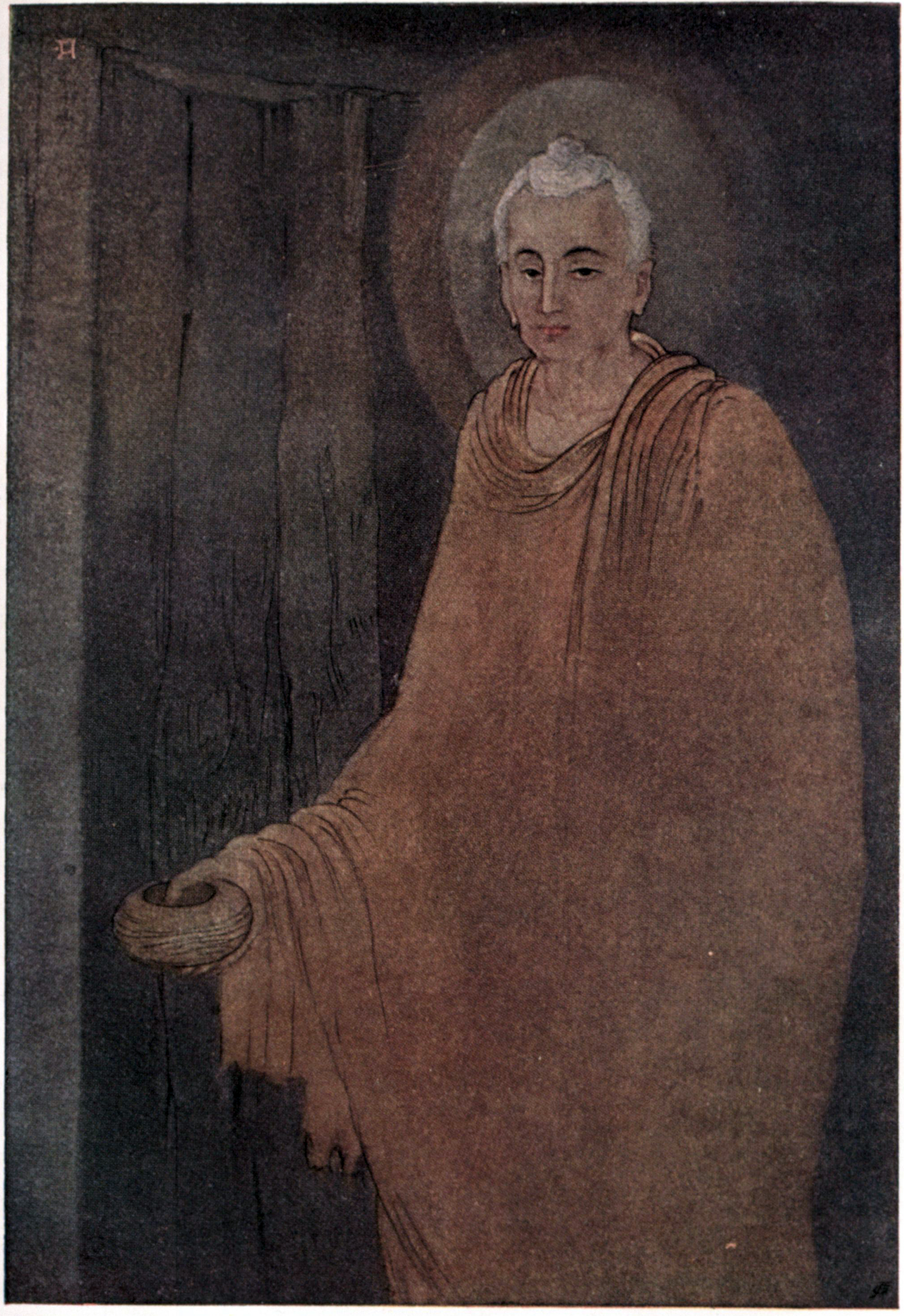
Abanindranath Tagore : Bouddha comme mendiant

L'apport de la famille Tagore fut très important, à Calcutta, tant sur le plan intellectuel qu’artistique. Abanindranath Tagore, son frère Gaganendranath Tagore (en), sa sœur Sunayani Devi (en), son oncle, le poète Rabindranath Tagore et son neveu Subho Tagore (d) ont contribué, de l'époque coloniale à celle de la postindépendance, à la construction d'un art moderne indien.
Le peintre Abanindranath Tagore fut le premier à revendiquer un art national, au nom d'une authenticité indienne, en puisant son inspiration dans la pein- ture de cour du nord de l'Inde.
Dès lors était affirmée la volonté de rompre avec l'illusionnisme académique occidental, en renouant avec le riche patrimoine artistique du sous-continent.
Gaganendranath et le poète Rabindranath Tagore choisirent d'autres voies artistiques pour manifester ce refus. Ils optèrent pour une ouverture de la sphère culturelle indienne à d'autres influences, parmi lesquelles celles des avant-gardes européennes. Ainsi, loin des préceptes nationalistes de retour à «l'âge d'or védique», Gaganendranath et Rabindranath Tagore affirmèrent leur Indianité artistique en s'inspirant d'autres formes artistiques: art japonais, art aztèque, formes cubistes, expressionnistes ou fauves. L'avènement de l'indépendance permit de détendre le débat entre art et identité nationale.
Subho Tagore, fondateur du Calcutta Group, fut parmi les premiers artistes indiens à revendiquer ouvertement son appartenance à la modernité internationale.

### Kalighat du Calcutta, 1850-1940

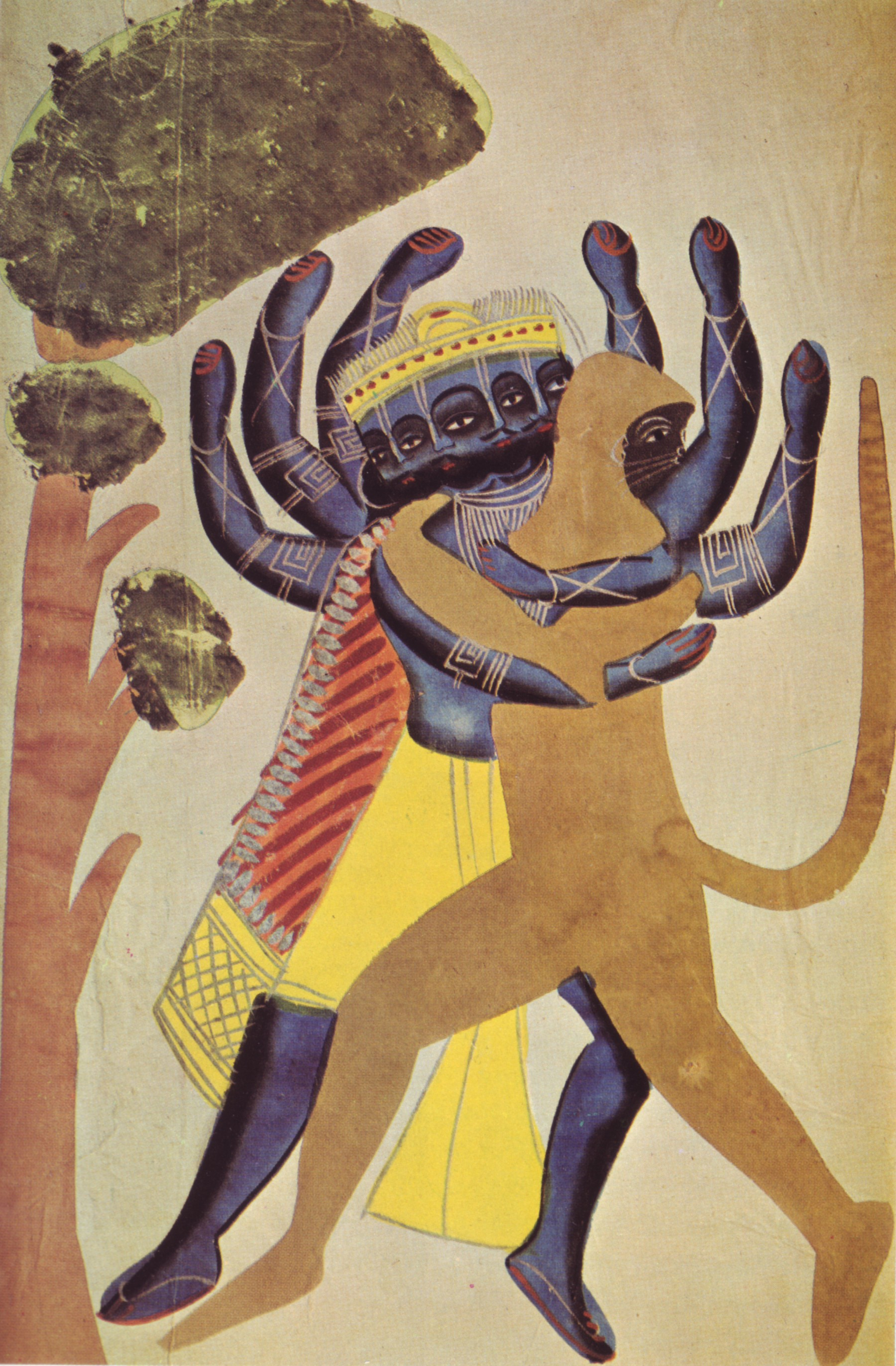
Ravana and Hanuman, Kalighat school of painting, c1880

Tandis que le pouvoir colonial réduisait à presque rien l'artisanat rural au XIXe siècle, les gens des villages migrèrent, pour survivre, vers Calcutta, la capitale britannique de l'époque. Simultanément, les écoles d'art et de peinture, suivant les canons de l'art traditionnel Moghol, ainsi que d'autres formes artistiques des écoles de peintures hindoues, commencèrent à perdre leurs mécènes habituels, en raison de la perte d'influence politique des élites locales.
C'est alors que la peinture dite Kalighat apparut pour tenter de combler le vide du monde de l'art au Bengale. Les premiers Kalighat était des peintures sur rouleau et les peintres étaient conteurs et chanteurs.
Les villageois qui confluaient vers Calcutta se rassemblaient autour d'un lieu nommé Kalighat, car c'est là que se trouve le fameux temple très vénéré de la déesse Kâlî. Ces gens avaient apporté avec eux le style rustique de leur art rural et, en peu de temps, leur style de peinture fut très connu sous le nom de style Kalighat.
La peinture Kalighat expose deux styles différents :
- le style traditionnel ou oriental : Dans le XIXe siècle, les peintures Kalighat se limitaient à des thèmes de la religion hindoue, les Dieux et Déesses de l'hindouisme dominant largement.
- le style moderne ou occidentale : Au début du XXe siècle, apparurent des sujets centrés sur les questions sociales et politiques de l'époque, sous forme de satires.

Le support de ces peintures évolua, lui aussi, au fil du temps, le papier remplaçant le tissu comme matériau principal.
Le succès de cet art périclita ensuite peu à peu. Sa popularité initiale durant l'ère coloniale, attribuée à son caractère ethnique qui contrait de façon si criante les formes occidentales de l'art, fit place à un déclin que consacrèrent les "érudits". De plus, cet art s'éloignait par trop des formes préconisées par les textes hindous, donc il ne pouvait être sacré. Cependant, dès le début du XXe siècle, l'importance de l'art populaire comme forme d'identité culturelle de la nation devint évidente; l’art du Khaligat repris son importance aux yeux de tous.
L’ensemble le plus important de peinture Kalighat se trouve actuellement à Londres au British Museum et au Victoria et Albert Museum. Ceux-ci ne souhaitent pas les rendre aux indiens. En échange ils ont proposé une exposition itinérante de ces œuvres,,,.

### L'École du Bengale (Bengal School of Art): l'art «nationaliste», 1900

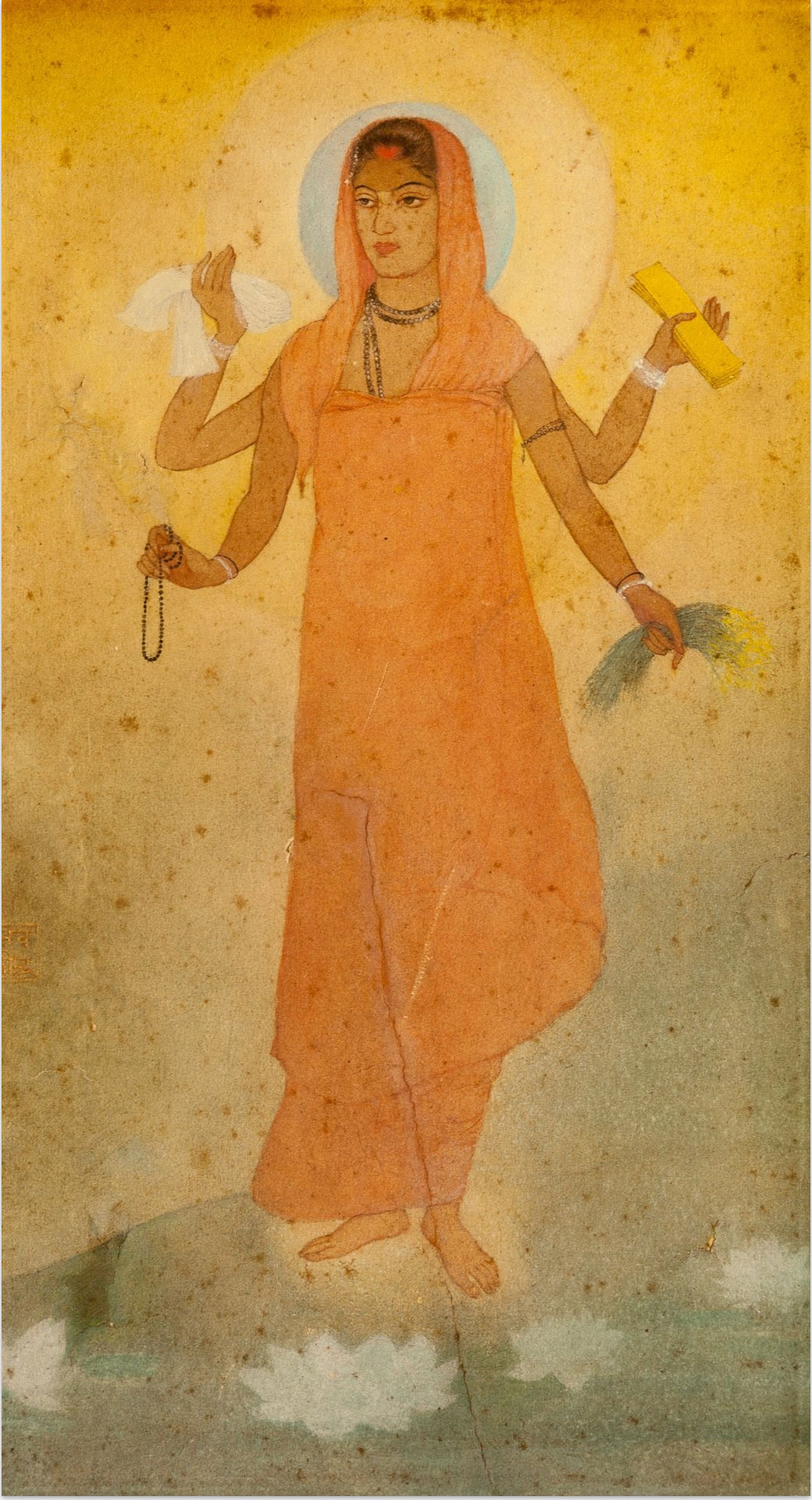
Bharat Mata par Abanîndranâth Tagore (1871-1951)

L'école du Bengale, a eu une grande influence sur les styles artistiques qui ont fleuri en Inde au cours du Raj britannique au début du XXe siècle. Cette école a été associée au nationalisme indien, mais elle a également été encouragée et soutenue par de nombreux administrateurs d'arts britanniques.
L'école du Bengale s'est posée comme un mouvement d'avant-garde nationaliste réagissant contre la peinture académique qui était jusque-là promue en Inde, à la fois par des artistes indiens tels que Ravi Varmâ et dans les écoles d'art britanniques. À la suite de la généralisation de l'influence spirituelle indienne en Occident, le professeur d'art britannique Ernest Binfield Havell a tenté de réformer les méthodes d'enseignement à l'école d'art de Calcutta en encourageant les étudiants à imiter les enluminures et la peinture moghole. Cela a provoqué une immense controverse qui a déclenché une grève des étudiants et des plaintes de la presse locale, y compris des nationalistes qui considéraient qu'il s'agissait d'un changement rétrograde. Havel était soutenu par l'artiste Abanîndranâth Tagore, un neveu du poète Rabindranath Tagore, qui a peint un certain nombre d'œuvres influencées par l'art moghol, un style qu'Havell et lui-même considérait comme l'expression des qualités spirituelles indiennes par opposition au « matérialisme » de l'Occident.
Artistes : Abanîndranâth Tagore, Nandalal Bose, M.A.R Chughtai, Sunayani Devi (en) (sœur de Abanindranath Tagore), Manishi Dey (en), Mukul Dey, Kalipada Ghoshal (en), Asit Kumar Haldar (en), Sudhir Khastgir (en), Kshitindranath Majumdar (d), Sughra Rababi, Debi Prasad Roychoudhury, Bireswar Sen, Beohar Rammanohar Sinha, Kiron Sinha, Gaganendranath Tagore (en) (frère de Abanindranath Tagore)

### Indian Society of Oriental Art: l'école de Abanindranath Tagore, 1907
En 1907 Abanîndranâth Tagore et son frère Gaganendranath Tagore (en) ouvrent Indian Society of Oriental Art.
Abanindranath Tagore fut le premier à revendiquer un art national, au nom d'une «authenticité»
indienne, en puisant son inspiration à la peinture de cour du nord de l'Inde.

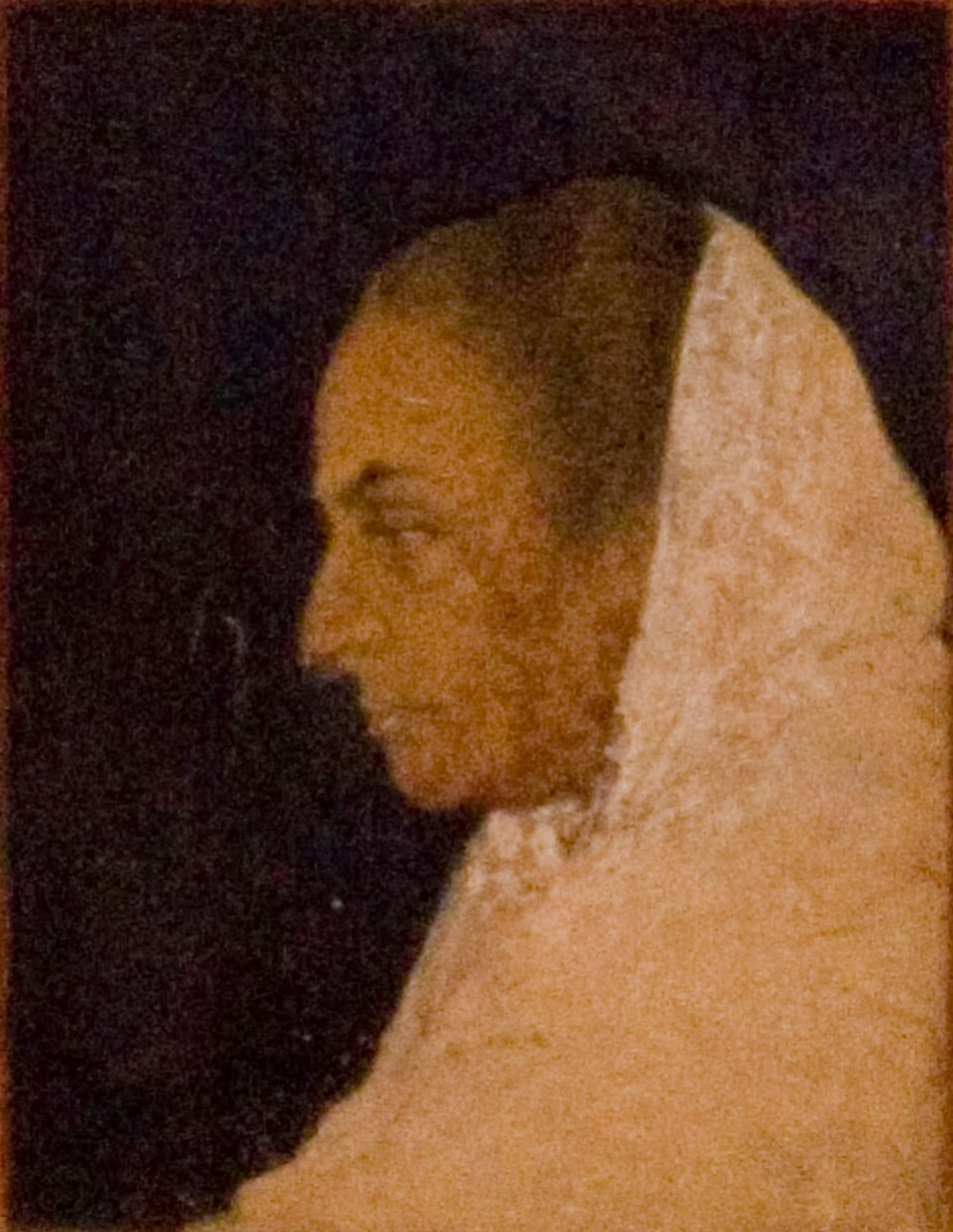
My Mother (1912–13), Abanindranath Tagore

Avec Shadanga (les six principes de la peinture indienne, du Ier siècle av. J.-C.), Abanîndranâth Tagore fixe, en se référant en partie au Kama Sutra de Vatsyayana, les six principaux canons de la peinture classique indienne : 
1) Roopa-Bheda ou la science des formes, 
2) Pramanami ou le sens des rapports, 
3) Bhava ou l'influence des sentiments sur la forme, 
4) Lavanya-Yojnam ou le sens de la grâce, 
5) Sadradhyam ou les comparaisons et 
6) Varnika-Bhanga ou la connaissance et l'application des couleurs. 
Il ajoute à cette liste deux canons supplémentaires : 
7) Rasa, la quintessence du goût, et 
8) Chanda, le rythme. 
Ces règles et ces codes de représentation constitueront les fondements esthétiques et plastiques du mouvement de l'École du Bengale.
Voir aussi : Shadanga : Les six principes de la peinture indienne.

Gaganendranath et Rabindranath Tagore optèrent plutôt pour une ouverture de la sphère culturelle indienne à
d'autres influences, parmi lesquelles celles des avant-gardes européennes.
Les artistes les plus connus sont Abanindranath Tagore, Surendranath Ganguly, Nandalal Bose, Asitkumar Haldar et Gaganendranath Tagore,.

### Santiniketan: l'école de Rabindranath Tagore, 1924

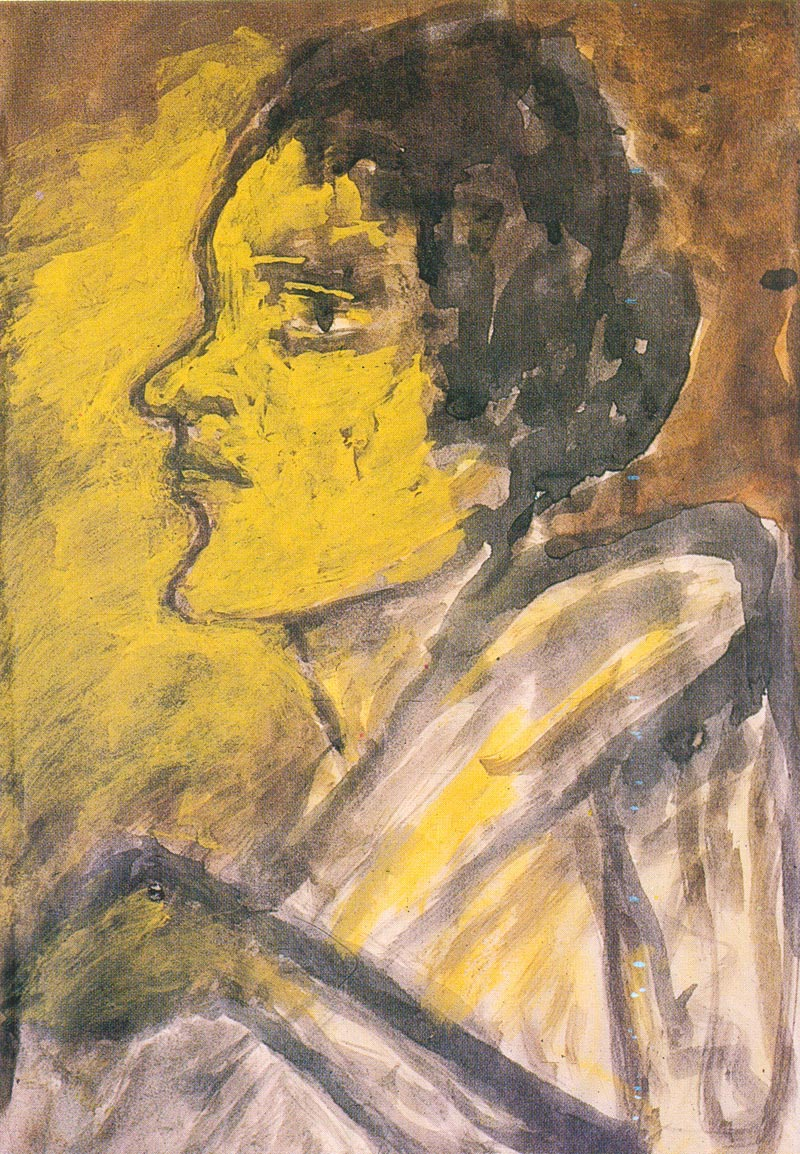
Rabindranath Tagore : Woman

Le poète et prix Nobel de littérature Rabindranath Tagore établit en 1901 une école de plein air, dont la pédagogie - naturelle et montessorienne - s'écarte notablement des méthodes de l'époque. Il l'appelle « Demeure de la paix » (Shanti-niketan).
C'est seulement en 1924 qu'il se lance résolument dans les arts plastiques. Alors âgé de soixante-trois ans, il n'hésite pas à se risquer dans un domaine d'expression où il n'avait reçu aucune formation spécifique.
Rabindranath Tagore cherchait à s'évader d'un environnement social et politique sur lequel il ne semblait plus avoir grande influence.
Il cherchait peut-être aussi de s’éloigner de son conflit avec Gandhi, qu'il admirait pourtant
.
À partir des années 1920, il trouva « le repos » en se lançant dans la construction du centre de Shantiniketan et en réalisant peintures et dessins. Cette attitude du poète, Romain Rolland, pourtant son ami, la critique
vertement dans une lettre du 28 août 1930 : «... En une heure où les chefs de son peuple sont emprisonnés, où l'Inde souffre sa passion héroïque, il [Tagore] est parti dans une autre sphère ».
Rabindranath rejetait catégoriquement le concept même de «nationalisme indien».
En 1908 il écrivait : « Je ne laisserai jamais le patriotisme triompher sur l’humanité aussi longtemps que je vis ». Pour Tagore, l’horizon de l’indépendance de l’Inde n’était pas celui de la nation, mais celui de l’émancipation. La liberté contre le déterminisme de la caste, du genre, du groupe social. C’est désormais ce rêve de liberté qui est menacé par la vague nationaliste hindoue conservatrice sous le règne de Modi en 2020.
Le nationalisme est pour Tagore une notion occidentale, créée pour accréditer une politique impérialiste. Les nations transforment les peuples en prédateurs qui se jettent sur les no-nations (comme l'Inde) et imposent aux pays conquis une paix fondée sur la terreur. Ainsi, Rabindranath Tagore condamnait les valeurs de l'Indianité défendues par Havell, car selon lui le «retour à l'âge d'or védique» tendait à définir un nationalisme ethnique, excluant les autres formes de culture qui s'étaient développées sur le sol indien. Pour lui, une politique nationaliste en Inde, de même qu'un art nationaliste, étaient de véritables aberrations. Lors de la conférence de Dacca
(The Meaning of Art) (en) de 1926, il déclara : « J'encourage véhémentement nos artistes à nier leur obligation de produire quelque chose qui peut être étiqueté Art Indien, pour satisfaire le maniérisme d'un vieux monde ».
L'influence de l'art contemporain occidental est très sensible dans les figurations humaines qui constituent une part importante de la production plastique du poète. La majorité de ces œuvres présente un personnage seul, se détachant le plus souvent soit sur un fond de couleur au lavis, soit sur un fond vierge. Dans un tableau non titré, représentant un visage d'homme, le caractère angulaire du profil et sa décomposition en surfaces rectangulaires rappellent étrangement la stylisation des peintures de Percy Wyndham Lewis (en). Il est probable que Rabindranath Tagore a trouvé son inspiration dans le vorticisme britannique, fortement marqué par les expériences cubistes et futuristes. Dans la représentation d'un personnage féminin réalisée entre 1928 et 1930, la figure est comme nimbée d'une aura de couleur ne renvoyant à aucun réfèrent religieux particulier. Cette peinture rappelle les œuvres de Gustave Moreau ou d'Odilon Redon, que le poète avait découvertes lors de son séjour à Paris.
Les premières expositions de ses œuvres eurent lieu en 1930, en Europe et aux États-Unis. Il faudra attendre jusqu'à
décembre 1931 pour assister à la première exposition des productions de Tagore en Inde
. Rabindranath Tagore affirme qu'un grand nombre de critiques parisiens firent preuve d'un grand intérêt pour ses dessins : « Une autorité me dit que j'avais atteint quelque chose dans ces images que les artistes français avaient vainement essayé d'atteindre. Je ne pouvais le croire moi-même, mais c'était ainsi [...] ayant ces paroles à l'esprit, j'arrivais à la conclusion que je pouvais avoir une certaine confiance à l'égard de mes propres pouvoirs d'artiste [...] ».
La présentation de ses travaux à l'étranger fut, pour le poète, aussi un moyen de se dégager du lien systématique entre art et nationalisme.
Artistes : Nandalal Bose, Rabindranath Tagore, Ram Kinker Baij (en) et Benode Behari Mukherjee (en).
À voir : The Last Harvest: Paintings of Rabindranath Tagore
Voir aussi : Works of Rabindranath Tagore
Voir également : Santiniketan: The Making of a Contextual Modernism, 1997
.

## Peinturemétropolitainecontemporaine

### Les influences occidentales
Sous l'ère coloniale, les influences occidentales ont commencé à avoir un impact sur l'art indien. Certains artistes ont développé un style proche de celui utilisé en occident au niveau de la composition, de la perspective et du réalisme. D'autres, comme Jamini Roy, se sont consciemment inspirés de l'art populaire.
Au moment de l'indépendance en 1947, plusieurs écoles d'art indiennes ont fourni un accès aux techniques et aux idées modernes. Des galeries ont été créées afin de présenter ces artistes. L'art moderne indien révèle généralement l'influence des styles occidentaux, mais il est souvent inspiré par des thèmes et des images indiennes traditionnelles. Des artistes indiens ont commencé à obtenir une reconnaissance internationale, tout d'abord au sein de la diaspora indienne, puis parmi des organisations non indiennes,.
Depuis les années 1980, les artistes indiens apportent avec eux des concepts et des styles plus récents, comme Devajyoti Ray, Vagaram Choudhary, Karmokar Prakash, Jahar Dasgupta, Bihon Choudhuri, Atul Dodiya et de nombreux autres artistes qui ont enrichi l'art moderne indien.
La géographie du marché de l’art contemporain permet de constater l’insertion des grandes villes de pays émergents dans un réseau de métropoles mondiales. En Inde, les années qui ont suivi la libéralisation économique de 1991 se caractérisent par une nette augmentation de la demande et par de nouvelles formes d’investissements tournés vers l’art contemporain*. Le marché de l’art contemporain indien connaît alors une ascension fulgurante à Delhi et Mumbai, en particulier à partir des années 2003-2005. Le marché de l’art en Inde présente l’originalité de s’être développé grâce à l’engagement du secteur privé qui s’est substitué au rôle du gouvernement dans son action de soutien aux artistes et de construction d’infrastructures culturelles.
De nouveaux acteurs - les collectionneurs, les NRIs (Non Resident Indians), les femmes issues des milieux aisés - s’investissent dans le développement d’une trajectoire de modernité indienne et témoignent de nouveaux enjeux urbains, sociaux et culturels dans un pays dont les traditions sont encore très fortes.

### Bombay Art Society, créée en 1888
Le Bombay Art Society, la première organisation d'art à Bombay, est créé en 1888 pour promouvoir l'art contemporain et pour encourager les artistes britanniques. Par la suite Bombay Art Society commence à inclure des participants indiens dans ses expositions. Des artistes éminents comme Raja Ravi Varma, Ganapathi Mhatre et MF Pithawala ont soumis leurs candidatures aux concours et remporté des prix.
Depuis lors, la Société a joué un rôle déterminant en tant qu’organisation de promotion de l’art en Inde.
L'architecte Sanjay Puri a conçu un nouveau bâtiment, qui abritera trois galeries, pour le Bombay Arts Society (ouvert en 2013). Il s'agit du seul bâtiment public récemment ouvert à Mumbai. Cet espace sera uniquement consacré aux arts et à la communauté artistique.
Le Bombay Art Society continue néanmoins les expositions annuelles (depuis 1952) dans la Jehangir Art Gallery.

### Bombay Contemporary India Artists' Group («Young Turks»), 1941
Les Young Turks étaient soutenu par le recteur de l'école des beaux-arts à Bombay (le « Sir J.J. School of Art »), Charles Gerrard (en). Leur style était influencé par l'art traditionnel Indien et le Postimpressionnisme occidentale.
Les artistes les plus connus sont P. T. Reddy (en), B. C. Sanyal (en) et Sailoz Mookherjea (en). Leur première exposition était en 1941.

### Calcutta Group et le réalisme social, l’école de Subho Tagore, 1943-53

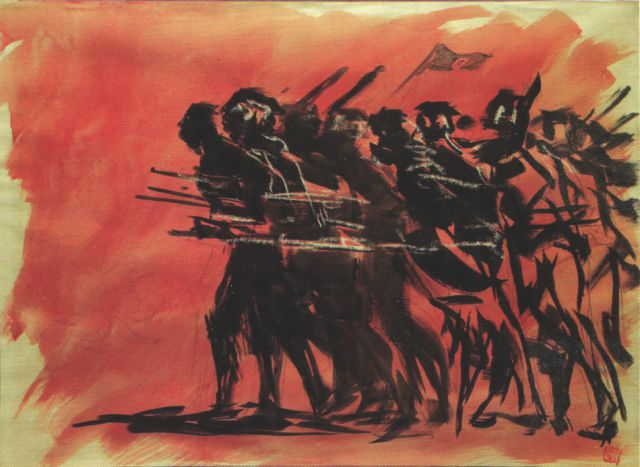
Zainul Abedin : Bangladesh Liberation war, 1971

L'année de la famine au Bengale vit se créer le Calcutta Group. Artistes, romanciers et réalisateurs ont tenté de dépeindre l'horreur de la famine dans leurs travaux.
La famine du Bengale de 1943 est la deuxième famine la plus meurtrière à s'être déroulée durant la colonisation du sous-continent indien par l'Empire britannique. Il est estimé qu'entre deux à quatre millions de personnes sont mortes de faim en 1943.
L'Empire britannique finance son effort de guerre (contre le Japon) en partie par l'inflation, tandis qu'il réoriente ses dépenses vers les biens militaires. Bien que le Bengale eût assez de riz et autres céréales pour sa population, des millions de personnes sont devenues trop pauvres pour pouvoir se procurer les denrées alimentaires vitales.
Le peintre bengali Zainul Abedin fut l'un des premiers documentaristes de la famine avec ses croquis dépeignant les corps des victimes. Avec le livre Hungry Bengal (novembre 1943) l'artiste Chittaprosad Bhattacharya montre les détails les plus morbides de la famine. Le Royaume-Uni confisque et censure le livre.
Subho Tagore, neveu d’Abanindranath Tagore, et petit-neveu de Rabindranath Tagore, fut parmi les premiers artistes indiens à revendiquer ouvertement son appartenance à la modernité internationale. Il amendera la position de ses aînés Abanindranath et Rabindranath. L'artiste se doit d'affirmer son individualité, certes, mais sans pour autant délaisser son engagement social.
Les orientations esthétiques du Groupe de Calcutta firent l'objet d'un manifeste intitulé Calcutta Group, publié en 1949 lors de la première rétrospective du mouvement à Calcutta*, et rédigé par le sculpteur Prodosh Dasgupta.
Deux orientations essentielles s'en dégagent :
1) le groupe revendiquait l'abandon de tout clivage religieux dans le domaine artistique, et ce afin de conjurer
toute tentation revivaliste,
2) le groupe revendiquait la nécessité d'inscrire la création artistique dans une démarche de recherche prenant en compte les évolutions du monde, aussi bien sociales que politiques, afin d'ouvrir une perspective esthétique nouvelle et spécifiquement bengalie aux divers courants de la modernité.
Le groupe commence à exposer en 1945, et expose avec le Bombay Progressive Artists' Group en 1950 à Bombay,,,.
Les principaux membres étaient le sculpteur Das Gupta et les peintres Subho Tagore (fondateur), Paritosh Sen, Gopal Ghose, Nirode Mazumdar et Zainul Abedin.

### Kashi Shailee, 1947
Inspiré par la peinture vernaculaire de l'Uttar Pradesh (et Bénarès) et la peinture miniature indienne, le jeune Ram Chandra Shukla (en) (né en 1925) créa en 1947 une école appelée Kashi Shailee.
Voir aussi : Samikshavad et Peintures intuitives de Shukla.

### Bombay Progressive Artists' Group, 1947-1956
Le Bombay Progressive Artists' Group, créé peu après que l'Inde soit devenue indépendante en 1947, visait à établir « une nouvelle façon d'exprimer l'Inde à l'ère post coloniale » en opposition avec le nationalisme du Bengal School of Art.
Les fondateurs sont six artistes diplômés de la « Sir JJ School of Art » à Bombay : 
K. H. Ara (en), S. K. Bakre (en), H. A. Gade (en), Maqbool Fida Husain, Sayed Haider Raza et F. N. Souza (en) (Souza est exclu de l’école en 1945 pour nationalisme et part à Paris).
Bien que le groupe ait été dissout en 1956, il a influencé l'évolution de l'art indien. Presque tous les grands artistes d'Inde des années 1950 ont été associés à ce groupe, parmi lesquels Bal Chhabda, Vasudeo S. Gaitonde (en), Krishen Khanna (en), Ram Kumar (en), Tyeb Mehta et Akbar Padamsee. Les historiens de l'art comme Rai Anand Krishna (hi) ont également fait référence à ces œuvres d'artistes modernes qui reflètent la philosophie indienne,.

### Silpi Chakra, New Delhi, 1949-68
Les plupart des artistes de Delhi Silpi Chakra (Delhi Sculpteur Cercle) étaient des réfugiées de Pakistan après la partition.
Fondateurs : B. C. Sanyal (en), Nath Mago, Rai Anand Krishna (hi), Kulkarni, Bhagat

Autres artistes: Satish Gujral (en), Ram Kumar (en), Kowshik, Krishen Khanna (en), Jaya Appasamy, Avinash Chandra (en).

### Néo-tantrisme, à partir de 1950
L’art tantrique constitue une catégorie à part. Il est souvent présenté comme une forme à la fois très ancienne et très conceptuelle, voire abstraite. Au départ, les tantra sont des textes prônant des rituels aux antipodes des normes de pureté brahmani-ques, utilisant notamment des diagrammes géométriques.
Ces textes ont une influence sur des artistes indiens des années 1950-1960. Ils les interprétèrent comme des formes abstraites indiennes puis, dans le climat contre-culture, comme des formes ‘transgressives’ permettant de critiquer la société indienne de l’intérieur. On sait la vogue des « spiritualités orientales » sur les mouvements hippies, mais on oublie souvent le pendant de cette mode chez les jeunes Indiens, notamment dans les milieux artistiques, dans la peinture mais aussi la poésie, la danse ou le cinéma.
Certains peintres, comme Raza, s'inspirent de concepts philosophico-mystiques comme le point (bindu) et la spirale. La spirale tournoie majestueusement à partir du bindu central, son mouvement circulaire de déploiement par spires successives, symbolise dans la culture hindoue l’évolution de la conscience humaine, ou l’évolution cosmique de l’univers. Elle peut d’ailleurs se parcourir dans les deux sens, dans une direction évolutive ou involutive de retour à l’origine. De nombreux peintres explorèrent ainsi cette esthétique géométrique et épurée
,,.
Quelques artistes néo-tantrique : Pakhal Tirumal Reddy (en), Ghulam Rasool Santosh (en), S.H. Raza, Mahirwan Mamtani (en), et Biren De (en).
Voir aussi : Les peintures rituelles, politiques et méditatives : Les Mandala

### Baroda Group of Artists, 1956-1962
Le Baroda Group of Artists était un collectif d'artistes lié à l'École des beaux-arts de Baroda (Vadodara) à Gujarat.
Inspiré par les professeurs à l'École des beaux-arts, Narayan Shridhar Bendre (en) et K. G. Subramanyan, le groupe cherche une esthétique moderne. Il reflète les racines vernaculaires et mythologiques et les mouvements sociaux.
Artistes : Ghulam Rasool Santosh (en), Ratan Parimoo (en), K. G. Subramanyan, Prabha Dongre, Shanti Dave (en), K. Patel, Triloke Kaul, Vinay Trivedi, Narayan Shridhar Bendre (en), Balkrishna Patel, Jyoti Bhatt (en), Prafull Dave, Ramesh Pandya...
Expositions : Baroda, avril 1956; Jehangir Art Gallery, Bombay, mars 1957; Alliance Française Gallery, Bombay, octobre 1958; Jehangir Art Gallery, Bombay, décembre 1959; Roopa Gallery et Hôtel Taj Mahal, Bombay, janvier 1961,.
Voir aussi : University of Baroda Faculty of Fine Arts.

### Society of Contemporary Artists, Calcutta, 1960
Le groupe était créé pour obtenir des locaux et ateliers appropriées pour les artistes.
Artistes : Sanat Kar, Nikhil Biswas, Shyamal Dutta Ray, Sunil Das (en), Bikash Bhattacharjee (en), Dharamnarayan Dasgupta, Ganesh Haloi, Prokash Karmakar (en), Dhiraj Chowdhury, LP Shaw, Bijan Choudhary, Suhas Roy, Somnath Hore, Ganesh Pyne (en)...

### Group 1890, Bhavnagar, 1962-63
Le groupe créé à l'adresse de House No. 1890 à Bhavnagar, Gujarat fut fondé et dirigé par Jagdish Swaminathan.
Selon le manifeste de Swaminathan et le Group 1890, on rejette « the vulgar naturalism of Raja Ravi Varma and the pastoral idealism of the Bengal School ». Il faut libérer les œuvres d’art de toutes obligations :
- La créativité à sa propre finalité sans relation avec l’œuvre crée.
- Il ne faut pas enfermer les œuvres dans des catégories ou dans des époques historiques.
- L’œuvre est unique et vit sa propre vie.
- Il faut sentir l’œuvre, et ne pas le juger, ni l’évaluer.
- Conclusion : L’œuvre est libre !

Plus tard Swaminathan deviendra directeur du musée du Bharat Bhavan à Bhopal. Il conserve son esprit d’ouverture et accepte les œuvres vernaculaires sans les classer comme l’art tribal ou l’artisanat rural.
Artistes : Jagdish Swaminathan (en), Jeram Patel, Ambadas Khobragade, Jyoti Bhatt (en), Rajesh Mehra, Gulammohammed Sheikh, Raghav Kaneria, Reddappa Naidu, Eric Bowen, S. G. Nikam, Balkrishna Patel (d), Himmat Shah...
Le groupe a eu une seule exposition, avec un mélange de l'art figurative et art abstrait, à New Delhi en 1963. Le groupe publie leur manifeste mais pas une seule œuvre n'était vendu.

### Calcutta Painters' Group, 1964

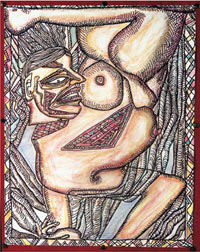
Jogen Chowdhury

En 1963, huit artistes forment un groupe appelé Calcutta 8. Il s’agit de Rabin Mondal, Prokash Karmakar, Bijan Choudhary, Nikhil Biswas, Gopal Sanyal, Mahim Roodra, Gunbritt Roodra et Bimal Banerjee. Le Calcutta 8 fusionne avec le Calcutta Painters’ Group en 1964.
Le Calcutta Painters' Group créé en 1964, fait une rupture avec les anciennes écoles bengalaises, et expliquent, qu'ils sont les successeurs du Calcutta Group crée en 1943. Ils sont un dérivé du Society of Contemporary Artists.
Artistes: Jogen Chowdhury (en) (fondateur), Sarbari Roy Chowdhury, Bijan Choudhary, Prokash Karmakar (en) (qui a également créé son propre groupe, le Prokash Karmakars' Society of Artists en 1962), Ganesh Pyne (en), Isha Mohammad, Rabin Mondal (en), Bimal Dasgupta (en), Niren Sengupta (en),
Dhiraj Choudhury (en), Sandip Sarkar...

### Cholamandal Artists’ Village et leMadras Movement of Art, 1966
Cholamandal Artists' Village (en) est fondée en 1966 par des membres du Madras Movement of Art (fondée en 1965) et s'étend sur 3 ha à 10 km au sud de la rivière Adyar. C'est la plus grande coopérative d'artistes en Inde.

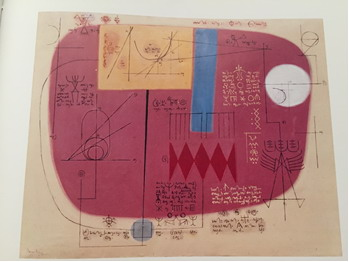
K. C. S. Paniker, « Geometrical Order », 1971

Le Madras Movement of Art est pionnier de l'art moderne en Inde du Sud (Kerala, Karnataka, Andhra Pradesh et Tamil Nadu) avec leur peinture figurative et peinture abstraite.
Un des fondateurs du Madras Movement of Art et le Cholamandal Artists' Village est K. C. S. Paniker (en) qui avait déjà fondé the Progressive Painters’ Association (P.P.A), à Chennai en 1944.
Artistes : K. C. S. Paniker (en), J Sultan Ali, K. M. Adimoolam, Alphonso Arul Doss, Anthony Doss (d), Reddappa Naidu (d), Akkitham Narayanan, N. Ramanujam,
M. Senathipathi, S. G. Vasudev (en), Velu Viswanadhan...

### Samikshavad: un mouvement socio-politique, 1974
Le Samikshavad est le premier mouvement indigène d'art moderne en Inde, qui a vu le jour dans le nord de l'Inde en 1974. Professeur à l'université hindoue de Bénarès à Varanasi (Uttar Pradesh), Ram Chandra Shukla (en), est l'inspirateur et l'initiateur.
Samikshavad a une identité très différente des mouvements artistiques occidentaux dont il n'est ni influencé ni inspiré. La principale source d'inspiration du Samikshavad est les problèmes sociaux, politiques, culturels et économiques en Inde. Son but est de libérer l'art des obligations et de le socialiser, de passer d'un art mystérieux à quelque chose ayant une finalité. Un mouvement anti-occidentale, anti-individualiste, anti-formaliste, anti-imitation (de l'art du passé), anti-imposture, anti-corruption, anti Confused Creativity (contre le LSD creativity?)...
Parmi les quelques artistes qui ont été inspirés par ce mouvement : Ravindra Nath Mishra, Hridya Narayan Mishra, Santosh Kumar Singh, Virendra Singh Prasad, Ram Singh Shabd, Raghuvir Sen Dhir, Ved Prakash Mishra, Gopal Madhukar Chaturvedi, Bala Dutt Pandey…
Voir le manifeste de Samikshavad.
Voir aussi : Kashi Shailee et Peintures intuitives de Shukla.

### Peintures intuitives, 2005

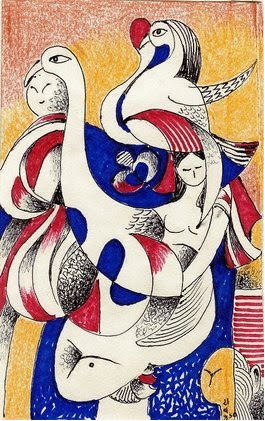
Ram Chandra Shukla, « The Elegant Bird », 2005

À partir de 2005 Ram Chandra Shukla (en) commence un mouvement appelé intuitive paintings. Ses peintures montrent ses sentiments et expériences spirituelles. Il fait maintenant des miniatures modernes avec des marqueurs et stylos.
Voir aussi : Kashi Shailee et Samikshavad de Shukla.

### L'art brut («Outsider Art»), années 2010

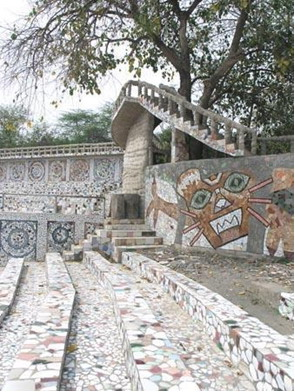
Nek Chands Rock Garden

Des Outsider Art Fair ont été organisés à New Delhi en 2012 et en 2014.
- « Outsider Artists Centre & cafe à Shanti Niketan, New Delhi. »
- Exposition « Paris-Delhi-Bombay - Centre Pompidou 2011 »[85]
- Le Rock Garden de Nek Chand
- « Exposition d’un auteur d’Art Brut indien »
- « ART BRUT EN INDE dans la revue de l’Osservatorio Outsider Art »
- « Le pseudo-réalisme de Devajyoti Ray »[86], voir : pseudorealism
- La tribu Hill Korwa du Chhattisgarh

### Street Art

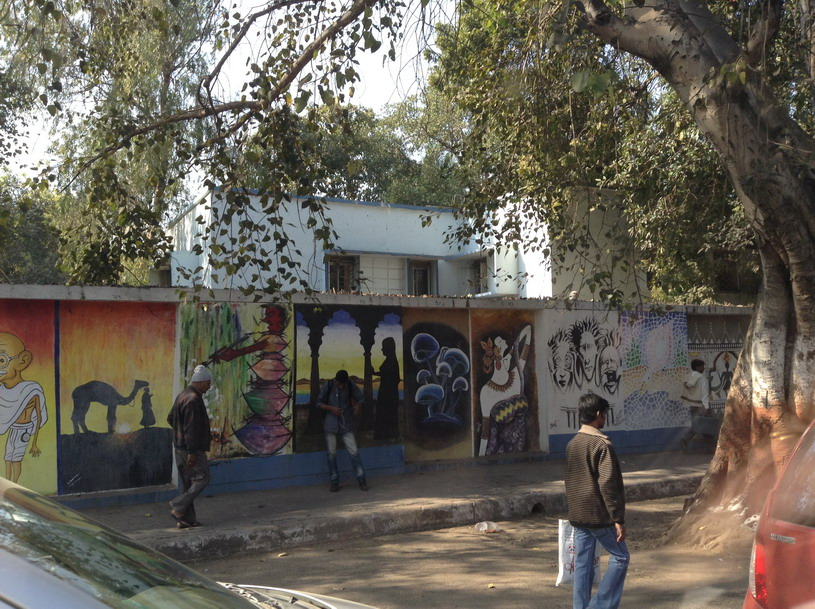
Street Art Mumbai. RF Anders Laustsen

À Bombay le Street Art est institutionnalisée avec un projet qui couvre plusieurs quartiers. Des centaines d'artistes participe avec la seule règle de ne pas afficher des messages politiques, religieuses et publicitaires. Le mur le plus impressionnant à une longueur de 2 km (Senapati Bapat Marg).
En sortant des rues chaotiques du centre de Delhi se cachent le nouveau terrain de jeu des street artistes. Il se trouve dans les rues étroites de Hauz Khas Village où vous serez accueilli par les portraits en noir et blanc de personnalités indiennes. C’est l’une des œuvres qui sont maintenant disséminées dans Lohdi District, le premier arrondissement indien consacré uniquement au street art.
La création de ce district est le résultat de l’initiative de St+art India, une ONG d’artistes de rue qui a pour objectif de démocratiser l’art dans le sous-continent indien. Les artistes expliquent que « l’art en Inde est réservé à une certaine élite. Il y a des galeries mais ne sont pas actives en termes de programmation. Il y a des musées mais qui n’offrent pas de tarifs préférentiels aux plus pauvres. Nous voulons que les masses puissent accéder à l’art gratuitement. »
Depuis sa création en 2014, St+art accueille des artistes locaux et internationaux pour peindre les murs de Delhi, Bangalore et Hyderabad. En 2016, le collectif s’est associé à la plus grande société indienne de transport de conteneurs. Ils ont été autorisés à en peindre une centaine et leur travail pourra être vu par les marins et les passants du monde entier.
Au-delà de l’art, St+Art a des ambitions humanitaires et sociales. Ils collaborent avec le gouvernement pour des campagnes de prévention à l’hygiène. L’initiative a même reçu le soutien de personnalités bollywoodiennes. En outre, le groupe promeut l’art tribal et ancestral indien pour pérenniser leur culture. Ces initiatives plaisent beaucoup à la population et aux autorités. En Inde, le street art semble faire consensus et c’est déjà une victoire en soi.

### Les bandes dessinées
Les bandes dessinées en Inde est assez récente et encore peu diversifiée. Depuis la fin des années 1960, elle s'est développée avec des adaptations du Ramayana et du Mahābhārata, des bandes dessinées didactiques pour les enfants, des comic strip et des caricatures de presse, et enfin des adaptations des super-héros américains. Malgré des tirages de 100 millions d'exemplaires annuels, la bande dessinée en Inde est encore très largement dominée par les comics américains et les productions locales restent marginales. Une bande dessinée remarquable est celui qui illustre la vie d'Ambedkar, le père de la constitution indienne, dessinée par Durga Bai et Subhash Vyam.

### Les caricatures
La tradition de la caricature en Inde est ancienne. Charles Dickens, qui pariait sur son échec au prétexte que « le tempérament asiatique est grave et qu’il ne trouve aucun plaisir à l’amusement en tant que tel », s’est trompé. Le Mahatma Gandhi avait eu l’idée de reproduire dans son Journal Indian Opinion, publié en Afrique du Sud, les caricatures de journaux satiriques britanniques qui s’en prenaient à l’empire colonial. On y trouvait déjà des divinités hindoues, allègrement caricaturées. Qu’il est difficile pour un dessinateur indien de résister à la tentation de caricaturer les divinités hindoues ! Le célèbre dessinateur Kaak était bien obligé de le reconnaître : « Toutes nos divinités hindoues sont des caricatures. »
La démocratie indienne permet aux journaux et aux dessinateurs de traiter l'actualité avec une grande liberté. Ainsi de nombreux caricaturistes exercent leurs talents dans les publications indiennes.
Depuis les années 1990, le nombre de dessinateurs réalisant des dessins politiques dans les quotidiens a par ailleurs explosé. L’Inde est en effet l’un des rares pays d’Asie où l’on n’hésite pas à faire la satire de leaders politiques et à critiquer la position du pays sur la scène politique mondiale, notamment lors de ses essais de bombes atomiques.
Mais :
Dès qu’on touche à des hommes politiques devenus héros, à l’état indien (sous le règne de Modi) ou à des divinités hindoues ou musulmans, une censure, autocensure ou des représailles commencent à s’installer (comme dans beaucoup d'autres pays d'ailleurs)
,
,
,
.
Exemple (2018) : Pour avoir partagé une caricature jugée anti-nationale, un journaliste indien de 50 ans est accusé de sédition, crime pour lequel il risque la prison à vie. Reporters sans frontières (RSF) condamne cet abus de droit et appelle à l’abandon immédiat des poursuites.
Hemant Morparia, médecin et dessinateur politique (Mumbai Mirror et Money Life), 2010 : « Bien qu’il soit peut-être prématuré de prononcer son oraison funèbre, plusieurs signes montrent que l’état de santé de la caricature politique se dégrade sérieusement. Et il y a de quoi être préoccupé. Cette dégradation et ce déclin ont débuté dans les années 90 [...] Cela coïncide avec l’entrée de l’Inde sur la scène internationale, avec l’ouverture du marché qui a accompagné la globalisation. Même si cela a eu des effets bénéfiques pour beaucoup d’entreprises, y compris les entreprises de presse, la globalisation a accompagné ou entrainé le déclin de la caricature politique... Et ensuite : ...Arrêtons-nous un instant et essayez de citer le nom de quelques très bons dessinateurs politiques. Allez-y! Prenez votre temps. Alors, combien de noms avez-vous trouvé ? Trois, cinq, huit ? Pas plus de dix ! Je le savais. S’il y avait un indicateur qui mesure le ratio nombre de dessinateurs politiques par rapport au nombre d’habitants, nous serions en dessous de l’Afrique sub-saharienne...»
.
Selon Reporteurs sans frontières (RSF) Inde est le 142e au classement mondial de la liberté de la presse en 2020. RSF : « La violence qui frappe les journalistes est l’une des caractéristiques les plus marquantes de l’état actuel de la liberté de la presse en Inde. Violences policières, attaques de combattants maoïstes, représailles commanditées par des groupes mafieux ou des politiciens corrompus… Au total, au moins six journalistes indiens ont trouvé la mort en 2018 en raison de leur profession, auxquels il faut ajouter un septième cas sur lequel pèsent de nombreux doutes.
Une dernière note : les illustrations de ce sous-article proviennent d'une page Facebook (fin de 2019) consacrée aux caricatures rebelles en Inde. En avril 2020 cette page n'existe plus ! Est-ce le gouvernement indien qui a demandé à Facebook de supprimer la page, ou y a-t-il une autre raison plausible? Les caricatures politiques rebelles ont refait surface sous Youtube.
Voir des caricatures dans Kerala Cartoon Academy Blogspot : « Online Cartoon Exhibition »
Voir également : Indian Institute of Cartoonists

## Peinture vernaculaire contemporaine
Peinture vernaculaire (tribale et rurale) désigne un art vivant (contemporain), ancré dans le passé (les mythes, les croyances et les traditions). L'art vernaculaire est fondé sur la mémoire collective,,,,.
Raphaël Rousseleau, chercheur associé au Centre d’Étude de l’Inde & Asie du Sud (CNRS/EHESS) à Paris :

L’art contemporain extra-européen est aujourd’hui reconnu comme une catégorie à part entière. Pourtant, comme l’a souligné J.-L. Amselle (2005) au sujet de « l’art africain contemporain », cette notion cache un nœud conceptuel qui n’est ni aussi simple, ni aussi politiquement correcte qu’on le présente généralement. À plus forte raison, la même question peut être posée, au sujet d’un art contemporain, qui n’est pas seulement indien, mais aussi tribal ou « indigène » (âdivâsî). L’Inde possède, en effet, une frange de sa population rurale que la Constitution du pays nomme officiellement les « tribus répertoriées », et qui préfère souvent se dire adivasi. Depuis des siècles, des membres de ces groupes réalisent, ou font réaliser selon leurs vœux, des peintures et des sculptures que l’on qualifie par conséquent « d’art tribal de l’Inde » ou « art adivasi». Cette notion peut paraître ainsi aussi évidente que celle, par exemple, d’art aborigène pour l’Australie et suscite un intérêt croissant, dont témoigne l’exposition Autres Maîtres de l’Inde, au musée du quai Branly (Printemps 2010, après une précédente à la Halle Saint-Pierre en 2007, pour nous limiter à la France). À y regarder de plus près, pourtant, le contexte indien se montre très différent de la situation australienne. Dans ce dernier cas, l’art aborigène s’oppose directement à l’art occidental colonial. Dans le cas indien, en revanche, l’art tribal ne se distingue pas seulement de l’art occidental, mais aussi d’autres formes d’art ‘authentiquement’ indiennes : l’art ‘classique’ représenté par les sculptures de temple ou les miniatures mogholes, et l’art dit ‘populaire’ aux supports variés. Or, les frontières entre art populaire et tribal demeurant floues, la plupart des commissaires d’exposition indiens ont tendance à associer les deux types d’artistes (folk and adivasi). Plus récemment encore, commissaires et galeristes ont privilégié un terme générique : l'art vernaculaire.

### Peinture tribale contemporaine
Les plupart des tribus (ou aborigènes ou Ādivāsī) sont animistes. Leurs artistes illustrent la nature et les dieux incarnés dans la nature et dans la vie quotidienne, et incluent souvent aussi les dieux et rituels hindous.
Voilà celles qui ont développé une expression picturale : 
Ao, Baiga, Bhil, Deewaru, Ganju, Garasia, Gond, Hill Korwa, Kurmi, Kurumba, Lotha, Malhar, Meena, Monpa, Munda, Muria, Nicobarais, Oraon, Rajwar, Rathwa, Rengma, Saharia, Santhal, Saura, Tharu , Prajapati, Waghri, Warli....
Certaines traditions picturales sont ancestrales comme celles des Pithora des tribus Rathwa et Bhil. Les peintures Warli et Saura ont même leurs racines dans les peintures rupestres de Bhimbetka. D’autres sont récentes, bien qu’ancrées dans les racines, ainsi l’école du « Jangarh Kalam » des Pardhan Gond. Les peintures des Hill Korwa sont énigmatiques et restent mystérieuses.
Artistes : Jangarh Singh Shyam (Gond), Jivya Soma Mashe (Warli), Venkat Shyam (Gond), Bhajju Shyam (Gond), Mayank Shyam (Gond), Subhash Vyam (Gond), Japani Shyam (Gond), Ladoo Bai (Bhil), Bhuri Bai (Bhil), Pema Fatya (Bhil), Shantaram Tumbada (Warli)...

### Peinture rurale (non tribale) contemporaine
Ci-après, autres écoles vernaculaires, qui ne sont pas liées aux tribus et qui illustrent plutôt la mythologie indienne et les traditions hindoues
,.

#### Ayyanar du Tamil Nadu
Dans l’État du Tamil Nadu au sud de l’Inde, chaque village est doté d’un sanctuaire dédié aux divinités villageoises. Ces divinités sont vénérées par certaines castes ou par des clans villageois et ne font pas partie du panthéon hindou, mais font partie d’un tissu complexe de mythologies.
Dans l'art en terre cuite indien, rien n'est plus monumental que les gigantesques figures équestres dédiées à Ayyanar, le dieu puissant qui, selon les croyances de la population du Tamil Nadu, protège des esprits malfaisants les villages, la vie et les biens. Un féroce cavalier sur un cheval blanc, semble menacer le passant de son sabre ou de son fouet. Il s'agit du dieu Ayyanar), le gardien des villages, ou de son second Karuppaswami. Ses traits grimaçants témoignent de sa puissance surnaturelle. Comme un acteur de Kathakali, le dieu surjoue la colère et le courage, roulant des yeux farouches pour repousser les esprits maléfiques qui menacent les paisibles villages du Tamil Nadu en Inde.
Les statues d'Ayyanar, souvent monumentales, sont soigneusement peintes de couleurs vives comme toutes celles des dieux hindous. Le style appliqué n'est pas sans rappeler l'académique imagerie saint-sulpicienne, en plus exotique. Le doux visage du Christ et ses gestes apaisants laisse la place à des gesticulations guerrières. L'âne, le bœuf et l'agneau sont remplacés par l'éléphant, la vache et le cheval.
La mièvrerie européenne et l'expressionnisme indien se retrouvent dans la même célébration, involontaire, du kitsch.
Le culte d'Ayyanar, très populaire, est partout présent en Inde du Sud, au Tamil Nadu. Dans la région du Chettinad on trouve de nombreux sanctuaires d’Ayyanar. Cette région est remarquable par ses milliers de maisons à caractère palatial. On peut les voir dans les 73 villages de cette micro région culturelle. Bien que né de l'union de Shiva et de Vishnou, sous l'apparence féminine de Mohini, Ayyanar n'appartient pas au panthéon hindou, c'est un dieu local. Ayyanar protège les villageois des esprits mauvais, des inondations et des sècheresses qui menacent les communautés agricoles. Il garde le réservoir, essentiel à la survie du village.
Ce dieu guerrier est toujours escorté de Karuppaswami son lieutenant armé d'un sabre, de 21 déités de moindre importance et d'une multitude de serviteurs. Il est parfois malaisé d'identifier tous ces dieux et demi-dieux et les Indiens rencontrés sur place donnent parfois des informations contradictoires mais tous s'accordent sur la puissance protectrice d'Ayyanar. La nuit, Ayyanar et son armée veillent. Ils galopent tout autour du village et repoussent les esprits du mal dans un combat sans fin. Yallee, celui qui voit dans toutes les directions et dans le futur, les guide
.

#### Chitravana du Madhya Pradesh
Chitravana est un art qui existe depuis des centaines d'années dans les villes de Gwalior, Jhansi, Ujjain, Malwa et Bundelkhand à Madhya Pradesh. C'est un art qui décore les murs et les portes, et maintenant on le trouve également sur papier. Les artistes professionnels, en majorité des hommes, illustre les dieux et déesses de leur religion (hindouisme, jaïnisme, et même islam...), mais aussi la nature et les animaux, avant et pendant les fêtes religieuses.

#### Kalamkari du Telangana, de l'Andhra Pradesh et du Gujarat
L'art du Kalamkari

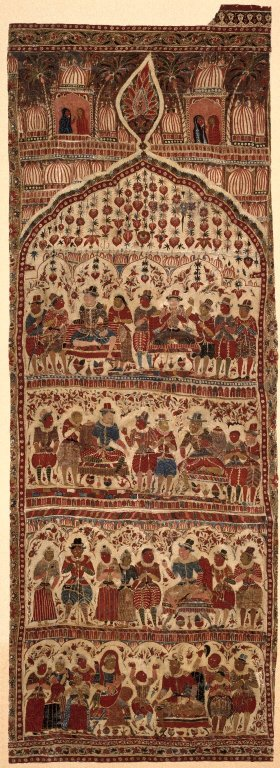
Kalamkari du XVIIe siècle, Brooklyn Museum.

 s’exerce surtout en Iran, dans l'Andhra Pradesh et Telangana, mais aussi dans le Gujarat par la tribu Waghri. « Kalam » désigne le stylo et « kari » signifie l'art ou la main. Il s'agit d'une toile de coton écru, peinte à la main à l'aide d'un kalam, bambou taillé muni d'un chiffon servant de réservoir, en utilisant des teintures végétales. Les thèmes traditionnels sont la représentation des épiques et des puranas (mythologie indienne), ainsi que les motifs floraux. Au cours des âges, l'iconographie s'est enrichie en fonction des goûts des acheteurs et de l'imagination de l'artiste : miniatures Mogholes, arbres de vie, tapis persans, scènes de la vie quotidienne, etc.
Voir aussi : La tribu Waghri du Gujarat

#### Madhubani (ou Mithila) du Bihar
On trouve la peinture de Madhubani (ou Mithila) surtout au Népal et dans le Bihar. La peinture de Madhubani est un style de peinture originaire de la région de Mithila dans l'État du Bihar,
,
.
La peinture Madhubani est un terme regroupant toutes les peintures rituelles de la région de Mithila au Bihar (frontière avec le Népal) depuis des siècles par les femmes de caste :
- Dusadh (peintures composées principalement de tatouages),
- Kayasth (peintures en rouge et noir),
- et Brahmines (peintures richement colorées)

Selon la tradition, ce style de peinture serait né à l’époque du Râmâyana, lorsque le roi Janak avait demandé à des artistes de réaliser des peintures pour le mariage de sa fille, Sita avec le dieu hindou Rama. Jusqu’au milieu du XXe siècle, les femmes de ce village peignent, sur les murs des chambres nuptiales, des dessins naïfs représentant des divinités ainsi que des animaux, des plantes, etc. Aujourd’hui les hommes peignent aussi ; les sources d'inspiration sont diverses, religieuses ou profanes : représentations de dieux et déesses, représentations tantriques magiques, vie du village, mais aussi des thèmes plus proches de la nature, tels les arbres de vie.
D'autres thèmes religieux : Krishna et Radha (l’amour sublimé selon toutes ses facettes), Ganesh (le dieu-éléphant auspicieux et généreux), Sarasvathi (la déesse des arts).

#### Rangoli: Alpana, Kalam, Kolam, Mandana...
Un rangoli est une peinture faite au sol (le Bhumi Chitra).
Les Indiens intègrent l'art dans leur vie quotidienne en dessinant des rangolis appelés aussi
Alpana ou Alpona (au Bengale),
Mandana (Rajasthan),
Kolam (Tamil Nadu, Andhra Pradesh et Karnataka), Kalam (Kerala), Aripan (Bihar), Rangavallie (Maharastra), Muggu (Andhra Pradesh), Saathiya (Gujarat) et Chowkpurna (Uttar Pradesh).
Dans les villages partout en Inde, les femmes font ces dessins chaque matin sur les seuils ou dans la cour des maisons ou sur le sol des temples. Elles tracent d'abord en pointillé le contour des motifs géométriques à l'aide d'une poudre blanche, habituellement de calcaire ou de riz, avant de le remplir d'une série de lignes. En plus d'ajouter une touche d'art et de beauté au foyer ou au temple, les rangolis protègent la famille ou le lieu sacré.
Voir également les Mandala.

#### Alpana du Bengale
La peinture Alpana ou Alpona au Bengale sont des images temporaires et indissociables des rites féminins saisonniers appelés brata.
Les cérémonies occupent une place essentielle dans la vie des villageoises. Entre piété domestique et célébration des forces de la nature, les brata sont dédiés aux corps célestes, aux divinités, et plus particulièrement à la déesse de l’abondance Lakshmi ou Lokkhi.
Certains brata sont très populaires, certains plus exceptionnels. D’autres encore sont accompagnés de chants et de danses.
Certains brata sont très populaires, certains plus exceptionnels. D’autres encore sont accompagnés de chants et de danses et on en trouve de toutes sortes ; pour la protection des enfants ou du mari, pour s’assurer de bonnes récoltes et provoquer l’abondance des pluies, pour renforcer la fertilité des plaines alluviales. Les textes et les légendes qui accompagnent les dessins chantent le triomphe du soleil et la défaite de l’hiver, d’autres ont trait au mariage de la lune avec le soleil au printemps, d’autres encore célèbrent la naissance du printemps et son mariage avec la terre.

#### Kalam du Kerala

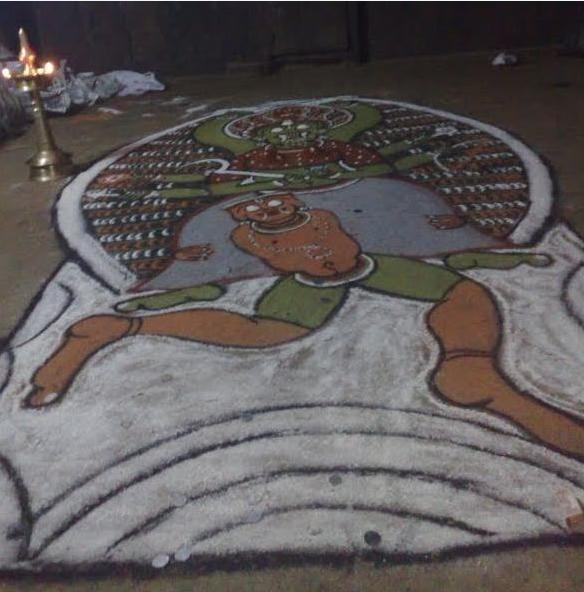
Kalamezhuthu at the Poovattoor Temple

Au Kerala, les Kalam (ou Kalamezhuthu) sont l’apanage de certaines communautés d’hommes : des peintres rituels dont la tâche héréditaire consiste à élaborer des fresques anthropomorphes dans les temples et les maisons.
Presque invisibles, les peintures Kalam ne s’offrent pas aux regards du promeneur matinal comme le Kolam, elles sont élaborées le plus souvent dans l’intimité et concentrent l’attention de la famille à l’intérieur de la maison ou des dévots lorsqu’elles sont dessinées au sein du temple. Ces peintures réalisées au moyen de poudres minérales et végétales servent de support aux cérémonies en l’honneur de la Déesse, des serpents et autres divinités du panthéon hindou. Elles sont également élaborées dans un but thérapeutique car dans l’esprit du villageois indien, les maladies, la stérilité, la mort prématurée étaient et sont encore attribuées aux puissances surnaturelles ou aux « esprits saisisseurs » qu’il convient d’amadouer ou d’anéantir par des incantations, des chants et des gestes symboliques des mains (mudra),.

#### Kolam du Tamil Nadu, de l'Andhra Pradesh et du Karnataka

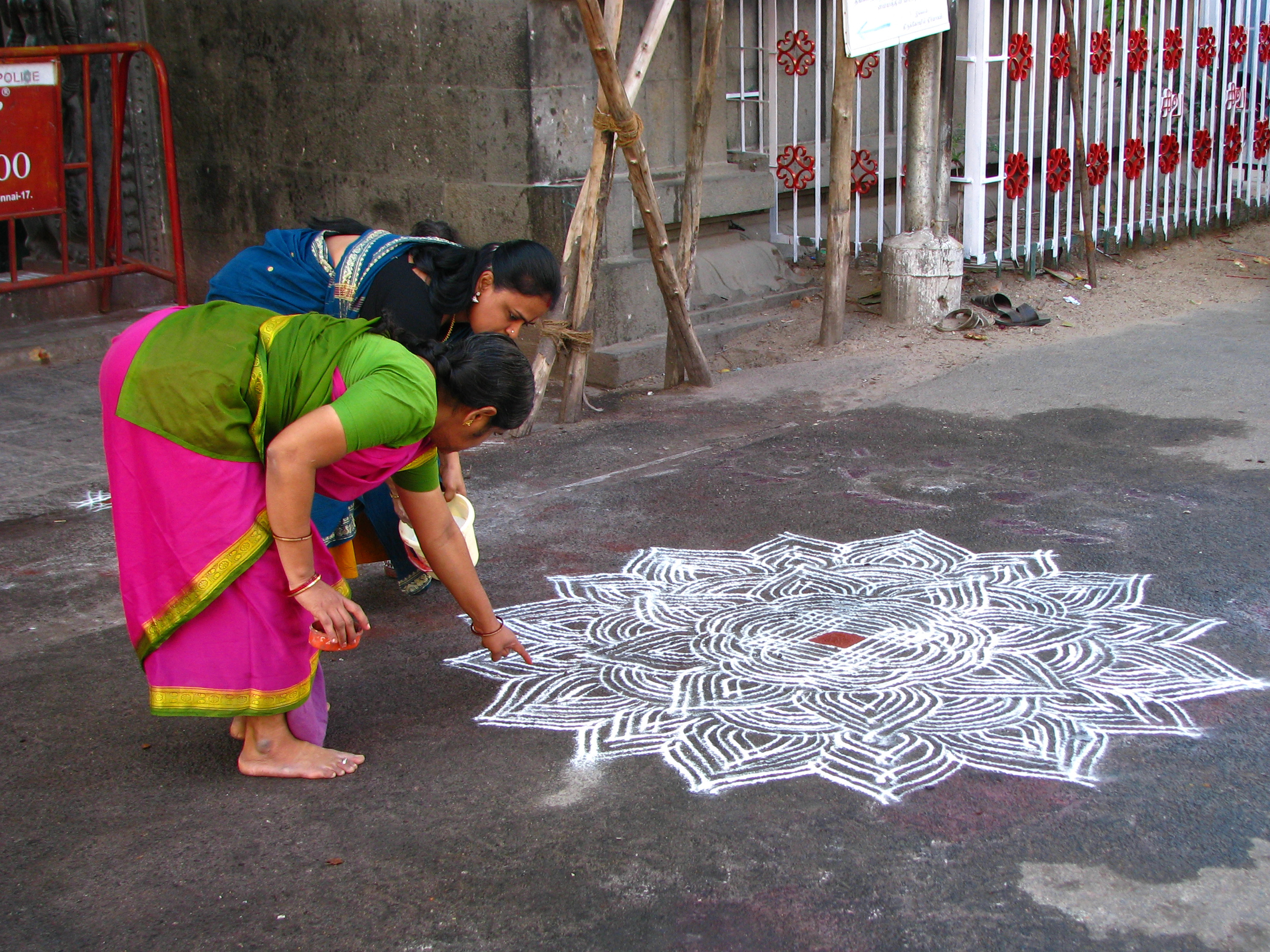
Women drawing an intricate kolam outside the Mylapore Temple

La peinture kōlam s’exerce en particulier dans les États de Tamil Nadu, Andhra Pradesh et Karnataka. Le kōlam est un motif d'inspiration géométrique tracé avec de la poudre de riz à l'entrée des maisons, temples et commerces en guise de bienvenue et pour porter chance. De nature éphémère, les Kōlams sont dessinés à main levée en laissant la poudre s'écouler. Ils sont déposés chaque matin devant l'entrée des maisons afin d'apporter la prospérité. L'art du kōlam est traditionnel et très ancien en Inde où il est généralement transmis de mère en fille. Encore bien vivant dans les villages, il tend forcément à se perdre dans les grandes métropoles urbaines, encore qu'il ne soit pas rare de l'y rencontrer devant les seuils de bien de maisons ou des boutiques.

#### Mandana du Rajasthan et du Madhya Pradesh
La peinture Mandana s’exerce au Rajasthan et dans le Nord de Madhya Pradesh. Les femmes peignent les murs (surtout au Rajastan) et les sols de leurs maisons avec des images géométriques pour protéger la maison, pour les fêtes rituelles et surtout pour des raisons décoratives.
La peinture Mandana (mandan = décoration) à un vocabulaire ornemental géométrique et stylisé (à ne pas confondre avec Mandala, également géométrique et stylisé) .
La vitalité de la mémoire orale et picturale du Rajasthan a été perpétuée par des castes et des tribus que l’histoire ne retient pas ou mentionne peu : les pasteurs Gujar, les chameliers Raika, les potiers Kumbhar, les musiciens Manghaniyar et Langa, les conteurs Bhopa, tous ceux dont la tâche traditionnelle était de servir et de divertir l’aristocratie. Leurs femmes sont les gardiennes de traditions picturales dont certains motifs apparaissent déjà sur les poteries de la civilisation de l’Indus (IIIe– IIe millénaire av. J.-C.). Elles dessinent sur le seuil des diagrammes sacrés, les Mandana, sorte de langage incantatoire stylisé à l’extrême en l’honneur de la déesse Lakshmi, pourvoyeuse de prospérité et de richesses.
Mandana est réalisé aux moments clés du cycle de la vie : naissance, fiançailles, mariages. Pour la fête hindi Holi et tous les ans au mois de Kartik (mi-octobre mi-novembre, à la fin de la récolte) à l’occasion du festival Dipavali, les maisons reçoivent les plus somptueuses décorations et l’on célèbre la déesse Lakshmi en allumant des lampes à l’huile. Lors des fiançailles, ce sont des motifs de lions et lionnes qui apparaissent sur les murs de la chambre à coucher. Mandana constituent un art éminemment éphémère, une empreinte saisonnière vouée à l’effacement,.
Voir aussi : Tribu Meena

#### Rogan du Gujarat
La peinture Rogan existe depuis près de 400 ans dans le district de Kutch à Gujarat. « Rogan » signifie en persan une peinture à base d'huile.
Une seule famille (8 hommes) de la communauté Khatri exerce encore cette peinture sur tissus. Mais la famille Khatri a appris aux 60 femmes la technique Rogan, qui était à l'origine un métier d'homme.
L’art Rogan est une peinture sur tissu, coton et soie, de quoi réaliser des étoles, nappes, tapisseries, robes, jupes, et namdas (type de tapis), tous uniques. Le procédé de fabrication de la peinture et la technique de réalisation des motifs sont pour le moins longs et ardus.
La peinture nécessite de l’huile de ricin chauffée pour obtenir une pâte épaisse qui se transforme en gelée, mélangée à de l’eau et des pigments naturels. La pâte de couleur ainsi obtenue est appliquée en fines lignes sur le tissu à l’aide d’une aiguille (ou d'un tampon) qui la laisse couler. Le motif du cadre ainsi conçu, le tissu est ensuite plié en deux et pressé sur la peinture pour obtenir un dessin symétrique. Les motifs les plus petits sont rajoutés par la suite. Après chaque pose de couleur, le tissu sèche une journée au soleil.
Le coton, l'or et la soie sont les fils de base utilisés. La gamme la plus large de textiles tissés est fabriquée selon la technique de la teinture qui comprend les techniques du patola (double ikat) et du bandhej, de la teinture utilisant des fils noués, du masharu tissé et de la teinture sur le coton et la soie.

#### Sanjhi du Rajasthan et du Madhya Pradesh
L’art de Sanjhi (déesse) est lié au festival du même nom. Dans les provinces rurales du Rajasthan, du Madhya Pradesh, de Uttar Pradesh, du Punjab et de Haryana, les jeunes femmes non mariées célèbrent cet art en vue de trouver un mari et d’avoir des enfants.
[...]« Sanjhi », a vernacular derivation from « Sandhya », « evening », refers to an image depicting a religious theme, which is worshiped at evening time[...].
Le festival dure 16 jours à la suite de la pleine lune du mois de Bhadrapada (aout/septembre) jusqu’à la nouvelle lune du mois d’Ashwin (septembre/octobre). Cette période est marquée dans le calendrier hindou comme la quinzaine dédiée aux ancêtres. Les esprits des ancêtres, alors vont voir leurs familles. Il est important de noter que seules les femmes non mariées peuvent faire le Sanjhi, après leur mariage le rituel ne leur permet plus de le pratiquer. Les femmes mariées qui laissent tomber leur lignée ancestrale pour rejoindre celle de leur mari, ne sont pas autorisées à pratiquer Sanjhi dans la maison de leurs pères et doivent transmettre cet art et son rituel à leurs filles qui vénèrent les ancêtres de leurs pères. Sanjhi se fait sur les murs à base de bouse de vache. Sur la surface on a des bas-reliefs de bouse de vache. Ces motifs sont décorés de fleurs et de bandes de papier multicolores. Chaque jour on crée un nouveau motif qui est effacé le jour suivant. À partir du 13e jour tous les motifs sont rassemblés en un parallélogramme sur les 4 portes d’entrée. Cette image de Sanjhi est appelée Kila Kot littéralement « habitation fortifiée ».

#### Thapa du Rajasthan

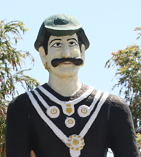
Statue of a Thapa warrior Amar Singh

La peinture Thapa s’exerce au Rajasthan et dans le Nord de Madhya Pradesh.
Les peintures Thapa peintes sur des murs extérieurs sont des compositions très libres mettant en scène le monde animal et floral et l’univers villageois.
La vitalité de la mémoire orale et picturale du Rajasthan a été perpétuée par des castes et des tribus que l’histoire ne retient pas ou mentionne peu. Leurs femmes tracent sur les murs de leurs modestes maisons de torchis, de puissantes fresques sacrées appelées Thapa (terme hindi qui désigne une impression ou une marque), glossaires poétiques de la vie villageoise.
Thapa est réalisé aux moments clés du cycle de la vie. Lors d’un mariage, les femmes tracent des signes de bienvenue autour de la porte. Les Thapa possèdent une grande liberté de ton et de trait, l’originalité de chaque composition reflète le style propre aux femmes d’une même maisonnée. Elles puisent leur inspiration dans leur mémoire collective ainsi que dans la contemplation quotidienne de la nature, qu’elles réinterprètent savamment dans la stylisation du geste pictural. Thapa constitue un art éminemment éphémère, une empreinte saisonnière vouée à l’effacement.
Voir aussi : Tribu Meena

### Les artistes cotés
Les 25 artistes indiens les plus cotés sont :
1. Maqbool Fida Husain (1915-2011)
2. V. S. Gaitonde (1924-2001)
3. Sayed Haider Raza (1922-2016)
4. Amrita Sher-Gil (1913-1941)
5. Ravi Varmâ (1848-1906)
6. Tyeb Mehta (1925-2009)
7. F. N. Souza (1924-2002)
8. Bhupen Khakhar (1934-2003)
9. Akbar Padamsee (1928-2020)
10. J. Swaminathan (1928-1994)
11. Ram Kumar (1924-2018)
12. Atul Dodiya (1959-)
13. Abanîndranâth Tagore (1874-1951)
14. Ganesh Pyne (1937-2013)
15. Krishen Khanna (1925-)
16. Subodh Gupta (1964-)
17. Nasreen Mohamedi (1837-1990)
18. Somnath Hore (1921-2006)
19. Nandalal Bose (1882-1966)
20. Jitish Kallat (1974-)
21. Manjit Bawa (1941-2008)
22. Ravinder Reddy (1956-)
23. Nalini Malani (1946-)
24. Jogen Chowdhury (1939-)

### Quelques peintres Franco-indiens
Sayed Haider Raza, Akbar Padamsee, Sakti Burman, Velu Viswanadhan, Akkitham Narayanan, Anju Chaudhuri, Sujata Bajaj

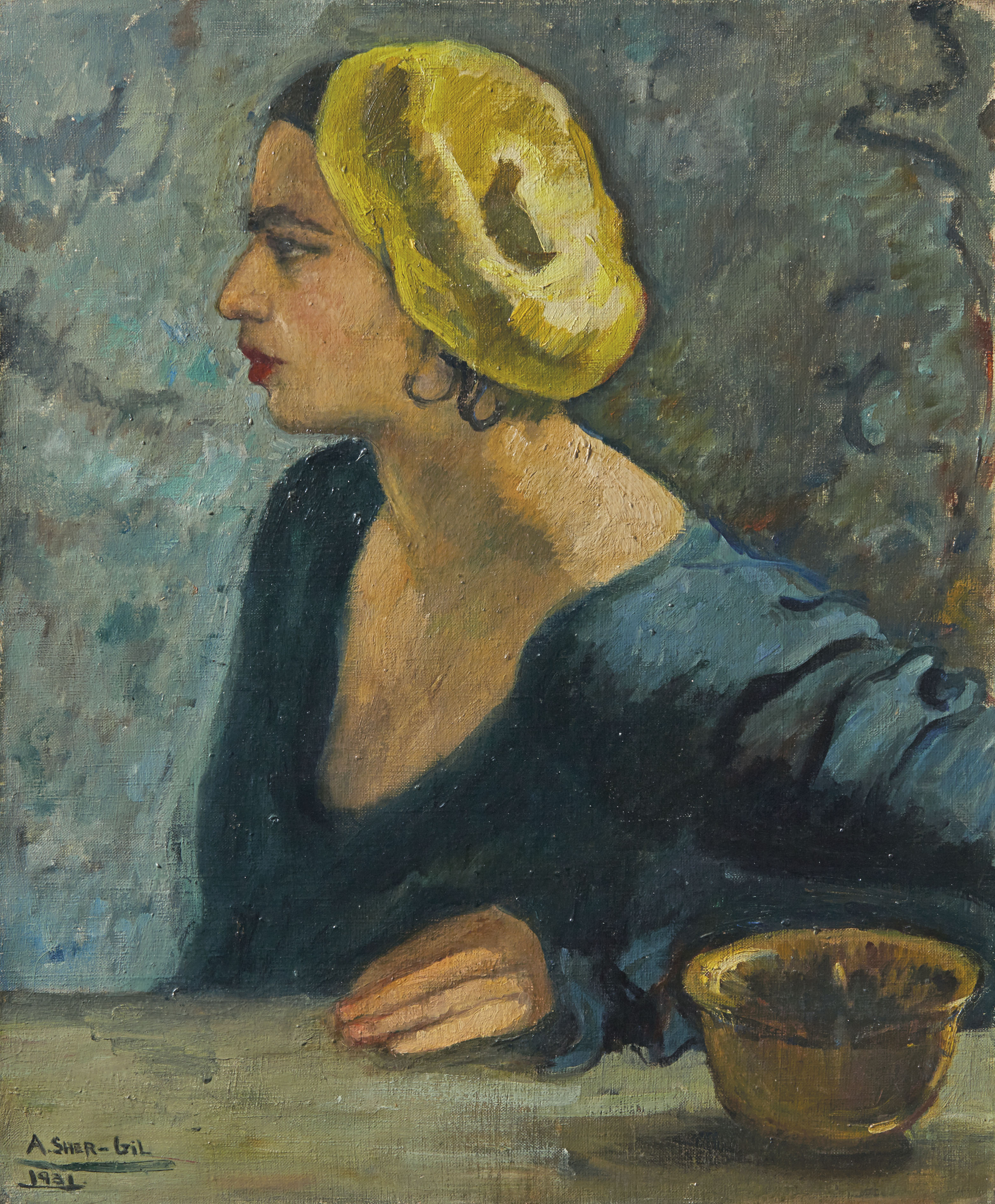
Amrita Sher-Gil, Autoportrait 1931

### Musées
- Andhra Pradesh, Visakhapatnam, Araku Tribal Museum
- Chhattisgarh, Jagdalpur, Tribal Museum
- Gujarat, Ahmadabad, Gujarat Tribal Museum : Peinture Pithora et Warli
- Gujarat, Ahmadabad, Lalbhai Dalpatbhai Museum
- Gujarat, Tejgadh, Vaacha - Museum of Adivasi Voice : Peinture Pithora[127]
- Haryana, Chandigarh, Nek Chand Rock Garden
- Haryana, Gurgaon, Museum of Folk and Tribal Art[128]
- Himachal Pradesh, Dharamsala, Kangra Art Museum
- Karnataka, Mysore, Tribal Art Museum
- Karnakata, Mysore, Folklore Museum, University of Mysore
- Kerala, Thrivandrum, KCS Panicker Gallery
- Madhya Pradesh, Bhopal, Bharat Bhavan : Peintures des tribus du MP et du Chhattisgarh[129]
- Madhya Pradesh, Bhopal, Tribal Heritage Museum : Peintures des tribus du MP et du Chhattisgarh[130]
- Madhya Pradesh, Bhopal, National Museum of Mankind[131]
- Madhya Pradesh, Khajuraho, Adivart Tribal and Folk Art Museum
- Madhya Pradesh, Bhimbetka abris-sous-roche : L'origine de la peinture indienne[132]
- Maharashtra, Mumbai, Chhatrapati Shivaji Maharaj Vastu Sangranhalaya Museum : Miniatures
- Maharashtra, Pune, Tribal Cultural Museum : Peinture Warli
- Manipur, Imphal, Tribal Museum
- Orissa, Bhubaneswar, Museum of Tribal Arts and Artifacts
- Rajastan, Udaipur, M.L. Verma Tribal Museum : Peinture Bhil, peinture Sahariya, peinture Meena
- Tamil Nadu, Muthorai Palada (Ooty), Tribal Research Centre Museum
- Telangana, Hyderabad, Salarjung Museum : Surpur miniatures
- Telangana, Hyderabad, Nehru Centenary Tribal Museum : Peinture Saora
- Tripura, Agartala, Tripura State Tribal Cultural Museum
- Uttarakhand, Munsyary (Pithoragarh), Tribal Heritage Museum
- Uttar Pradesh, Lucknow, Tribal Museum
- West Bengal, Kolkata, Ethnographic Museum : Peinture Santal, peinture Tangka
- West Bengal, Santiniketan, Tagore memorial museum

Voir : tous les musées en Inde.